# Световно първенство по шахмат 2010
Световното първенство по шахмат през 2010 г. се провежда под формата на мач от 12 партии между шампиона Вишванатан Ананд (Индия) и претендента Веселин Топалов (България) в София, България, и определя световния шампион по шахмат за времето от 2010 до 2011 г. Ананд побеждава с 6.5 – 5.5 и защитава титлата си.

## Регламент
Мачът се провежда от 24 април до 13 май 2010 г. в Централния военен клуб в София, при класическа времева контрола - два часа за 40 хода плюс един час за следващите 20 хода и 15 минути за остатъка от партията с добавяне на 30 секунди на ход, започвайки от 61. ход. Играят се по две партии в поредни дни, като след тях има един почивен ден. Провежда се под егидата на Световната шахматна федерация - ФИДЕ. При равенство се играе тайбрек - четири партии по ускорен шах при контрола 25 минути и добавяне на 10 секунди на ход. При ново равенство се играят две 5-минутни партии с добавяне на 10 секунди на ход. Ако резултатът все още е равен се тегли жребии, като победителят избира цвета на фигурите си. Белите получават 6 минути, а черните - 5, като при реми печелят черните. 
Първоначално мачът трябва да се играе от 23 април до 12 май, но е отложен с един ден поради закъснялото пристигане на Ананд в София, причинено от изригването на вулкана Ейяфятлайокутъл в Исландия, който блокира голяма част от въздушното пространство над Европа. 
Наградният фонд е 2 милиона евро, като победителят печели 1,2 милиона, а загубилият – 800 хил. евро. 
Председател на организационния комитет е Бойко Борисов. Главен съдия е Панайотис Николопулос от Гърция.

## Участници
Ананд участва като настоящ световен шампион.
Топалов се класира след като побеждава преждевременно в мач на кандидатите Гата Камски след седмата от осем партии на мача на претендентите през 2009 г. в София.
Топалов и Ананд са играли 44 партии един срещу друг преди мача, като Топалов е спечелил 11, Ананд – 10, а 23 са завършили наравно. 

## Програма и резултати
| кръг    | дата     | Ананд   | Топалов |
| ------- | -------- | ------- | ------- |
| 1       | 24 април | 0       | 1       |
| 2       | 25 април | 1       | 0       |
| 3       | 27 април | ½       | ½       |
| 4       | 28 април | 1       | 0       |
| 5       | 30 април | ½       | ½       |
| 6       | 1 май    | ½       | ½       |
| 7       | 3 май    | ½       | ½       |
| 8       | 4 май    | 0       | 1       |
| 9       | 6 май    | ½       | ½       |
| 10      | 7 май    | ½       | ½       |
| 11      | 9 май    | ½       | ½       |
| 12      | 11 май   | 1       | 0       |
| тайбрек | 13 май   | ненужен | ненужен |
|         |          | 6.5     | 5.5     |

## Партии

### Партия 1: Топалов – Ананд (1—0)
|   | a | b | c | d | e | f | g | h |   |
| 8 | черен топ на бяло поле a8 · бял топ на бяло поле c8 · черен цар на черно поле d8 · черен топ на бяло поле g8 · черна пешка на черно поле a7 · бял топ на бяло поле h7 · черна пешка на черно поле b6 · черен кон на черно поле a5 · бял офицер на бяло поле b5 · бяла пешка на бяло поле f5 · черна пешка на черно поле g5 · черна пешка на черно поле d4 · черна дама на бяло поле e4 · бяла пешка на бяло поле a2 · бяла дама на черно поле d2 · бяла пешка на бяло поле g2 · бял цар на черно поле g1 | черен топ на бяло поле a8 · бял топ на бяло поле c8 · черен цар на черно поле d8 · черен топ на бяло поле g8 · черна пешка на черно поле a7 · бял топ на бяло поле h7 · черна пешка на черно поле b6 · черен кон на черно поле a5 · бял офицер на бяло поле b5 · бяла пешка на бяло поле f5 · черна пешка на черно поле g5 · черна пешка на черно поле d4 · черна дама на бяло поле e4 · бяла пешка на бяло поле a2 · бяла дама на черно поле d2 · бяла пешка на бяло поле g2 · бял цар на черно поле g1 | черен топ на бяло поле a8 · бял топ на бяло поле c8 · черен цар на черно поле d8 · черен топ на бяло поле g8 · черна пешка на черно поле a7 · бял топ на бяло поле h7 · черна пешка на черно поле b6 · черен кон на черно поле a5 · бял офицер на бяло поле b5 · бяла пешка на бяло поле f5 · черна пешка на черно поле g5 · черна пешка на черно поле d4 · черна дама на бяло поле e4 · бяла пешка на бяло поле a2 · бяла дама на черно поле d2 · бяла пешка на бяло поле g2 · бял цар на черно поле g1 | черен топ на бяло поле a8 · бял топ на бяло поле c8 · черен цар на черно поле d8 · черен топ на бяло поле g8 · черна пешка на черно поле a7 · бял топ на бяло поле h7 · черна пешка на черно поле b6 · черен кон на черно поле a5 · бял офицер на бяло поле b5 · бяла пешка на бяло поле f5 · черна пешка на черно поле g5 · черна пешка на черно поле d4 · черна дама на бяло поле e4 · бяла пешка на бяло поле a2 · бяла дама на черно поле d2 · бяла пешка на бяло поле g2 · бял цар на черно поле g1 | черен топ на бяло поле a8 · бял топ на бяло поле c8 · черен цар на черно поле d8 · черен топ на бяло поле g8 · черна пешка на черно поле a7 · бял топ на бяло поле h7 · черна пешка на черно поле b6 · черен кон на черно поле a5 · бял офицер на бяло поле b5 · бяла пешка на бяло поле f5 · черна пешка на черно поле g5 · черна пешка на черно поле d4 · черна дама на бяло поле e4 · бяла пешка на бяло поле a2 · бяла дама на черно поле d2 · бяла пешка на бяло поле g2 · бял цар на черно поле g1 | черен топ на бяло поле a8 · бял топ на бяло поле c8 · черен цар на черно поле d8 · черен топ на бяло поле g8 · черна пешка на черно поле a7 · бял топ на бяло поле h7 · черна пешка на черно поле b6 · черен кон на черно поле a5 · бял офицер на бяло поле b5 · бяла пешка на бяло поле f5 · черна пешка на черно поле g5 · черна пешка на черно поле d4 · черна дама на бяло поле e4 · бяла пешка на бяло поле a2 · бяла дама на черно поле d2 · бяла пешка на бяло поле g2 · бял цар на черно поле g1 | черен топ на бяло поле a8 · бял топ на бяло поле c8 · черен цар на черно поле d8 · черен топ на бяло поле g8 · черна пешка на черно поле a7 · бял топ на бяло поле h7 · черна пешка на черно поле b6 · черен кон на черно поле a5 · бял офицер на бяло поле b5 · бяла пешка на бяло поле f5 · черна пешка на черно поле g5 · черна пешка на черно поле d4 · черна дама на бяло поле e4 · бяла пешка на бяло поле a2 · бяла дама на черно поле d2 · бяла пешка на бяло поле g2 · бял цар на черно поле g1 | черен топ на бяло поле a8 · бял топ на бяло поле c8 · черен цар на черно поле d8 · черен топ на бяло поле g8 · черна пешка на черно поле a7 · бял топ на бяло поле h7 · черна пешка на черно поле b6 · черен кон на черно поле a5 · бял офицер на бяло поле b5 · бяла пешка на бяло поле f5 · черна пешка на черно поле g5 · черна пешка на черно поле d4 · черна дама на бяло поле e4 · бяла пешка на бяло поле a2 · бяла дама на черно поле d2 · бяла пешка на бяло поле g2 · бял цар на черно поле g1 | 8 |
| 7 | черен топ на бяло поле a8 · бял топ на бяло поле c8 · черен цар на черно поле d8 · черен топ на бяло поле g8 · черна пешка на черно поле a7 · бял топ на бяло поле h7 · черна пешка на черно поле b6 · черен кон на черно поле a5 · бял офицер на бяло поле b5 · бяла пешка на бяло поле f5 · черна пешка на черно поле g5 · черна пешка на черно поле d4 · черна дама на бяло поле e4 · бяла пешка на бяло поле a2 · бяла дама на черно поле d2 · бяла пешка на бяло поле g2 · бял цар на черно поле g1 | черен топ на бяло поле a8 · бял топ на бяло поле c8 · черен цар на черно поле d8 · черен топ на бяло поле g8 · черна пешка на черно поле a7 · бял топ на бяло поле h7 · черна пешка на черно поле b6 · черен кон на черно поле a5 · бял офицер на бяло поле b5 · бяла пешка на бяло поле f5 · черна пешка на черно поле g5 · черна пешка на черно поле d4 · черна дама на бяло поле e4 · бяла пешка на бяло поле a2 · бяла дама на черно поле d2 · бяла пешка на бяло поле g2 · бял цар на черно поле g1 | черен топ на бяло поле a8 · бял топ на бяло поле c8 · черен цар на черно поле d8 · черен топ на бяло поле g8 · черна пешка на черно поле a7 · бял топ на бяло поле h7 · черна пешка на черно поле b6 · черен кон на черно поле a5 · бял офицер на бяло поле b5 · бяла пешка на бяло поле f5 · черна пешка на черно поле g5 · черна пешка на черно поле d4 · черна дама на бяло поле e4 · бяла пешка на бяло поле a2 · бяла дама на черно поле d2 · бяла пешка на бяло поле g2 · бял цар на черно поле g1 | черен топ на бяло поле a8 · бял топ на бяло поле c8 · черен цар на черно поле d8 · черен топ на бяло поле g8 · черна пешка на черно поле a7 · бял топ на бяло поле h7 · черна пешка на черно поле b6 · черен кон на черно поле a5 · бял офицер на бяло поле b5 · бяла пешка на бяло поле f5 · черна пешка на черно поле g5 · черна пешка на черно поле d4 · черна дама на бяло поле e4 · бяла пешка на бяло поле a2 · бяла дама на черно поле d2 · бяла пешка на бяло поле g2 · бял цар на черно поле g1 | черен топ на бяло поле a8 · бял топ на бяло поле c8 · черен цар на черно поле d8 · черен топ на бяло поле g8 · черна пешка на черно поле a7 · бял топ на бяло поле h7 · черна пешка на черно поле b6 · черен кон на черно поле a5 · бял офицер на бяло поле b5 · бяла пешка на бяло поле f5 · черна пешка на черно поле g5 · черна пешка на черно поле d4 · черна дама на бяло поле e4 · бяла пешка на бяло поле a2 · бяла дама на черно поле d2 · бяла пешка на бяло поле g2 · бял цар на черно поле g1 | черен топ на бяло поле a8 · бял топ на бяло поле c8 · черен цар на черно поле d8 · черен топ на бяло поле g8 · черна пешка на черно поле a7 · бял топ на бяло поле h7 · черна пешка на черно поле b6 · черен кон на черно поле a5 · бял офицер на бяло поле b5 · бяла пешка на бяло поле f5 · черна пешка на черно поле g5 · черна пешка на черно поле d4 · черна дама на бяло поле e4 · бяла пешка на бяло поле a2 · бяла дама на черно поле d2 · бяла пешка на бяло поле g2 · бял цар на черно поле g1 | черен топ на бяло поле a8 · бял топ на бяло поле c8 · черен цар на черно поле d8 · черен топ на бяло поле g8 · черна пешка на черно поле a7 · бял топ на бяло поле h7 · черна пешка на черно поле b6 · черен кон на черно поле a5 · бял офицер на бяло поле b5 · бяла пешка на бяло поле f5 · черна пешка на черно поле g5 · черна пешка на черно поле d4 · черна дама на бяло поле e4 · бяла пешка на бяло поле a2 · бяла дама на черно поле d2 · бяла пешка на бяло поле g2 · бял цар на черно поле g1 | черен топ на бяло поле a8 · бял топ на бяло поле c8 · черен цар на черно поле d8 · черен топ на бяло поле g8 · черна пешка на черно поле a7 · бял топ на бяло поле h7 · черна пешка на черно поле b6 · черен кон на черно поле a5 · бял офицер на бяло поле b5 · бяла пешка на бяло поле f5 · черна пешка на черно поле g5 · черна пешка на черно поле d4 · черна дама на бяло поле e4 · бяла пешка на бяло поле a2 · бяла дама на черно поле d2 · бяла пешка на бяло поле g2 · бял цар на черно поле g1 | 7 |
| 6 | черен топ на бяло поле a8 · бял топ на бяло поле c8 · черен цар на черно поле d8 · черен топ на бяло поле g8 · черна пешка на черно поле a7 · бял топ на бяло поле h7 · черна пешка на черно поле b6 · черен кон на черно поле a5 · бял офицер на бяло поле b5 · бяла пешка на бяло поле f5 · черна пешка на черно поле g5 · черна пешка на черно поле d4 · черна дама на бяло поле e4 · бяла пешка на бяло поле a2 · бяла дама на черно поле d2 · бяла пешка на бяло поле g2 · бял цар на черно поле g1 | черен топ на бяло поле a8 · бял топ на бяло поле c8 · черен цар на черно поле d8 · черен топ на бяло поле g8 · черна пешка на черно поле a7 · бял топ на бяло поле h7 · черна пешка на черно поле b6 · черен кон на черно поле a5 · бял офицер на бяло поле b5 · бяла пешка на бяло поле f5 · черна пешка на черно поле g5 · черна пешка на черно поле d4 · черна дама на бяло поле e4 · бяла пешка на бяло поле a2 · бяла дама на черно поле d2 · бяла пешка на бяло поле g2 · бял цар на черно поле g1 | черен топ на бяло поле a8 · бял топ на бяло поле c8 · черен цар на черно поле d8 · черен топ на бяло поле g8 · черна пешка на черно поле a7 · бял топ на бяло поле h7 · черна пешка на черно поле b6 · черен кон на черно поле a5 · бял офицер на бяло поле b5 · бяла пешка на бяло поле f5 · черна пешка на черно поле g5 · черна пешка на черно поле d4 · черна дама на бяло поле e4 · бяла пешка на бяло поле a2 · бяла дама на черно поле d2 · бяла пешка на бяло поле g2 · бял цар на черно поле g1 | черен топ на бяло поле a8 · бял топ на бяло поле c8 · черен цар на черно поле d8 · черен топ на бяло поле g8 · черна пешка на черно поле a7 · бял топ на бяло поле h7 · черна пешка на черно поле b6 · черен кон на черно поле a5 · бял офицер на бяло поле b5 · бяла пешка на бяло поле f5 · черна пешка на черно поле g5 · черна пешка на черно поле d4 · черна дама на бяло поле e4 · бяла пешка на бяло поле a2 · бяла дама на черно поле d2 · бяла пешка на бяло поле g2 · бял цар на черно поле g1 | черен топ на бяло поле a8 · бял топ на бяло поле c8 · черен цар на черно поле d8 · черен топ на бяло поле g8 · черна пешка на черно поле a7 · бял топ на бяло поле h7 · черна пешка на черно поле b6 · черен кон на черно поле a5 · бял офицер на бяло поле b5 · бяла пешка на бяло поле f5 · черна пешка на черно поле g5 · черна пешка на черно поле d4 · черна дама на бяло поле e4 · бяла пешка на бяло поле a2 · бяла дама на черно поле d2 · бяла пешка на бяло поле g2 · бял цар на черно поле g1 | черен топ на бяло поле a8 · бял топ на бяло поле c8 · черен цар на черно поле d8 · черен топ на бяло поле g8 · черна пешка на черно поле a7 · бял топ на бяло поле h7 · черна пешка на черно поле b6 · черен кон на черно поле a5 · бял офицер на бяло поле b5 · бяла пешка на бяло поле f5 · черна пешка на черно поле g5 · черна пешка на черно поле d4 · черна дама на бяло поле e4 · бяла пешка на бяло поле a2 · бяла дама на черно поле d2 · бяла пешка на бяло поле g2 · бял цар на черно поле g1 | черен топ на бяло поле a8 · бял топ на бяло поле c8 · черен цар на черно поле d8 · черен топ на бяло поле g8 · черна пешка на черно поле a7 · бял топ на бяло поле h7 · черна пешка на черно поле b6 · черен кон на черно поле a5 · бял офицер на бяло поле b5 · бяла пешка на бяло поле f5 · черна пешка на черно поле g5 · черна пешка на черно поле d4 · черна дама на бяло поле e4 · бяла пешка на бяло поле a2 · бяла дама на черно поле d2 · бяла пешка на бяло поле g2 · бял цар на черно поле g1 | черен топ на бяло поле a8 · бял топ на бяло поле c8 · черен цар на черно поле d8 · черен топ на бяло поле g8 · черна пешка на черно поле a7 · бял топ на бяло поле h7 · черна пешка на черно поле b6 · черен кон на черно поле a5 · бял офицер на бяло поле b5 · бяла пешка на бяло поле f5 · черна пешка на черно поле g5 · черна пешка на черно поле d4 · черна дама на бяло поле e4 · бяла пешка на бяло поле a2 · бяла дама на черно поле d2 · бяла пешка на бяло поле g2 · бял цар на черно поле g1 | 6 |
| 5 | черен топ на бяло поле a8 · бял топ на бяло поле c8 · черен цар на черно поле d8 · черен топ на бяло поле g8 · черна пешка на черно поле a7 · бял топ на бяло поле h7 · черна пешка на черно поле b6 · черен кон на черно поле a5 · бял офицер на бяло поле b5 · бяла пешка на бяло поле f5 · черна пешка на черно поле g5 · черна пешка на черно поле d4 · черна дама на бяло поле e4 · бяла пешка на бяло поле a2 · бяла дама на черно поле d2 · бяла пешка на бяло поле g2 · бял цар на черно поле g1 | черен топ на бяло поле a8 · бял топ на бяло поле c8 · черен цар на черно поле d8 · черен топ на бяло поле g8 · черна пешка на черно поле a7 · бял топ на бяло поле h7 · черна пешка на черно поле b6 · черен кон на черно поле a5 · бял офицер на бяло поле b5 · бяла пешка на бяло поле f5 · черна пешка на черно поле g5 · черна пешка на черно поле d4 · черна дама на бяло поле e4 · бяла пешка на бяло поле a2 · бяла дама на черно поле d2 · бяла пешка на бяло поле g2 · бял цар на черно поле g1 | черен топ на бяло поле a8 · бял топ на бяло поле c8 · черен цар на черно поле d8 · черен топ на бяло поле g8 · черна пешка на черно поле a7 · бял топ на бяло поле h7 · черна пешка на черно поле b6 · черен кон на черно поле a5 · бял офицер на бяло поле b5 · бяла пешка на бяло поле f5 · черна пешка на черно поле g5 · черна пешка на черно поле d4 · черна дама на бяло поле e4 · бяла пешка на бяло поле a2 · бяла дама на черно поле d2 · бяла пешка на бяло поле g2 · бял цар на черно поле g1 | черен топ на бяло поле a8 · бял топ на бяло поле c8 · черен цар на черно поле d8 · черен топ на бяло поле g8 · черна пешка на черно поле a7 · бял топ на бяло поле h7 · черна пешка на черно поле b6 · черен кон на черно поле a5 · бял офицер на бяло поле b5 · бяла пешка на бяло поле f5 · черна пешка на черно поле g5 · черна пешка на черно поле d4 · черна дама на бяло поле e4 · бяла пешка на бяло поле a2 · бяла дама на черно поле d2 · бяла пешка на бяло поле g2 · бял цар на черно поле g1 | черен топ на бяло поле a8 · бял топ на бяло поле c8 · черен цар на черно поле d8 · черен топ на бяло поле g8 · черна пешка на черно поле a7 · бял топ на бяло поле h7 · черна пешка на черно поле b6 · черен кон на черно поле a5 · бял офицер на бяло поле b5 · бяла пешка на бяло поле f5 · черна пешка на черно поле g5 · черна пешка на черно поле d4 · черна дама на бяло поле e4 · бяла пешка на бяло поле a2 · бяла дама на черно поле d2 · бяла пешка на бяло поле g2 · бял цар на черно поле g1 | черен топ на бяло поле a8 · бял топ на бяло поле c8 · черен цар на черно поле d8 · черен топ на бяло поле g8 · черна пешка на черно поле a7 · бял топ на бяло поле h7 · черна пешка на черно поле b6 · черен кон на черно поле a5 · бял офицер на бяло поле b5 · бяла пешка на бяло поле f5 · черна пешка на черно поле g5 · черна пешка на черно поле d4 · черна дама на бяло поле e4 · бяла пешка на бяло поле a2 · бяла дама на черно поле d2 · бяла пешка на бяло поле g2 · бял цар на черно поле g1 | черен топ на бяло поле a8 · бял топ на бяло поле c8 · черен цар на черно поле d8 · черен топ на бяло поле g8 · черна пешка на черно поле a7 · бял топ на бяло поле h7 · черна пешка на черно поле b6 · черен кон на черно поле a5 · бял офицер на бяло поле b5 · бяла пешка на бяло поле f5 · черна пешка на черно поле g5 · черна пешка на черно поле d4 · черна дама на бяло поле e4 · бяла пешка на бяло поле a2 · бяла дама на черно поле d2 · бяла пешка на бяло поле g2 · бял цар на черно поле g1 | черен топ на бяло поле a8 · бял топ на бяло поле c8 · черен цар на черно поле d8 · черен топ на бяло поле g8 · черна пешка на черно поле a7 · бял топ на бяло поле h7 · черна пешка на черно поле b6 · черен кон на черно поле a5 · бял офицер на бяло поле b5 · бяла пешка на бяло поле f5 · черна пешка на черно поле g5 · черна пешка на черно поле d4 · черна дама на бяло поле e4 · бяла пешка на бяло поле a2 · бяла дама на черно поле d2 · бяла пешка на бяло поле g2 · бял цар на черно поле g1 | 5 |
| 4 | черен топ на бяло поле a8 · бял топ на бяло поле c8 · черен цар на черно поле d8 · черен топ на бяло поле g8 · черна пешка на черно поле a7 · бял топ на бяло поле h7 · черна пешка на черно поле b6 · черен кон на черно поле a5 · бял офицер на бяло поле b5 · бяла пешка на бяло поле f5 · черна пешка на черно поле g5 · черна пешка на черно поле d4 · черна дама на бяло поле e4 · бяла пешка на бяло поле a2 · бяла дама на черно поле d2 · бяла пешка на бяло поле g2 · бял цар на черно поле g1 | черен топ на бяло поле a8 · бял топ на бяло поле c8 · черен цар на черно поле d8 · черен топ на бяло поле g8 · черна пешка на черно поле a7 · бял топ на бяло поле h7 · черна пешка на черно поле b6 · черен кон на черно поле a5 · бял офицер на бяло поле b5 · бяла пешка на бяло поле f5 · черна пешка на черно поле g5 · черна пешка на черно поле d4 · черна дама на бяло поле e4 · бяла пешка на бяло поле a2 · бяла дама на черно поле d2 · бяла пешка на бяло поле g2 · бял цар на черно поле g1 | черен топ на бяло поле a8 · бял топ на бяло поле c8 · черен цар на черно поле d8 · черен топ на бяло поле g8 · черна пешка на черно поле a7 · бял топ на бяло поле h7 · черна пешка на черно поле b6 · черен кон на черно поле a5 · бял офицер на бяло поле b5 · бяла пешка на бяло поле f5 · черна пешка на черно поле g5 · черна пешка на черно поле d4 · черна дама на бяло поле e4 · бяла пешка на бяло поле a2 · бяла дама на черно поле d2 · бяла пешка на бяло поле g2 · бял цар на черно поле g1 | черен топ на бяло поле a8 · бял топ на бяло поле c8 · черен цар на черно поле d8 · черен топ на бяло поле g8 · черна пешка на черно поле a7 · бял топ на бяло поле h7 · черна пешка на черно поле b6 · черен кон на черно поле a5 · бял офицер на бяло поле b5 · бяла пешка на бяло поле f5 · черна пешка на черно поле g5 · черна пешка на черно поле d4 · черна дама на бяло поле e4 · бяла пешка на бяло поле a2 · бяла дама на черно поле d2 · бяла пешка на бяло поле g2 · бял цар на черно поле g1 | черен топ на бяло поле a8 · бял топ на бяло поле c8 · черен цар на черно поле d8 · черен топ на бяло поле g8 · черна пешка на черно поле a7 · бял топ на бяло поле h7 · черна пешка на черно поле b6 · черен кон на черно поле a5 · бял офицер на бяло поле b5 · бяла пешка на бяло поле f5 · черна пешка на черно поле g5 · черна пешка на черно поле d4 · черна дама на бяло поле e4 · бяла пешка на бяло поле a2 · бяла дама на черно поле d2 · бяла пешка на бяло поле g2 · бял цар на черно поле g1 | черен топ на бяло поле a8 · бял топ на бяло поле c8 · черен цар на черно поле d8 · черен топ на бяло поле g8 · черна пешка на черно поле a7 · бял топ на бяло поле h7 · черна пешка на черно поле b6 · черен кон на черно поле a5 · бял офицер на бяло поле b5 · бяла пешка на бяло поле f5 · черна пешка на черно поле g5 · черна пешка на черно поле d4 · черна дама на бяло поле e4 · бяла пешка на бяло поле a2 · бяла дама на черно поле d2 · бяла пешка на бяло поле g2 · бял цар на черно поле g1 | черен топ на бяло поле a8 · бял топ на бяло поле c8 · черен цар на черно поле d8 · черен топ на бяло поле g8 · черна пешка на черно поле a7 · бял топ на бяло поле h7 · черна пешка на черно поле b6 · черен кон на черно поле a5 · бял офицер на бяло поле b5 · бяла пешка на бяло поле f5 · черна пешка на черно поле g5 · черна пешка на черно поле d4 · черна дама на бяло поле e4 · бяла пешка на бяло поле a2 · бяла дама на черно поле d2 · бяла пешка на бяло поле g2 · бял цар на черно поле g1 | черен топ на бяло поле a8 · бял топ на бяло поле c8 · черен цар на черно поле d8 · черен топ на бяло поле g8 · черна пешка на черно поле a7 · бял топ на бяло поле h7 · черна пешка на черно поле b6 · черен кон на черно поле a5 · бял офицер на бяло поле b5 · бяла пешка на бяло поле f5 · черна пешка на черно поле g5 · черна пешка на черно поле d4 · черна дама на бяло поле e4 · бяла пешка на бяло поле a2 · бяла дама на черно поле d2 · бяла пешка на бяло поле g2 · бял цар на черно поле g1 | 4 |
| 3 | черен топ на бяло поле a8 · бял топ на бяло поле c8 · черен цар на черно поле d8 · черен топ на бяло поле g8 · черна пешка на черно поле a7 · бял топ на бяло поле h7 · черна пешка на черно поле b6 · черен кон на черно поле a5 · бял офицер на бяло поле b5 · бяла пешка на бяло поле f5 · черна пешка на черно поле g5 · черна пешка на черно поле d4 · черна дама на бяло поле e4 · бяла пешка на бяло поле a2 · бяла дама на черно поле d2 · бяла пешка на бяло поле g2 · бял цар на черно поле g1 | черен топ на бяло поле a8 · бял топ на бяло поле c8 · черен цар на черно поле d8 · черен топ на бяло поле g8 · черна пешка на черно поле a7 · бял топ на бяло поле h7 · черна пешка на черно поле b6 · черен кон на черно поле a5 · бял офицер на бяло поле b5 · бяла пешка на бяло поле f5 · черна пешка на черно поле g5 · черна пешка на черно поле d4 · черна дама на бяло поле e4 · бяла пешка на бяло поле a2 · бяла дама на черно поле d2 · бяла пешка на бяло поле g2 · бял цар на черно поле g1 | черен топ на бяло поле a8 · бял топ на бяло поле c8 · черен цар на черно поле d8 · черен топ на бяло поле g8 · черна пешка на черно поле a7 · бял топ на бяло поле h7 · черна пешка на черно поле b6 · черен кон на черно поле a5 · бял офицер на бяло поле b5 · бяла пешка на бяло поле f5 · черна пешка на черно поле g5 · черна пешка на черно поле d4 · черна дама на бяло поле e4 · бяла пешка на бяло поле a2 · бяла дама на черно поле d2 · бяла пешка на бяло поле g2 · бял цар на черно поле g1 | черен топ на бяло поле a8 · бял топ на бяло поле c8 · черен цар на черно поле d8 · черен топ на бяло поле g8 · черна пешка на черно поле a7 · бял топ на бяло поле h7 · черна пешка на черно поле b6 · черен кон на черно поле a5 · бял офицер на бяло поле b5 · бяла пешка на бяло поле f5 · черна пешка на черно поле g5 · черна пешка на черно поле d4 · черна дама на бяло поле e4 · бяла пешка на бяло поле a2 · бяла дама на черно поле d2 · бяла пешка на бяло поле g2 · бял цар на черно поле g1 | черен топ на бяло поле a8 · бял топ на бяло поле c8 · черен цар на черно поле d8 · черен топ на бяло поле g8 · черна пешка на черно поле a7 · бял топ на бяло поле h7 · черна пешка на черно поле b6 · черен кон на черно поле a5 · бял офицер на бяло поле b5 · бяла пешка на бяло поле f5 · черна пешка на черно поле g5 · черна пешка на черно поле d4 · черна дама на бяло поле e4 · бяла пешка на бяло поле a2 · бяла дама на черно поле d2 · бяла пешка на бяло поле g2 · бял цар на черно поле g1 | черен топ на бяло поле a8 · бял топ на бяло поле c8 · черен цар на черно поле d8 · черен топ на бяло поле g8 · черна пешка на черно поле a7 · бял топ на бяло поле h7 · черна пешка на черно поле b6 · черен кон на черно поле a5 · бял офицер на бяло поле b5 · бяла пешка на бяло поле f5 · черна пешка на черно поле g5 · черна пешка на черно поле d4 · черна дама на бяло поле e4 · бяла пешка на бяло поле a2 · бяла дама на черно поле d2 · бяла пешка на бяло поле g2 · бял цар на черно поле g1 | черен топ на бяло поле a8 · бял топ на бяло поле c8 · черен цар на черно поле d8 · черен топ на бяло поле g8 · черна пешка на черно поле a7 · бял топ на бяло поле h7 · черна пешка на черно поле b6 · черен кон на черно поле a5 · бял офицер на бяло поле b5 · бяла пешка на бяло поле f5 · черна пешка на черно поле g5 · черна пешка на черно поле d4 · черна дама на бяло поле e4 · бяла пешка на бяло поле a2 · бяла дама на черно поле d2 · бяла пешка на бяло поле g2 · бял цар на черно поле g1 | черен топ на бяло поле a8 · бял топ на бяло поле c8 · черен цар на черно поле d8 · черен топ на бяло поле g8 · черна пешка на черно поле a7 · бял топ на бяло поле h7 · черна пешка на черно поле b6 · черен кон на черно поле a5 · бял офицер на бяло поле b5 · бяла пешка на бяло поле f5 · черна пешка на черно поле g5 · черна пешка на черно поле d4 · черна дама на бяло поле e4 · бяла пешка на бяло поле a2 · бяла дама на черно поле d2 · бяла пешка на бяло поле g2 · бял цар на черно поле g1 | 3 |
| 2 | черен топ на бяло поле a8 · бял топ на бяло поле c8 · черен цар на черно поле d8 · черен топ на бяло поле g8 · черна пешка на черно поле a7 · бял топ на бяло поле h7 · черна пешка на черно поле b6 · черен кон на черно поле a5 · бял офицер на бяло поле b5 · бяла пешка на бяло поле f5 · черна пешка на черно поле g5 · черна пешка на черно поле d4 · черна дама на бяло поле e4 · бяла пешка на бяло поле a2 · бяла дама на черно поле d2 · бяла пешка на бяло поле g2 · бял цар на черно поле g1 | черен топ на бяло поле a8 · бял топ на бяло поле c8 · черен цар на черно поле d8 · черен топ на бяло поле g8 · черна пешка на черно поле a7 · бял топ на бяло поле h7 · черна пешка на черно поле b6 · черен кон на черно поле a5 · бял офицер на бяло поле b5 · бяла пешка на бяло поле f5 · черна пешка на черно поле g5 · черна пешка на черно поле d4 · черна дама на бяло поле e4 · бяла пешка на бяло поле a2 · бяла дама на черно поле d2 · бяла пешка на бяло поле g2 · бял цар на черно поле g1 | черен топ на бяло поле a8 · бял топ на бяло поле c8 · черен цар на черно поле d8 · черен топ на бяло поле g8 · черна пешка на черно поле a7 · бял топ на бяло поле h7 · черна пешка на черно поле b6 · черен кон на черно поле a5 · бял офицер на бяло поле b5 · бяла пешка на бяло поле f5 · черна пешка на черно поле g5 · черна пешка на черно поле d4 · черна дама на бяло поле e4 · бяла пешка на бяло поле a2 · бяла дама на черно поле d2 · бяла пешка на бяло поле g2 · бял цар на черно поле g1 | черен топ на бяло поле a8 · бял топ на бяло поле c8 · черен цар на черно поле d8 · черен топ на бяло поле g8 · черна пешка на черно поле a7 · бял топ на бяло поле h7 · черна пешка на черно поле b6 · черен кон на черно поле a5 · бял офицер на бяло поле b5 · бяла пешка на бяло поле f5 · черна пешка на черно поле g5 · черна пешка на черно поле d4 · черна дама на бяло поле e4 · бяла пешка на бяло поле a2 · бяла дама на черно поле d2 · бяла пешка на бяло поле g2 · бял цар на черно поле g1 | черен топ на бяло поле a8 · бял топ на бяло поле c8 · черен цар на черно поле d8 · черен топ на бяло поле g8 · черна пешка на черно поле a7 · бял топ на бяло поле h7 · черна пешка на черно поле b6 · черен кон на черно поле a5 · бял офицер на бяло поле b5 · бяла пешка на бяло поле f5 · черна пешка на черно поле g5 · черна пешка на черно поле d4 · черна дама на бяло поле e4 · бяла пешка на бяло поле a2 · бяла дама на черно поле d2 · бяла пешка на бяло поле g2 · бял цар на черно поле g1 | черен топ на бяло поле a8 · бял топ на бяло поле c8 · черен цар на черно поле d8 · черен топ на бяло поле g8 · черна пешка на черно поле a7 · бял топ на бяло поле h7 · черна пешка на черно поле b6 · черен кон на черно поле a5 · бял офицер на бяло поле b5 · бяла пешка на бяло поле f5 · черна пешка на черно поле g5 · черна пешка на черно поле d4 · черна дама на бяло поле e4 · бяла пешка на бяло поле a2 · бяла дама на черно поле d2 · бяла пешка на бяло поле g2 · бял цар на черно поле g1 | черен топ на бяло поле a8 · бял топ на бяло поле c8 · черен цар на черно поле d8 · черен топ на бяло поле g8 · черна пешка на черно поле a7 · бял топ на бяло поле h7 · черна пешка на черно поле b6 · черен кон на черно поле a5 · бял офицер на бяло поле b5 · бяла пешка на бяло поле f5 · черна пешка на черно поле g5 · черна пешка на черно поле d4 · черна дама на бяло поле e4 · бяла пешка на бяло поле a2 · бяла дама на черно поле d2 · бяла пешка на бяло поле g2 · бял цар на черно поле g1 | черен топ на бяло поле a8 · бял топ на бяло поле c8 · черен цар на черно поле d8 · черен топ на бяло поле g8 · черна пешка на черно поле a7 · бял топ на бяло поле h7 · черна пешка на черно поле b6 · черен кон на черно поле a5 · бял офицер на бяло поле b5 · бяла пешка на бяло поле f5 · черна пешка на черно поле g5 · черна пешка на черно поле d4 · черна дама на бяло поле e4 · бяла пешка на бяло поле a2 · бяла дама на черно поле d2 · бяла пешка на бяло поле g2 · бял цар на черно поле g1 | 2 |
| 1 | черен топ на бяло поле a8 · бял топ на бяло поле c8 · черен цар на черно поле d8 · черен топ на бяло поле g8 · черна пешка на черно поле a7 · бял топ на бяло поле h7 · черна пешка на черно поле b6 · черен кон на черно поле a5 · бял офицер на бяло поле b5 · бяла пешка на бяло поле f5 · черна пешка на черно поле g5 · черна пешка на черно поле d4 · черна дама на бяло поле e4 · бяла пешка на бяло поле a2 · бяла дама на черно поле d2 · бяла пешка на бяло поле g2 · бял цар на черно поле g1 | черен топ на бяло поле a8 · бял топ на бяло поле c8 · черен цар на черно поле d8 · черен топ на бяло поле g8 · черна пешка на черно поле a7 · бял топ на бяло поле h7 · черна пешка на черно поле b6 · черен кон на черно поле a5 · бял офицер на бяло поле b5 · бяла пешка на бяло поле f5 · черна пешка на черно поле g5 · черна пешка на черно поле d4 · черна дама на бяло поле e4 · бяла пешка на бяло поле a2 · бяла дама на черно поле d2 · бяла пешка на бяло поле g2 · бял цар на черно поле g1 | черен топ на бяло поле a8 · бял топ на бяло поле c8 · черен цар на черно поле d8 · черен топ на бяло поле g8 · черна пешка на черно поле a7 · бял топ на бяло поле h7 · черна пешка на черно поле b6 · черен кон на черно поле a5 · бял офицер на бяло поле b5 · бяла пешка на бяло поле f5 · черна пешка на черно поле g5 · черна пешка на черно поле d4 · черна дама на бяло поле e4 · бяла пешка на бяло поле a2 · бяла дама на черно поле d2 · бяла пешка на бяло поле g2 · бял цар на черно поле g1 | черен топ на бяло поле a8 · бял топ на бяло поле c8 · черен цар на черно поле d8 · черен топ на бяло поле g8 · черна пешка на черно поле a7 · бял топ на бяло поле h7 · черна пешка на черно поле b6 · черен кон на черно поле a5 · бял офицер на бяло поле b5 · бяла пешка на бяло поле f5 · черна пешка на черно поле g5 · черна пешка на черно поле d4 · черна дама на бяло поле e4 · бяла пешка на бяло поле a2 · бяла дама на черно поле d2 · бяла пешка на бяло поле g2 · бял цар на черно поле g1 | черен топ на бяло поле a8 · бял топ на бяло поле c8 · черен цар на черно поле d8 · черен топ на бяло поле g8 · черна пешка на черно поле a7 · бял топ на бяло поле h7 · черна пешка на черно поле b6 · черен кон на черно поле a5 · бял офицер на бяло поле b5 · бяла пешка на бяло поле f5 · черна пешка на черно поле g5 · черна пешка на черно поле d4 · черна дама на бяло поле e4 · бяла пешка на бяло поле a2 · бяла дама на черно поле d2 · бяла пешка на бяло поле g2 · бял цар на черно поле g1 | черен топ на бяло поле a8 · бял топ на бяло поле c8 · черен цар на черно поле d8 · черен топ на бяло поле g8 · черна пешка на черно поле a7 · бял топ на бяло поле h7 · черна пешка на черно поле b6 · черен кон на черно поле a5 · бял офицер на бяло поле b5 · бяла пешка на бяло поле f5 · черна пешка на черно поле g5 · черна пешка на черно поле d4 · черна дама на бяло поле e4 · бяла пешка на бяло поле a2 · бяла дама на черно поле d2 · бяла пешка на бяло поле g2 · бял цар на черно поле g1 | черен топ на бяло поле a8 · бял топ на бяло поле c8 · черен цар на черно поле d8 · черен топ на бяло поле g8 · черна пешка на черно поле a7 · бял топ на бяло поле h7 · черна пешка на черно поле b6 · черен кон на черно поле a5 · бял офицер на бяло поле b5 · бяла пешка на бяло поле f5 · черна пешка на черно поле g5 · черна пешка на черно поле d4 · черна дама на бяло поле e4 · бяла пешка на бяло поле a2 · бяла дама на черно поле d2 · бяла пешка на бяло поле g2 · бял цар на черно поле g1 | черен топ на бяло поле a8 · бял топ на бяло поле c8 · черен цар на черно поле d8 · черен топ на бяло поле g8 · черна пешка на черно поле a7 · бял топ на бяло поле h7 · черна пешка на черно поле b6 · черен кон на черно поле a5 · бял офицер на бяло поле b5 · бяла пешка на бяло поле f5 · черна пешка на черно поле g5 · черна пешка на черно поле d4 · черна дама на бяло поле e4 · бяла пешка на бяло поле a2 · бяла дама на черно поле d2 · бяла пешка на бяло поле g2 · бял цар на черно поле g1 | 1 |
|   | a | b | c | d | e | f | g | h |   |

Топалов жертва кон с хода 24. Nxf6!!.
Защита Грюнфелд, Разменен вариант, D86 

1.d4 Nf6 2.c4 g6 3.Nc3 d5 4.cxd5 Nxd5 5.e4 Nxc3 6.bxc3 Bg7 7.Bc4 c5 8.Ne2 Nc6 9.Be3 O-O 10.O-O Na5 11.Bd3 b6 12.Qd2 e5 13.Bh6 cxd4 14.Bxg7 Kxg7 15.cxd4 exd4 16.Rac1 Qd6 17.f4 f6 18.f5 Qe5 19.Nf4 g5 20.Nh5 Kg8 21.h4 h6 22.hxg5 hxg5 23.Rf3 Kf7? 24.Nxf6!! Kxf6 25.Rh3! Rg8 26.Rh6+ Kf7 27.Rh7+ Ke8 28.Rcc7 Kd8 29.Bb5 Qxe4 30.Rxc8+ 1-0
Коментаторите считат, че грубата грешка на Ананд на 23. ход се дължи на забравен вариант от подготовката. 

### Партия 2: Ананд – Топалов (1—0)
|   | a | b | c | d | e | f | g | h |   |
| 8 | черен топ на черно поле b8 · черен цар на бяло поле g8 · бяла пешка на бяло поле b7 · черна пешка на бяло поле f7 · черна пешка на бяло поле g6 · черна пешка на бяло поле h5 · черна пешка на черно поле d4 · бял цар на бяло поле e4 · бяла пешка на черно поле f4 · бял топ на бяло поле b3 · черна пешка на черно поле e3 · бяла пешка на черно поле g3 · бяла пешка на бяло поле e2 · бяла пешка на черно поле h2 | черен топ на черно поле b8 · черен цар на бяло поле g8 · бяла пешка на бяло поле b7 · черна пешка на бяло поле f7 · черна пешка на бяло поле g6 · черна пешка на бяло поле h5 · черна пешка на черно поле d4 · бял цар на бяло поле e4 · бяла пешка на черно поле f4 · бял топ на бяло поле b3 · черна пешка на черно поле e3 · бяла пешка на черно поле g3 · бяла пешка на бяло поле e2 · бяла пешка на черно поле h2 | черен топ на черно поле b8 · черен цар на бяло поле g8 · бяла пешка на бяло поле b7 · черна пешка на бяло поле f7 · черна пешка на бяло поле g6 · черна пешка на бяло поле h5 · черна пешка на черно поле d4 · бял цар на бяло поле e4 · бяла пешка на черно поле f4 · бял топ на бяло поле b3 · черна пешка на черно поле e3 · бяла пешка на черно поле g3 · бяла пешка на бяло поле e2 · бяла пешка на черно поле h2 | черен топ на черно поле b8 · черен цар на бяло поле g8 · бяла пешка на бяло поле b7 · черна пешка на бяло поле f7 · черна пешка на бяло поле g6 · черна пешка на бяло поле h5 · черна пешка на черно поле d4 · бял цар на бяло поле e4 · бяла пешка на черно поле f4 · бял топ на бяло поле b3 · черна пешка на черно поле e3 · бяла пешка на черно поле g3 · бяла пешка на бяло поле e2 · бяла пешка на черно поле h2 | черен топ на черно поле b8 · черен цар на бяло поле g8 · бяла пешка на бяло поле b7 · черна пешка на бяло поле f7 · черна пешка на бяло поле g6 · черна пешка на бяло поле h5 · черна пешка на черно поле d4 · бял цар на бяло поле e4 · бяла пешка на черно поле f4 · бял топ на бяло поле b3 · черна пешка на черно поле e3 · бяла пешка на черно поле g3 · бяла пешка на бяло поле e2 · бяла пешка на черно поле h2 | черен топ на черно поле b8 · черен цар на бяло поле g8 · бяла пешка на бяло поле b7 · черна пешка на бяло поле f7 · черна пешка на бяло поле g6 · черна пешка на бяло поле h5 · черна пешка на черно поле d4 · бял цар на бяло поле e4 · бяла пешка на черно поле f4 · бял топ на бяло поле b3 · черна пешка на черно поле e3 · бяла пешка на черно поле g3 · бяла пешка на бяло поле e2 · бяла пешка на черно поле h2 | черен топ на черно поле b8 · черен цар на бяло поле g8 · бяла пешка на бяло поле b7 · черна пешка на бяло поле f7 · черна пешка на бяло поле g6 · черна пешка на бяло поле h5 · черна пешка на черно поле d4 · бял цар на бяло поле e4 · бяла пешка на черно поле f4 · бял топ на бяло поле b3 · черна пешка на черно поле e3 · бяла пешка на черно поле g3 · бяла пешка на бяло поле e2 · бяла пешка на черно поле h2 | черен топ на черно поле b8 · черен цар на бяло поле g8 · бяла пешка на бяло поле b7 · черна пешка на бяло поле f7 · черна пешка на бяло поле g6 · черна пешка на бяло поле h5 · черна пешка на черно поле d4 · бял цар на бяло поле e4 · бяла пешка на черно поле f4 · бял топ на бяло поле b3 · черна пешка на черно поле e3 · бяла пешка на черно поле g3 · бяла пешка на бяло поле e2 · бяла пешка на черно поле h2 | 8 |
| 7 | черен топ на черно поле b8 · черен цар на бяло поле g8 · бяла пешка на бяло поле b7 · черна пешка на бяло поле f7 · черна пешка на бяло поле g6 · черна пешка на бяло поле h5 · черна пешка на черно поле d4 · бял цар на бяло поле e4 · бяла пешка на черно поле f4 · бял топ на бяло поле b3 · черна пешка на черно поле e3 · бяла пешка на черно поле g3 · бяла пешка на бяло поле e2 · бяла пешка на черно поле h2 | черен топ на черно поле b8 · черен цар на бяло поле g8 · бяла пешка на бяло поле b7 · черна пешка на бяло поле f7 · черна пешка на бяло поле g6 · черна пешка на бяло поле h5 · черна пешка на черно поле d4 · бял цар на бяло поле e4 · бяла пешка на черно поле f4 · бял топ на бяло поле b3 · черна пешка на черно поле e3 · бяла пешка на черно поле g3 · бяла пешка на бяло поле e2 · бяла пешка на черно поле h2 | черен топ на черно поле b8 · черен цар на бяло поле g8 · бяла пешка на бяло поле b7 · черна пешка на бяло поле f7 · черна пешка на бяло поле g6 · черна пешка на бяло поле h5 · черна пешка на черно поле d4 · бял цар на бяло поле e4 · бяла пешка на черно поле f4 · бял топ на бяло поле b3 · черна пешка на черно поле e3 · бяла пешка на черно поле g3 · бяла пешка на бяло поле e2 · бяла пешка на черно поле h2 | черен топ на черно поле b8 · черен цар на бяло поле g8 · бяла пешка на бяло поле b7 · черна пешка на бяло поле f7 · черна пешка на бяло поле g6 · черна пешка на бяло поле h5 · черна пешка на черно поле d4 · бял цар на бяло поле e4 · бяла пешка на черно поле f4 · бял топ на бяло поле b3 · черна пешка на черно поле e3 · бяла пешка на черно поле g3 · бяла пешка на бяло поле e2 · бяла пешка на черно поле h2 | черен топ на черно поле b8 · черен цар на бяло поле g8 · бяла пешка на бяло поле b7 · черна пешка на бяло поле f7 · черна пешка на бяло поле g6 · черна пешка на бяло поле h5 · черна пешка на черно поле d4 · бял цар на бяло поле e4 · бяла пешка на черно поле f4 · бял топ на бяло поле b3 · черна пешка на черно поле e3 · бяла пешка на черно поле g3 · бяла пешка на бяло поле e2 · бяла пешка на черно поле h2 | черен топ на черно поле b8 · черен цар на бяло поле g8 · бяла пешка на бяло поле b7 · черна пешка на бяло поле f7 · черна пешка на бяло поле g6 · черна пешка на бяло поле h5 · черна пешка на черно поле d4 · бял цар на бяло поле e4 · бяла пешка на черно поле f4 · бял топ на бяло поле b3 · черна пешка на черно поле e3 · бяла пешка на черно поле g3 · бяла пешка на бяло поле e2 · бяла пешка на черно поле h2 | черен топ на черно поле b8 · черен цар на бяло поле g8 · бяла пешка на бяло поле b7 · черна пешка на бяло поле f7 · черна пешка на бяло поле g6 · черна пешка на бяло поле h5 · черна пешка на черно поле d4 · бял цар на бяло поле e4 · бяла пешка на черно поле f4 · бял топ на бяло поле b3 · черна пешка на черно поле e3 · бяла пешка на черно поле g3 · бяла пешка на бяло поле e2 · бяла пешка на черно поле h2 | черен топ на черно поле b8 · черен цар на бяло поле g8 · бяла пешка на бяло поле b7 · черна пешка на бяло поле f7 · черна пешка на бяло поле g6 · черна пешка на бяло поле h5 · черна пешка на черно поле d4 · бял цар на бяло поле e4 · бяла пешка на черно поле f4 · бял топ на бяло поле b3 · черна пешка на черно поле e3 · бяла пешка на черно поле g3 · бяла пешка на бяло поле e2 · бяла пешка на черно поле h2 | 7 |
| 6 | черен топ на черно поле b8 · черен цар на бяло поле g8 · бяла пешка на бяло поле b7 · черна пешка на бяло поле f7 · черна пешка на бяло поле g6 · черна пешка на бяло поле h5 · черна пешка на черно поле d4 · бял цар на бяло поле e4 · бяла пешка на черно поле f4 · бял топ на бяло поле b3 · черна пешка на черно поле e3 · бяла пешка на черно поле g3 · бяла пешка на бяло поле e2 · бяла пешка на черно поле h2 | черен топ на черно поле b8 · черен цар на бяло поле g8 · бяла пешка на бяло поле b7 · черна пешка на бяло поле f7 · черна пешка на бяло поле g6 · черна пешка на бяло поле h5 · черна пешка на черно поле d4 · бял цар на бяло поле e4 · бяла пешка на черно поле f4 · бял топ на бяло поле b3 · черна пешка на черно поле e3 · бяла пешка на черно поле g3 · бяла пешка на бяло поле e2 · бяла пешка на черно поле h2 | черен топ на черно поле b8 · черен цар на бяло поле g8 · бяла пешка на бяло поле b7 · черна пешка на бяло поле f7 · черна пешка на бяло поле g6 · черна пешка на бяло поле h5 · черна пешка на черно поле d4 · бял цар на бяло поле e4 · бяла пешка на черно поле f4 · бял топ на бяло поле b3 · черна пешка на черно поле e3 · бяла пешка на черно поле g3 · бяла пешка на бяло поле e2 · бяла пешка на черно поле h2 | черен топ на черно поле b8 · черен цар на бяло поле g8 · бяла пешка на бяло поле b7 · черна пешка на бяло поле f7 · черна пешка на бяло поле g6 · черна пешка на бяло поле h5 · черна пешка на черно поле d4 · бял цар на бяло поле e4 · бяла пешка на черно поле f4 · бял топ на бяло поле b3 · черна пешка на черно поле e3 · бяла пешка на черно поле g3 · бяла пешка на бяло поле e2 · бяла пешка на черно поле h2 | черен топ на черно поле b8 · черен цар на бяло поле g8 · бяла пешка на бяло поле b7 · черна пешка на бяло поле f7 · черна пешка на бяло поле g6 · черна пешка на бяло поле h5 · черна пешка на черно поле d4 · бял цар на бяло поле e4 · бяла пешка на черно поле f4 · бял топ на бяло поле b3 · черна пешка на черно поле e3 · бяла пешка на черно поле g3 · бяла пешка на бяло поле e2 · бяла пешка на черно поле h2 | черен топ на черно поле b8 · черен цар на бяло поле g8 · бяла пешка на бяло поле b7 · черна пешка на бяло поле f7 · черна пешка на бяло поле g6 · черна пешка на бяло поле h5 · черна пешка на черно поле d4 · бял цар на бяло поле e4 · бяла пешка на черно поле f4 · бял топ на бяло поле b3 · черна пешка на черно поле e3 · бяла пешка на черно поле g3 · бяла пешка на бяло поле e2 · бяла пешка на черно поле h2 | черен топ на черно поле b8 · черен цар на бяло поле g8 · бяла пешка на бяло поле b7 · черна пешка на бяло поле f7 · черна пешка на бяло поле g6 · черна пешка на бяло поле h5 · черна пешка на черно поле d4 · бял цар на бяло поле e4 · бяла пешка на черно поле f4 · бял топ на бяло поле b3 · черна пешка на черно поле e3 · бяла пешка на черно поле g3 · бяла пешка на бяло поле e2 · бяла пешка на черно поле h2 | черен топ на черно поле b8 · черен цар на бяло поле g8 · бяла пешка на бяло поле b7 · черна пешка на бяло поле f7 · черна пешка на бяло поле g6 · черна пешка на бяло поле h5 · черна пешка на черно поле d4 · бял цар на бяло поле e4 · бяла пешка на черно поле f4 · бял топ на бяло поле b3 · черна пешка на черно поле e3 · бяла пешка на черно поле g3 · бяла пешка на бяло поле e2 · бяла пешка на черно поле h2 | 6 |
| 5 | черен топ на черно поле b8 · черен цар на бяло поле g8 · бяла пешка на бяло поле b7 · черна пешка на бяло поле f7 · черна пешка на бяло поле g6 · черна пешка на бяло поле h5 · черна пешка на черно поле d4 · бял цар на бяло поле e4 · бяла пешка на черно поле f4 · бял топ на бяло поле b3 · черна пешка на черно поле e3 · бяла пешка на черно поле g3 · бяла пешка на бяло поле e2 · бяла пешка на черно поле h2 | черен топ на черно поле b8 · черен цар на бяло поле g8 · бяла пешка на бяло поле b7 · черна пешка на бяло поле f7 · черна пешка на бяло поле g6 · черна пешка на бяло поле h5 · черна пешка на черно поле d4 · бял цар на бяло поле e4 · бяла пешка на черно поле f4 · бял топ на бяло поле b3 · черна пешка на черно поле e3 · бяла пешка на черно поле g3 · бяла пешка на бяло поле e2 · бяла пешка на черно поле h2 | черен топ на черно поле b8 · черен цар на бяло поле g8 · бяла пешка на бяло поле b7 · черна пешка на бяло поле f7 · черна пешка на бяло поле g6 · черна пешка на бяло поле h5 · черна пешка на черно поле d4 · бял цар на бяло поле e4 · бяла пешка на черно поле f4 · бял топ на бяло поле b3 · черна пешка на черно поле e3 · бяла пешка на черно поле g3 · бяла пешка на бяло поле e2 · бяла пешка на черно поле h2 | черен топ на черно поле b8 · черен цар на бяло поле g8 · бяла пешка на бяло поле b7 · черна пешка на бяло поле f7 · черна пешка на бяло поле g6 · черна пешка на бяло поле h5 · черна пешка на черно поле d4 · бял цар на бяло поле e4 · бяла пешка на черно поле f4 · бял топ на бяло поле b3 · черна пешка на черно поле e3 · бяла пешка на черно поле g3 · бяла пешка на бяло поле e2 · бяла пешка на черно поле h2 | черен топ на черно поле b8 · черен цар на бяло поле g8 · бяла пешка на бяло поле b7 · черна пешка на бяло поле f7 · черна пешка на бяло поле g6 · черна пешка на бяло поле h5 · черна пешка на черно поле d4 · бял цар на бяло поле e4 · бяла пешка на черно поле f4 · бял топ на бяло поле b3 · черна пешка на черно поле e3 · бяла пешка на черно поле g3 · бяла пешка на бяло поле e2 · бяла пешка на черно поле h2 | черен топ на черно поле b8 · черен цар на бяло поле g8 · бяла пешка на бяло поле b7 · черна пешка на бяло поле f7 · черна пешка на бяло поле g6 · черна пешка на бяло поле h5 · черна пешка на черно поле d4 · бял цар на бяло поле e4 · бяла пешка на черно поле f4 · бял топ на бяло поле b3 · черна пешка на черно поле e3 · бяла пешка на черно поле g3 · бяла пешка на бяло поле e2 · бяла пешка на черно поле h2 | черен топ на черно поле b8 · черен цар на бяло поле g8 · бяла пешка на бяло поле b7 · черна пешка на бяло поле f7 · черна пешка на бяло поле g6 · черна пешка на бяло поле h5 · черна пешка на черно поле d4 · бял цар на бяло поле e4 · бяла пешка на черно поле f4 · бял топ на бяло поле b3 · черна пешка на черно поле e3 · бяла пешка на черно поле g3 · бяла пешка на бяло поле e2 · бяла пешка на черно поле h2 | черен топ на черно поле b8 · черен цар на бяло поле g8 · бяла пешка на бяло поле b7 · черна пешка на бяло поле f7 · черна пешка на бяло поле g6 · черна пешка на бяло поле h5 · черна пешка на черно поле d4 · бял цар на бяло поле e4 · бяла пешка на черно поле f4 · бял топ на бяло поле b3 · черна пешка на черно поле e3 · бяла пешка на черно поле g3 · бяла пешка на бяло поле e2 · бяла пешка на черно поле h2 | 5 |
| 4 | черен топ на черно поле b8 · черен цар на бяло поле g8 · бяла пешка на бяло поле b7 · черна пешка на бяло поле f7 · черна пешка на бяло поле g6 · черна пешка на бяло поле h5 · черна пешка на черно поле d4 · бял цар на бяло поле e4 · бяла пешка на черно поле f4 · бял топ на бяло поле b3 · черна пешка на черно поле e3 · бяла пешка на черно поле g3 · бяла пешка на бяло поле e2 · бяла пешка на черно поле h2 | черен топ на черно поле b8 · черен цар на бяло поле g8 · бяла пешка на бяло поле b7 · черна пешка на бяло поле f7 · черна пешка на бяло поле g6 · черна пешка на бяло поле h5 · черна пешка на черно поле d4 · бял цар на бяло поле e4 · бяла пешка на черно поле f4 · бял топ на бяло поле b3 · черна пешка на черно поле e3 · бяла пешка на черно поле g3 · бяла пешка на бяло поле e2 · бяла пешка на черно поле h2 | черен топ на черно поле b8 · черен цар на бяло поле g8 · бяла пешка на бяло поле b7 · черна пешка на бяло поле f7 · черна пешка на бяло поле g6 · черна пешка на бяло поле h5 · черна пешка на черно поле d4 · бял цар на бяло поле e4 · бяла пешка на черно поле f4 · бял топ на бяло поле b3 · черна пешка на черно поле e3 · бяла пешка на черно поле g3 · бяла пешка на бяло поле e2 · бяла пешка на черно поле h2 | черен топ на черно поле b8 · черен цар на бяло поле g8 · бяла пешка на бяло поле b7 · черна пешка на бяло поле f7 · черна пешка на бяло поле g6 · черна пешка на бяло поле h5 · черна пешка на черно поле d4 · бял цар на бяло поле e4 · бяла пешка на черно поле f4 · бял топ на бяло поле b3 · черна пешка на черно поле e3 · бяла пешка на черно поле g3 · бяла пешка на бяло поле e2 · бяла пешка на черно поле h2 | черен топ на черно поле b8 · черен цар на бяло поле g8 · бяла пешка на бяло поле b7 · черна пешка на бяло поле f7 · черна пешка на бяло поле g6 · черна пешка на бяло поле h5 · черна пешка на черно поле d4 · бял цар на бяло поле e4 · бяла пешка на черно поле f4 · бял топ на бяло поле b3 · черна пешка на черно поле e3 · бяла пешка на черно поле g3 · бяла пешка на бяло поле e2 · бяла пешка на черно поле h2 | черен топ на черно поле b8 · черен цар на бяло поле g8 · бяла пешка на бяло поле b7 · черна пешка на бяло поле f7 · черна пешка на бяло поле g6 · черна пешка на бяло поле h5 · черна пешка на черно поле d4 · бял цар на бяло поле e4 · бяла пешка на черно поле f4 · бял топ на бяло поле b3 · черна пешка на черно поле e3 · бяла пешка на черно поле g3 · бяла пешка на бяло поле e2 · бяла пешка на черно поле h2 | черен топ на черно поле b8 · черен цар на бяло поле g8 · бяла пешка на бяло поле b7 · черна пешка на бяло поле f7 · черна пешка на бяло поле g6 · черна пешка на бяло поле h5 · черна пешка на черно поле d4 · бял цар на бяло поле e4 · бяла пешка на черно поле f4 · бял топ на бяло поле b3 · черна пешка на черно поле e3 · бяла пешка на черно поле g3 · бяла пешка на бяло поле e2 · бяла пешка на черно поле h2 | черен топ на черно поле b8 · черен цар на бяло поле g8 · бяла пешка на бяло поле b7 · черна пешка на бяло поле f7 · черна пешка на бяло поле g6 · черна пешка на бяло поле h5 · черна пешка на черно поле d4 · бял цар на бяло поле e4 · бяла пешка на черно поле f4 · бял топ на бяло поле b3 · черна пешка на черно поле e3 · бяла пешка на черно поле g3 · бяла пешка на бяло поле e2 · бяла пешка на черно поле h2 | 4 |
| 3 | черен топ на черно поле b8 · черен цар на бяло поле g8 · бяла пешка на бяло поле b7 · черна пешка на бяло поле f7 · черна пешка на бяло поле g6 · черна пешка на бяло поле h5 · черна пешка на черно поле d4 · бял цар на бяло поле e4 · бяла пешка на черно поле f4 · бял топ на бяло поле b3 · черна пешка на черно поле e3 · бяла пешка на черно поле g3 · бяла пешка на бяло поле e2 · бяла пешка на черно поле h2 | черен топ на черно поле b8 · черен цар на бяло поле g8 · бяла пешка на бяло поле b7 · черна пешка на бяло поле f7 · черна пешка на бяло поле g6 · черна пешка на бяло поле h5 · черна пешка на черно поле d4 · бял цар на бяло поле e4 · бяла пешка на черно поле f4 · бял топ на бяло поле b3 · черна пешка на черно поле e3 · бяла пешка на черно поле g3 · бяла пешка на бяло поле e2 · бяла пешка на черно поле h2 | черен топ на черно поле b8 · черен цар на бяло поле g8 · бяла пешка на бяло поле b7 · черна пешка на бяло поле f7 · черна пешка на бяло поле g6 · черна пешка на бяло поле h5 · черна пешка на черно поле d4 · бял цар на бяло поле e4 · бяла пешка на черно поле f4 · бял топ на бяло поле b3 · черна пешка на черно поле e3 · бяла пешка на черно поле g3 · бяла пешка на бяло поле e2 · бяла пешка на черно поле h2 | черен топ на черно поле b8 · черен цар на бяло поле g8 · бяла пешка на бяло поле b7 · черна пешка на бяло поле f7 · черна пешка на бяло поле g6 · черна пешка на бяло поле h5 · черна пешка на черно поле d4 · бял цар на бяло поле e4 · бяла пешка на черно поле f4 · бял топ на бяло поле b3 · черна пешка на черно поле e3 · бяла пешка на черно поле g3 · бяла пешка на бяло поле e2 · бяла пешка на черно поле h2 | черен топ на черно поле b8 · черен цар на бяло поле g8 · бяла пешка на бяло поле b7 · черна пешка на бяло поле f7 · черна пешка на бяло поле g6 · черна пешка на бяло поле h5 · черна пешка на черно поле d4 · бял цар на бяло поле e4 · бяла пешка на черно поле f4 · бял топ на бяло поле b3 · черна пешка на черно поле e3 · бяла пешка на черно поле g3 · бяла пешка на бяло поле e2 · бяла пешка на черно поле h2 | черен топ на черно поле b8 · черен цар на бяло поле g8 · бяла пешка на бяло поле b7 · черна пешка на бяло поле f7 · черна пешка на бяло поле g6 · черна пешка на бяло поле h5 · черна пешка на черно поле d4 · бял цар на бяло поле e4 · бяла пешка на черно поле f4 · бял топ на бяло поле b3 · черна пешка на черно поле e3 · бяла пешка на черно поле g3 · бяла пешка на бяло поле e2 · бяла пешка на черно поле h2 | черен топ на черно поле b8 · черен цар на бяло поле g8 · бяла пешка на бяло поле b7 · черна пешка на бяло поле f7 · черна пешка на бяло поле g6 · черна пешка на бяло поле h5 · черна пешка на черно поле d4 · бял цар на бяло поле e4 · бяла пешка на черно поле f4 · бял топ на бяло поле b3 · черна пешка на черно поле e3 · бяла пешка на черно поле g3 · бяла пешка на бяло поле e2 · бяла пешка на черно поле h2 | черен топ на черно поле b8 · черен цар на бяло поле g8 · бяла пешка на бяло поле b7 · черна пешка на бяло поле f7 · черна пешка на бяло поле g6 · черна пешка на бяло поле h5 · черна пешка на черно поле d4 · бял цар на бяло поле e4 · бяла пешка на черно поле f4 · бял топ на бяло поле b3 · черна пешка на черно поле e3 · бяла пешка на черно поле g3 · бяла пешка на бяло поле e2 · бяла пешка на черно поле h2 | 3 |
| 2 | черен топ на черно поле b8 · черен цар на бяло поле g8 · бяла пешка на бяло поле b7 · черна пешка на бяло поле f7 · черна пешка на бяло поле g6 · черна пешка на бяло поле h5 · черна пешка на черно поле d4 · бял цар на бяло поле e4 · бяла пешка на черно поле f4 · бял топ на бяло поле b3 · черна пешка на черно поле e3 · бяла пешка на черно поле g3 · бяла пешка на бяло поле e2 · бяла пешка на черно поле h2 | черен топ на черно поле b8 · черен цар на бяло поле g8 · бяла пешка на бяло поле b7 · черна пешка на бяло поле f7 · черна пешка на бяло поле g6 · черна пешка на бяло поле h5 · черна пешка на черно поле d4 · бял цар на бяло поле e4 · бяла пешка на черно поле f4 · бял топ на бяло поле b3 · черна пешка на черно поле e3 · бяла пешка на черно поле g3 · бяла пешка на бяло поле e2 · бяла пешка на черно поле h2 | черен топ на черно поле b8 · черен цар на бяло поле g8 · бяла пешка на бяло поле b7 · черна пешка на бяло поле f7 · черна пешка на бяло поле g6 · черна пешка на бяло поле h5 · черна пешка на черно поле d4 · бял цар на бяло поле e4 · бяла пешка на черно поле f4 · бял топ на бяло поле b3 · черна пешка на черно поле e3 · бяла пешка на черно поле g3 · бяла пешка на бяло поле e2 · бяла пешка на черно поле h2 | черен топ на черно поле b8 · черен цар на бяло поле g8 · бяла пешка на бяло поле b7 · черна пешка на бяло поле f7 · черна пешка на бяло поле g6 · черна пешка на бяло поле h5 · черна пешка на черно поле d4 · бял цар на бяло поле e4 · бяла пешка на черно поле f4 · бял топ на бяло поле b3 · черна пешка на черно поле e3 · бяла пешка на черно поле g3 · бяла пешка на бяло поле e2 · бяла пешка на черно поле h2 | черен топ на черно поле b8 · черен цар на бяло поле g8 · бяла пешка на бяло поле b7 · черна пешка на бяло поле f7 · черна пешка на бяло поле g6 · черна пешка на бяло поле h5 · черна пешка на черно поле d4 · бял цар на бяло поле e4 · бяла пешка на черно поле f4 · бял топ на бяло поле b3 · черна пешка на черно поле e3 · бяла пешка на черно поле g3 · бяла пешка на бяло поле e2 · бяла пешка на черно поле h2 | черен топ на черно поле b8 · черен цар на бяло поле g8 · бяла пешка на бяло поле b7 · черна пешка на бяло поле f7 · черна пешка на бяло поле g6 · черна пешка на бяло поле h5 · черна пешка на черно поле d4 · бял цар на бяло поле e4 · бяла пешка на черно поле f4 · бял топ на бяло поле b3 · черна пешка на черно поле e3 · бяла пешка на черно поле g3 · бяла пешка на бяло поле e2 · бяла пешка на черно поле h2 | черен топ на черно поле b8 · черен цар на бяло поле g8 · бяла пешка на бяло поле b7 · черна пешка на бяло поле f7 · черна пешка на бяло поле g6 · черна пешка на бяло поле h5 · черна пешка на черно поле d4 · бял цар на бяло поле e4 · бяла пешка на черно поле f4 · бял топ на бяло поле b3 · черна пешка на черно поле e3 · бяла пешка на черно поле g3 · бяла пешка на бяло поле e2 · бяла пешка на черно поле h2 | черен топ на черно поле b8 · черен цар на бяло поле g8 · бяла пешка на бяло поле b7 · черна пешка на бяло поле f7 · черна пешка на бяло поле g6 · черна пешка на бяло поле h5 · черна пешка на черно поле d4 · бял цар на бяло поле e4 · бяла пешка на черно поле f4 · бял топ на бяло поле b3 · черна пешка на черно поле e3 · бяла пешка на черно поле g3 · бяла пешка на бяло поле e2 · бяла пешка на черно поле h2 | 2 |
| 1 | черен топ на черно поле b8 · черен цар на бяло поле g8 · бяла пешка на бяло поле b7 · черна пешка на бяло поле f7 · черна пешка на бяло поле g6 · черна пешка на бяло поле h5 · черна пешка на черно поле d4 · бял цар на бяло поле e4 · бяла пешка на черно поле f4 · бял топ на бяло поле b3 · черна пешка на черно поле e3 · бяла пешка на черно поле g3 · бяла пешка на бяло поле e2 · бяла пешка на черно поле h2 | черен топ на черно поле b8 · черен цар на бяло поле g8 · бяла пешка на бяло поле b7 · черна пешка на бяло поле f7 · черна пешка на бяло поле g6 · черна пешка на бяло поле h5 · черна пешка на черно поле d4 · бял цар на бяло поле e4 · бяла пешка на черно поле f4 · бял топ на бяло поле b3 · черна пешка на черно поле e3 · бяла пешка на черно поле g3 · бяла пешка на бяло поле e2 · бяла пешка на черно поле h2 | черен топ на черно поле b8 · черен цар на бяло поле g8 · бяла пешка на бяло поле b7 · черна пешка на бяло поле f7 · черна пешка на бяло поле g6 · черна пешка на бяло поле h5 · черна пешка на черно поле d4 · бял цар на бяло поле e4 · бяла пешка на черно поле f4 · бял топ на бяло поле b3 · черна пешка на черно поле e3 · бяла пешка на черно поле g3 · бяла пешка на бяло поле e2 · бяла пешка на черно поле h2 | черен топ на черно поле b8 · черен цар на бяло поле g8 · бяла пешка на бяло поле b7 · черна пешка на бяло поле f7 · черна пешка на бяло поле g6 · черна пешка на бяло поле h5 · черна пешка на черно поле d4 · бял цар на бяло поле e4 · бяла пешка на черно поле f4 · бял топ на бяло поле b3 · черна пешка на черно поле e3 · бяла пешка на черно поле g3 · бяла пешка на бяло поле e2 · бяла пешка на черно поле h2 | черен топ на черно поле b8 · черен цар на бяло поле g8 · бяла пешка на бяло поле b7 · черна пешка на бяло поле f7 · черна пешка на бяло поле g6 · черна пешка на бяло поле h5 · черна пешка на черно поле d4 · бял цар на бяло поле e4 · бяла пешка на черно поле f4 · бял топ на бяло поле b3 · черна пешка на черно поле e3 · бяла пешка на черно поле g3 · бяла пешка на бяло поле e2 · бяла пешка на черно поле h2 | черен топ на черно поле b8 · черен цар на бяло поле g8 · бяла пешка на бяло поле b7 · черна пешка на бяло поле f7 · черна пешка на бяло поле g6 · черна пешка на бяло поле h5 · черна пешка на черно поле d4 · бял цар на бяло поле e4 · бяла пешка на черно поле f4 · бял топ на бяло поле b3 · черна пешка на черно поле e3 · бяла пешка на черно поле g3 · бяла пешка на бяло поле e2 · бяла пешка на черно поле h2 | черен топ на черно поле b8 · черен цар на бяло поле g8 · бяла пешка на бяло поле b7 · черна пешка на бяло поле f7 · черна пешка на бяло поле g6 · черна пешка на бяло поле h5 · черна пешка на черно поле d4 · бял цар на бяло поле e4 · бяла пешка на черно поле f4 · бял топ на бяло поле b3 · черна пешка на черно поле e3 · бяла пешка на черно поле g3 · бяла пешка на бяло поле e2 · бяла пешка на черно поле h2 | черен топ на черно поле b8 · черен цар на бяло поле g8 · бяла пешка на бяло поле b7 · черна пешка на бяло поле f7 · черна пешка на бяло поле g6 · черна пешка на бяло поле h5 · черна пешка на черно поле d4 · бял цар на бяло поле e4 · бяла пешка на черно поле f4 · бял топ на бяло поле b3 · черна пешка на черно поле e3 · бяла пешка на черно поле g3 · бяла пешка на бяло поле e2 · бяла пешка на черно поле h2 | 1 |
|   | a | b | c | d | e | f | g | h |   |

1.d4 Nf6 2. c4 e6 3. Nf3 d5 4. g3 dxc4 5. Bg2 a6 6. Ne5 c5 7. Na3 cxd4 8. Naxc4 Bc5 9. O-O O-O 10. Bd2 Nd5 11. Rc1 Nd7 12. Nd3 Ba7 13. Ba5 Qe7 14. Qb3 Rb8 15. Qa3!? Qxa3 16. bxa3 N7f6 17. Nce5 Re8 18. Rc2 b6 19. Bd2 Bb7 20. Rfc1 Rbd8 21. f4!? Bb8 22. a4 a5 23. Nc6 Bxc6 24. Rxc6 h5?! 25. R1c4 Ne3? 26. Bxe3 dxe3 27. Bf3 g6 28. Rxb6 Ba7 29. Rb3 Rd4 30. Rc7 Bb8 31. Rc5 Bd6 32. Rxa5 Rc8 33. Kg2 Rc2 34. a3 Ra2 35. Nb4 Bxb4 36. axb4 Nd5 37. b5 Raxa4 38. Rxa4 Rxa4 39. Bxd5 exd5 40. b6 Ra8 41. b7 Rb8 42. Kf3 d4 43. Ke4 1-0

### Партия 3: Топалов – Ананд (½—½)
|   | a | b | c | d | e | f | g | h |   |
| 8 | черен цар на черно поле f8 · бял топ на бяло поле b7 · черна пешка на черно поле g7 · черна пешка на черно поле f6 · черна пешка на черно поле h6 · черна пешка на черно поле e5 · бяла пешка на бяло поле h5 · бяла пешка на бяло поле e4 · бяла пешка на бяло поле g4 · черен топ на черно поле a3 · бяла пешка на бяло поле f3 · бял цар на черно поле f2 | черен цар на черно поле f8 · бял топ на бяло поле b7 · черна пешка на черно поле g7 · черна пешка на черно поле f6 · черна пешка на черно поле h6 · черна пешка на черно поле e5 · бяла пешка на бяло поле h5 · бяла пешка на бяло поле e4 · бяла пешка на бяло поле g4 · черен топ на черно поле a3 · бяла пешка на бяло поле f3 · бял цар на черно поле f2 | черен цар на черно поле f8 · бял топ на бяло поле b7 · черна пешка на черно поле g7 · черна пешка на черно поле f6 · черна пешка на черно поле h6 · черна пешка на черно поле e5 · бяла пешка на бяло поле h5 · бяла пешка на бяло поле e4 · бяла пешка на бяло поле g4 · черен топ на черно поле a3 · бяла пешка на бяло поле f3 · бял цар на черно поле f2 | черен цар на черно поле f8 · бял топ на бяло поле b7 · черна пешка на черно поле g7 · черна пешка на черно поле f6 · черна пешка на черно поле h6 · черна пешка на черно поле e5 · бяла пешка на бяло поле h5 · бяла пешка на бяло поле e4 · бяла пешка на бяло поле g4 · черен топ на черно поле a3 · бяла пешка на бяло поле f3 · бял цар на черно поле f2 | черен цар на черно поле f8 · бял топ на бяло поле b7 · черна пешка на черно поле g7 · черна пешка на черно поле f6 · черна пешка на черно поле h6 · черна пешка на черно поле e5 · бяла пешка на бяло поле h5 · бяла пешка на бяло поле e4 · бяла пешка на бяло поле g4 · черен топ на черно поле a3 · бяла пешка на бяло поле f3 · бял цар на черно поле f2 | черен цар на черно поле f8 · бял топ на бяло поле b7 · черна пешка на черно поле g7 · черна пешка на черно поле f6 · черна пешка на черно поле h6 · черна пешка на черно поле e5 · бяла пешка на бяло поле h5 · бяла пешка на бяло поле e4 · бяла пешка на бяло поле g4 · черен топ на черно поле a3 · бяла пешка на бяло поле f3 · бял цар на черно поле f2 | черен цар на черно поле f8 · бял топ на бяло поле b7 · черна пешка на черно поле g7 · черна пешка на черно поле f6 · черна пешка на черно поле h6 · черна пешка на черно поле e5 · бяла пешка на бяло поле h5 · бяла пешка на бяло поле e4 · бяла пешка на бяло поле g4 · черен топ на черно поле a3 · бяла пешка на бяло поле f3 · бял цар на черно поле f2 | черен цар на черно поле f8 · бял топ на бяло поле b7 · черна пешка на черно поле g7 · черна пешка на черно поле f6 · черна пешка на черно поле h6 · черна пешка на черно поле e5 · бяла пешка на бяло поле h5 · бяла пешка на бяло поле e4 · бяла пешка на бяло поле g4 · черен топ на черно поле a3 · бяла пешка на бяло поле f3 · бял цар на черно поле f2 | 8 |
| 7 | черен цар на черно поле f8 · бял топ на бяло поле b7 · черна пешка на черно поле g7 · черна пешка на черно поле f6 · черна пешка на черно поле h6 · черна пешка на черно поле e5 · бяла пешка на бяло поле h5 · бяла пешка на бяло поле e4 · бяла пешка на бяло поле g4 · черен топ на черно поле a3 · бяла пешка на бяло поле f3 · бял цар на черно поле f2 | черен цар на черно поле f8 · бял топ на бяло поле b7 · черна пешка на черно поле g7 · черна пешка на черно поле f6 · черна пешка на черно поле h6 · черна пешка на черно поле e5 · бяла пешка на бяло поле h5 · бяла пешка на бяло поле e4 · бяла пешка на бяло поле g4 · черен топ на черно поле a3 · бяла пешка на бяло поле f3 · бял цар на черно поле f2 | черен цар на черно поле f8 · бял топ на бяло поле b7 · черна пешка на черно поле g7 · черна пешка на черно поле f6 · черна пешка на черно поле h6 · черна пешка на черно поле e5 · бяла пешка на бяло поле h5 · бяла пешка на бяло поле e4 · бяла пешка на бяло поле g4 · черен топ на черно поле a3 · бяла пешка на бяло поле f3 · бял цар на черно поле f2 | черен цар на черно поле f8 · бял топ на бяло поле b7 · черна пешка на черно поле g7 · черна пешка на черно поле f6 · черна пешка на черно поле h6 · черна пешка на черно поле e5 · бяла пешка на бяло поле h5 · бяла пешка на бяло поле e4 · бяла пешка на бяло поле g4 · черен топ на черно поле a3 · бяла пешка на бяло поле f3 · бял цар на черно поле f2 | черен цар на черно поле f8 · бял топ на бяло поле b7 · черна пешка на черно поле g7 · черна пешка на черно поле f6 · черна пешка на черно поле h6 · черна пешка на черно поле e5 · бяла пешка на бяло поле h5 · бяла пешка на бяло поле e4 · бяла пешка на бяло поле g4 · черен топ на черно поле a3 · бяла пешка на бяло поле f3 · бял цар на черно поле f2 | черен цар на черно поле f8 · бял топ на бяло поле b7 · черна пешка на черно поле g7 · черна пешка на черно поле f6 · черна пешка на черно поле h6 · черна пешка на черно поле e5 · бяла пешка на бяло поле h5 · бяла пешка на бяло поле e4 · бяла пешка на бяло поле g4 · черен топ на черно поле a3 · бяла пешка на бяло поле f3 · бял цар на черно поле f2 | черен цар на черно поле f8 · бял топ на бяло поле b7 · черна пешка на черно поле g7 · черна пешка на черно поле f6 · черна пешка на черно поле h6 · черна пешка на черно поле e5 · бяла пешка на бяло поле h5 · бяла пешка на бяло поле e4 · бяла пешка на бяло поле g4 · черен топ на черно поле a3 · бяла пешка на бяло поле f3 · бял цар на черно поле f2 | черен цар на черно поле f8 · бял топ на бяло поле b7 · черна пешка на черно поле g7 · черна пешка на черно поле f6 · черна пешка на черно поле h6 · черна пешка на черно поле e5 · бяла пешка на бяло поле h5 · бяла пешка на бяло поле e4 · бяла пешка на бяло поле g4 · черен топ на черно поле a3 · бяла пешка на бяло поле f3 · бял цар на черно поле f2 | 7 |
| 6 | черен цар на черно поле f8 · бял топ на бяло поле b7 · черна пешка на черно поле g7 · черна пешка на черно поле f6 · черна пешка на черно поле h6 · черна пешка на черно поле e5 · бяла пешка на бяло поле h5 · бяла пешка на бяло поле e4 · бяла пешка на бяло поле g4 · черен топ на черно поле a3 · бяла пешка на бяло поле f3 · бял цар на черно поле f2 | черен цар на черно поле f8 · бял топ на бяло поле b7 · черна пешка на черно поле g7 · черна пешка на черно поле f6 · черна пешка на черно поле h6 · черна пешка на черно поле e5 · бяла пешка на бяло поле h5 · бяла пешка на бяло поле e4 · бяла пешка на бяло поле g4 · черен топ на черно поле a3 · бяла пешка на бяло поле f3 · бял цар на черно поле f2 | черен цар на черно поле f8 · бял топ на бяло поле b7 · черна пешка на черно поле g7 · черна пешка на черно поле f6 · черна пешка на черно поле h6 · черна пешка на черно поле e5 · бяла пешка на бяло поле h5 · бяла пешка на бяло поле e4 · бяла пешка на бяло поле g4 · черен топ на черно поле a3 · бяла пешка на бяло поле f3 · бял цар на черно поле f2 | черен цар на черно поле f8 · бял топ на бяло поле b7 · черна пешка на черно поле g7 · черна пешка на черно поле f6 · черна пешка на черно поле h6 · черна пешка на черно поле e5 · бяла пешка на бяло поле h5 · бяла пешка на бяло поле e4 · бяла пешка на бяло поле g4 · черен топ на черно поле a3 · бяла пешка на бяло поле f3 · бял цар на черно поле f2 | черен цар на черно поле f8 · бял топ на бяло поле b7 · черна пешка на черно поле g7 · черна пешка на черно поле f6 · черна пешка на черно поле h6 · черна пешка на черно поле e5 · бяла пешка на бяло поле h5 · бяла пешка на бяло поле e4 · бяла пешка на бяло поле g4 · черен топ на черно поле a3 · бяла пешка на бяло поле f3 · бял цар на черно поле f2 | черен цар на черно поле f8 · бял топ на бяло поле b7 · черна пешка на черно поле g7 · черна пешка на черно поле f6 · черна пешка на черно поле h6 · черна пешка на черно поле e5 · бяла пешка на бяло поле h5 · бяла пешка на бяло поле e4 · бяла пешка на бяло поле g4 · черен топ на черно поле a3 · бяла пешка на бяло поле f3 · бял цар на черно поле f2 | черен цар на черно поле f8 · бял топ на бяло поле b7 · черна пешка на черно поле g7 · черна пешка на черно поле f6 · черна пешка на черно поле h6 · черна пешка на черно поле e5 · бяла пешка на бяло поле h5 · бяла пешка на бяло поле e4 · бяла пешка на бяло поле g4 · черен топ на черно поле a3 · бяла пешка на бяло поле f3 · бял цар на черно поле f2 | черен цар на черно поле f8 · бял топ на бяло поле b7 · черна пешка на черно поле g7 · черна пешка на черно поле f6 · черна пешка на черно поле h6 · черна пешка на черно поле e5 · бяла пешка на бяло поле h5 · бяла пешка на бяло поле e4 · бяла пешка на бяло поле g4 · черен топ на черно поле a3 · бяла пешка на бяло поле f3 · бял цар на черно поле f2 | 6 |
| 5 | черен цар на черно поле f8 · бял топ на бяло поле b7 · черна пешка на черно поле g7 · черна пешка на черно поле f6 · черна пешка на черно поле h6 · черна пешка на черно поле e5 · бяла пешка на бяло поле h5 · бяла пешка на бяло поле e4 · бяла пешка на бяло поле g4 · черен топ на черно поле a3 · бяла пешка на бяло поле f3 · бял цар на черно поле f2 | черен цар на черно поле f8 · бял топ на бяло поле b7 · черна пешка на черно поле g7 · черна пешка на черно поле f6 · черна пешка на черно поле h6 · черна пешка на черно поле e5 · бяла пешка на бяло поле h5 · бяла пешка на бяло поле e4 · бяла пешка на бяло поле g4 · черен топ на черно поле a3 · бяла пешка на бяло поле f3 · бял цар на черно поле f2 | черен цар на черно поле f8 · бял топ на бяло поле b7 · черна пешка на черно поле g7 · черна пешка на черно поле f6 · черна пешка на черно поле h6 · черна пешка на черно поле e5 · бяла пешка на бяло поле h5 · бяла пешка на бяло поле e4 · бяла пешка на бяло поле g4 · черен топ на черно поле a3 · бяла пешка на бяло поле f3 · бял цар на черно поле f2 | черен цар на черно поле f8 · бял топ на бяло поле b7 · черна пешка на черно поле g7 · черна пешка на черно поле f6 · черна пешка на черно поле h6 · черна пешка на черно поле e5 · бяла пешка на бяло поле h5 · бяла пешка на бяло поле e4 · бяла пешка на бяло поле g4 · черен топ на черно поле a3 · бяла пешка на бяло поле f3 · бял цар на черно поле f2 | черен цар на черно поле f8 · бял топ на бяло поле b7 · черна пешка на черно поле g7 · черна пешка на черно поле f6 · черна пешка на черно поле h6 · черна пешка на черно поле e5 · бяла пешка на бяло поле h5 · бяла пешка на бяло поле e4 · бяла пешка на бяло поле g4 · черен топ на черно поле a3 · бяла пешка на бяло поле f3 · бял цар на черно поле f2 | черен цар на черно поле f8 · бял топ на бяло поле b7 · черна пешка на черно поле g7 · черна пешка на черно поле f6 · черна пешка на черно поле h6 · черна пешка на черно поле e5 · бяла пешка на бяло поле h5 · бяла пешка на бяло поле e4 · бяла пешка на бяло поле g4 · черен топ на черно поле a3 · бяла пешка на бяло поле f3 · бял цар на черно поле f2 | черен цар на черно поле f8 · бял топ на бяло поле b7 · черна пешка на черно поле g7 · черна пешка на черно поле f6 · черна пешка на черно поле h6 · черна пешка на черно поле e5 · бяла пешка на бяло поле h5 · бяла пешка на бяло поле e4 · бяла пешка на бяло поле g4 · черен топ на черно поле a3 · бяла пешка на бяло поле f3 · бял цар на черно поле f2 | черен цар на черно поле f8 · бял топ на бяло поле b7 · черна пешка на черно поле g7 · черна пешка на черно поле f6 · черна пешка на черно поле h6 · черна пешка на черно поле e5 · бяла пешка на бяло поле h5 · бяла пешка на бяло поле e4 · бяла пешка на бяло поле g4 · черен топ на черно поле a3 · бяла пешка на бяло поле f3 · бял цар на черно поле f2 | 5 |
| 4 | черен цар на черно поле f8 · бял топ на бяло поле b7 · черна пешка на черно поле g7 · черна пешка на черно поле f6 · черна пешка на черно поле h6 · черна пешка на черно поле e5 · бяла пешка на бяло поле h5 · бяла пешка на бяло поле e4 · бяла пешка на бяло поле g4 · черен топ на черно поле a3 · бяла пешка на бяло поле f3 · бял цар на черно поле f2 | черен цар на черно поле f8 · бял топ на бяло поле b7 · черна пешка на черно поле g7 · черна пешка на черно поле f6 · черна пешка на черно поле h6 · черна пешка на черно поле e5 · бяла пешка на бяло поле h5 · бяла пешка на бяло поле e4 · бяла пешка на бяло поле g4 · черен топ на черно поле a3 · бяла пешка на бяло поле f3 · бял цар на черно поле f2 | черен цар на черно поле f8 · бял топ на бяло поле b7 · черна пешка на черно поле g7 · черна пешка на черно поле f6 · черна пешка на черно поле h6 · черна пешка на черно поле e5 · бяла пешка на бяло поле h5 · бяла пешка на бяло поле e4 · бяла пешка на бяло поле g4 · черен топ на черно поле a3 · бяла пешка на бяло поле f3 · бял цар на черно поле f2 | черен цар на черно поле f8 · бял топ на бяло поле b7 · черна пешка на черно поле g7 · черна пешка на черно поле f6 · черна пешка на черно поле h6 · черна пешка на черно поле e5 · бяла пешка на бяло поле h5 · бяла пешка на бяло поле e4 · бяла пешка на бяло поле g4 · черен топ на черно поле a3 · бяла пешка на бяло поле f3 · бял цар на черно поле f2 | черен цар на черно поле f8 · бял топ на бяло поле b7 · черна пешка на черно поле g7 · черна пешка на черно поле f6 · черна пешка на черно поле h6 · черна пешка на черно поле e5 · бяла пешка на бяло поле h5 · бяла пешка на бяло поле e4 · бяла пешка на бяло поле g4 · черен топ на черно поле a3 · бяла пешка на бяло поле f3 · бял цар на черно поле f2 | черен цар на черно поле f8 · бял топ на бяло поле b7 · черна пешка на черно поле g7 · черна пешка на черно поле f6 · черна пешка на черно поле h6 · черна пешка на черно поле e5 · бяла пешка на бяло поле h5 · бяла пешка на бяло поле e4 · бяла пешка на бяло поле g4 · черен топ на черно поле a3 · бяла пешка на бяло поле f3 · бял цар на черно поле f2 | черен цар на черно поле f8 · бял топ на бяло поле b7 · черна пешка на черно поле g7 · черна пешка на черно поле f6 · черна пешка на черно поле h6 · черна пешка на черно поле e5 · бяла пешка на бяло поле h5 · бяла пешка на бяло поле e4 · бяла пешка на бяло поле g4 · черен топ на черно поле a3 · бяла пешка на бяло поле f3 · бял цар на черно поле f2 | черен цар на черно поле f8 · бял топ на бяло поле b7 · черна пешка на черно поле g7 · черна пешка на черно поле f6 · черна пешка на черно поле h6 · черна пешка на черно поле e5 · бяла пешка на бяло поле h5 · бяла пешка на бяло поле e4 · бяла пешка на бяло поле g4 · черен топ на черно поле a3 · бяла пешка на бяло поле f3 · бял цар на черно поле f2 | 4 |
| 3 | черен цар на черно поле f8 · бял топ на бяло поле b7 · черна пешка на черно поле g7 · черна пешка на черно поле f6 · черна пешка на черно поле h6 · черна пешка на черно поле e5 · бяла пешка на бяло поле h5 · бяла пешка на бяло поле e4 · бяла пешка на бяло поле g4 · черен топ на черно поле a3 · бяла пешка на бяло поле f3 · бял цар на черно поле f2 | черен цар на черно поле f8 · бял топ на бяло поле b7 · черна пешка на черно поле g7 · черна пешка на черно поле f6 · черна пешка на черно поле h6 · черна пешка на черно поле e5 · бяла пешка на бяло поле h5 · бяла пешка на бяло поле e4 · бяла пешка на бяло поле g4 · черен топ на черно поле a3 · бяла пешка на бяло поле f3 · бял цар на черно поле f2 | черен цар на черно поле f8 · бял топ на бяло поле b7 · черна пешка на черно поле g7 · черна пешка на черно поле f6 · черна пешка на черно поле h6 · черна пешка на черно поле e5 · бяла пешка на бяло поле h5 · бяла пешка на бяло поле e4 · бяла пешка на бяло поле g4 · черен топ на черно поле a3 · бяла пешка на бяло поле f3 · бял цар на черно поле f2 | черен цар на черно поле f8 · бял топ на бяло поле b7 · черна пешка на черно поле g7 · черна пешка на черно поле f6 · черна пешка на черно поле h6 · черна пешка на черно поле e5 · бяла пешка на бяло поле h5 · бяла пешка на бяло поле e4 · бяла пешка на бяло поле g4 · черен топ на черно поле a3 · бяла пешка на бяло поле f3 · бял цар на черно поле f2 | черен цар на черно поле f8 · бял топ на бяло поле b7 · черна пешка на черно поле g7 · черна пешка на черно поле f6 · черна пешка на черно поле h6 · черна пешка на черно поле e5 · бяла пешка на бяло поле h5 · бяла пешка на бяло поле e4 · бяла пешка на бяло поле g4 · черен топ на черно поле a3 · бяла пешка на бяло поле f3 · бял цар на черно поле f2 | черен цар на черно поле f8 · бял топ на бяло поле b7 · черна пешка на черно поле g7 · черна пешка на черно поле f6 · черна пешка на черно поле h6 · черна пешка на черно поле e5 · бяла пешка на бяло поле h5 · бяла пешка на бяло поле e4 · бяла пешка на бяло поле g4 · черен топ на черно поле a3 · бяла пешка на бяло поле f3 · бял цар на черно поле f2 | черен цар на черно поле f8 · бял топ на бяло поле b7 · черна пешка на черно поле g7 · черна пешка на черно поле f6 · черна пешка на черно поле h6 · черна пешка на черно поле e5 · бяла пешка на бяло поле h5 · бяла пешка на бяло поле e4 · бяла пешка на бяло поле g4 · черен топ на черно поле a3 · бяла пешка на бяло поле f3 · бял цар на черно поле f2 | черен цар на черно поле f8 · бял топ на бяло поле b7 · черна пешка на черно поле g7 · черна пешка на черно поле f6 · черна пешка на черно поле h6 · черна пешка на черно поле e5 · бяла пешка на бяло поле h5 · бяла пешка на бяло поле e4 · бяла пешка на бяло поле g4 · черен топ на черно поле a3 · бяла пешка на бяло поле f3 · бял цар на черно поле f2 | 3 |
| 2 | черен цар на черно поле f8 · бял топ на бяло поле b7 · черна пешка на черно поле g7 · черна пешка на черно поле f6 · черна пешка на черно поле h6 · черна пешка на черно поле e5 · бяла пешка на бяло поле h5 · бяла пешка на бяло поле e4 · бяла пешка на бяло поле g4 · черен топ на черно поле a3 · бяла пешка на бяло поле f3 · бял цар на черно поле f2 | черен цар на черно поле f8 · бял топ на бяло поле b7 · черна пешка на черно поле g7 · черна пешка на черно поле f6 · черна пешка на черно поле h6 · черна пешка на черно поле e5 · бяла пешка на бяло поле h5 · бяла пешка на бяло поле e4 · бяла пешка на бяло поле g4 · черен топ на черно поле a3 · бяла пешка на бяло поле f3 · бял цар на черно поле f2 | черен цар на черно поле f8 · бял топ на бяло поле b7 · черна пешка на черно поле g7 · черна пешка на черно поле f6 · черна пешка на черно поле h6 · черна пешка на черно поле e5 · бяла пешка на бяло поле h5 · бяла пешка на бяло поле e4 · бяла пешка на бяло поле g4 · черен топ на черно поле a3 · бяла пешка на бяло поле f3 · бял цар на черно поле f2 | черен цар на черно поле f8 · бял топ на бяло поле b7 · черна пешка на черно поле g7 · черна пешка на черно поле f6 · черна пешка на черно поле h6 · черна пешка на черно поле e5 · бяла пешка на бяло поле h5 · бяла пешка на бяло поле e4 · бяла пешка на бяло поле g4 · черен топ на черно поле a3 · бяла пешка на бяло поле f3 · бял цар на черно поле f2 | черен цар на черно поле f8 · бял топ на бяло поле b7 · черна пешка на черно поле g7 · черна пешка на черно поле f6 · черна пешка на черно поле h6 · черна пешка на черно поле e5 · бяла пешка на бяло поле h5 · бяла пешка на бяло поле e4 · бяла пешка на бяло поле g4 · черен топ на черно поле a3 · бяла пешка на бяло поле f3 · бял цар на черно поле f2 | черен цар на черно поле f8 · бял топ на бяло поле b7 · черна пешка на черно поле g7 · черна пешка на черно поле f6 · черна пешка на черно поле h6 · черна пешка на черно поле e5 · бяла пешка на бяло поле h5 · бяла пешка на бяло поле e4 · бяла пешка на бяло поле g4 · черен топ на черно поле a3 · бяла пешка на бяло поле f3 · бял цар на черно поле f2 | черен цар на черно поле f8 · бял топ на бяло поле b7 · черна пешка на черно поле g7 · черна пешка на черно поле f6 · черна пешка на черно поле h6 · черна пешка на черно поле e5 · бяла пешка на бяло поле h5 · бяла пешка на бяло поле e4 · бяла пешка на бяло поле g4 · черен топ на черно поле a3 · бяла пешка на бяло поле f3 · бял цар на черно поле f2 | черен цар на черно поле f8 · бял топ на бяло поле b7 · черна пешка на черно поле g7 · черна пешка на черно поле f6 · черна пешка на черно поле h6 · черна пешка на черно поле e5 · бяла пешка на бяло поле h5 · бяла пешка на бяло поле e4 · бяла пешка на бяло поле g4 · черен топ на черно поле a3 · бяла пешка на бяло поле f3 · бял цар на черно поле f2 | 2 |
| 1 | черен цар на черно поле f8 · бял топ на бяло поле b7 · черна пешка на черно поле g7 · черна пешка на черно поле f6 · черна пешка на черно поле h6 · черна пешка на черно поле e5 · бяла пешка на бяло поле h5 · бяла пешка на бяло поле e4 · бяла пешка на бяло поле g4 · черен топ на черно поле a3 · бяла пешка на бяло поле f3 · бял цар на черно поле f2 | черен цар на черно поле f8 · бял топ на бяло поле b7 · черна пешка на черно поле g7 · черна пешка на черно поле f6 · черна пешка на черно поле h6 · черна пешка на черно поле e5 · бяла пешка на бяло поле h5 · бяла пешка на бяло поле e4 · бяла пешка на бяло поле g4 · черен топ на черно поле a3 · бяла пешка на бяло поле f3 · бял цар на черно поле f2 | черен цар на черно поле f8 · бял топ на бяло поле b7 · черна пешка на черно поле g7 · черна пешка на черно поле f6 · черна пешка на черно поле h6 · черна пешка на черно поле e5 · бяла пешка на бяло поле h5 · бяла пешка на бяло поле e4 · бяла пешка на бяло поле g4 · черен топ на черно поле a3 · бяла пешка на бяло поле f3 · бял цар на черно поле f2 | черен цар на черно поле f8 · бял топ на бяло поле b7 · черна пешка на черно поле g7 · черна пешка на черно поле f6 · черна пешка на черно поле h6 · черна пешка на черно поле e5 · бяла пешка на бяло поле h5 · бяла пешка на бяло поле e4 · бяла пешка на бяло поле g4 · черен топ на черно поле a3 · бяла пешка на бяло поле f3 · бял цар на черно поле f2 | черен цар на черно поле f8 · бял топ на бяло поле b7 · черна пешка на черно поле g7 · черна пешка на черно поле f6 · черна пешка на черно поле h6 · черна пешка на черно поле e5 · бяла пешка на бяло поле h5 · бяла пешка на бяло поле e4 · бяла пешка на бяло поле g4 · черен топ на черно поле a3 · бяла пешка на бяло поле f3 · бял цар на черно поле f2 | черен цар на черно поле f8 · бял топ на бяло поле b7 · черна пешка на черно поле g7 · черна пешка на черно поле f6 · черна пешка на черно поле h6 · черна пешка на черно поле e5 · бяла пешка на бяло поле h5 · бяла пешка на бяло поле e4 · бяла пешка на бяло поле g4 · черен топ на черно поле a3 · бяла пешка на бяло поле f3 · бял цар на черно поле f2 | черен цар на черно поле f8 · бял топ на бяло поле b7 · черна пешка на черно поле g7 · черна пешка на черно поле f6 · черна пешка на черно поле h6 · черна пешка на черно поле e5 · бяла пешка на бяло поле h5 · бяла пешка на бяло поле e4 · бяла пешка на бяло поле g4 · черен топ на черно поле a3 · бяла пешка на бяло поле f3 · бял цар на черно поле f2 | черен цар на черно поле f8 · бял топ на бяло поле b7 · черна пешка на черно поле g7 · черна пешка на черно поле f6 · черна пешка на черно поле h6 · черна пешка на черно поле e5 · бяла пешка на бяло поле h5 · бяла пешка на бяло поле e4 · бяла пешка на бяло поле g4 · черен топ на черно поле a3 · бяла пешка на бяло поле f3 · бял цар на черно поле f2 | 1 |
|   | a | b | c | d | e | f | g | h |   |

Славянска защита, вариант Висбаден, D17
1.d4 d5 2.c4 c6 3.Nf3 Nf6 4.Nc3 dxc4 5.a4 Bf5 6.Ne5 e6 7.f3 c5 8.e4 Bg6 9.Be3 cxd4 10.Qxd4 Qxd4 11.Bxd4 Nfd7 12.Nxd7 Nxd7 13.Bxc4 a6 14.Rc1 Rg8 15.h4 h6 16.Ke2 Bd6 17.h5 Bh7 18.a5 Ke7 19.Na4 f6 20.b4 Rgc8 21.Bc5 Bxc5 22.bxc5 Rc7 23.Nb6 Rd8 24.Nxd7 Rdxd7 25.Bd3 Bg8 26.c6 Rd6 27.cxb7 Rxb7 28.Rc3 Bf7 29.Ke3 Be8 30.g4 e5 31.Rhc1 Bd7 32.Rc5 Bb5 33.Bxb5 axb5 34.Rb1 b4 35.Rb3 Ra6 36.Kd3 Rba7 37.Rxb4 Rxa5 38.Rxa5 Rxa5 39.Rb7+ Kf8 40.Ke2 Ra2+ 41.Ke3 Ra3+ 42.Kf2 Ra2+ 43.Ke3 Ra3+ 44.Kf2 Ra2+ 45.Ke3 Ra3+ 46.Kf2 ½–½
Реми с трикратно повторение на ходове.
На края на партията играчите не се здрависват. По време на пресконференцията след партията и двамата казват, че просто са забравили. 

### Партия 4: Ананд – Топалов (1—0)
|   | a | b | c | d | e | f | g | h |   |
| 8 | черен топ на черно поле f8 · черен цар на бяло поле g8 · бял топ на черно поле e7 · черен кон на бяло поле a6 · бяла дама на черно поле h6 · черна пешка на черно поле a5 · черна дама на бяло поле f5 · черна пешка на бяло поле a4 · черен кон на бяло поле d3 · бяла пешка на черно поле g3 · бяла пешка на черно поле b2 · бял топ на бяло поле c2 · бяла пешка на черно поле f2 · бяла пешка на черно поле h2 · бял цар на черно поле g1 | черен топ на черно поле f8 · черен цар на бяло поле g8 · бял топ на черно поле e7 · черен кон на бяло поле a6 · бяла дама на черно поле h6 · черна пешка на черно поле a5 · черна дама на бяло поле f5 · черна пешка на бяло поле a4 · черен кон на бяло поле d3 · бяла пешка на черно поле g3 · бяла пешка на черно поле b2 · бял топ на бяло поле c2 · бяла пешка на черно поле f2 · бяла пешка на черно поле h2 · бял цар на черно поле g1 | черен топ на черно поле f8 · черен цар на бяло поле g8 · бял топ на черно поле e7 · черен кон на бяло поле a6 · бяла дама на черно поле h6 · черна пешка на черно поле a5 · черна дама на бяло поле f5 · черна пешка на бяло поле a4 · черен кон на бяло поле d3 · бяла пешка на черно поле g3 · бяла пешка на черно поле b2 · бял топ на бяло поле c2 · бяла пешка на черно поле f2 · бяла пешка на черно поле h2 · бял цар на черно поле g1 | черен топ на черно поле f8 · черен цар на бяло поле g8 · бял топ на черно поле e7 · черен кон на бяло поле a6 · бяла дама на черно поле h6 · черна пешка на черно поле a5 · черна дама на бяло поле f5 · черна пешка на бяло поле a4 · черен кон на бяло поле d3 · бяла пешка на черно поле g3 · бяла пешка на черно поле b2 · бял топ на бяло поле c2 · бяла пешка на черно поле f2 · бяла пешка на черно поле h2 · бял цар на черно поле g1 | черен топ на черно поле f8 · черен цар на бяло поле g8 · бял топ на черно поле e7 · черен кон на бяло поле a6 · бяла дама на черно поле h6 · черна пешка на черно поле a5 · черна дама на бяло поле f5 · черна пешка на бяло поле a4 · черен кон на бяло поле d3 · бяла пешка на черно поле g3 · бяла пешка на черно поле b2 · бял топ на бяло поле c2 · бяла пешка на черно поле f2 · бяла пешка на черно поле h2 · бял цар на черно поле g1 | черен топ на черно поле f8 · черен цар на бяло поле g8 · бял топ на черно поле e7 · черен кон на бяло поле a6 · бяла дама на черно поле h6 · черна пешка на черно поле a5 · черна дама на бяло поле f5 · черна пешка на бяло поле a4 · черен кон на бяло поле d3 · бяла пешка на черно поле g3 · бяла пешка на черно поле b2 · бял топ на бяло поле c2 · бяла пешка на черно поле f2 · бяла пешка на черно поле h2 · бял цар на черно поле g1 | черен топ на черно поле f8 · черен цар на бяло поле g8 · бял топ на черно поле e7 · черен кон на бяло поле a6 · бяла дама на черно поле h6 · черна пешка на черно поле a5 · черна дама на бяло поле f5 · черна пешка на бяло поле a4 · черен кон на бяло поле d3 · бяла пешка на черно поле g3 · бяла пешка на черно поле b2 · бял топ на бяло поле c2 · бяла пешка на черно поле f2 · бяла пешка на черно поле h2 · бял цар на черно поле g1 | черен топ на черно поле f8 · черен цар на бяло поле g8 · бял топ на черно поле e7 · черен кон на бяло поле a6 · бяла дама на черно поле h6 · черна пешка на черно поле a5 · черна дама на бяло поле f5 · черна пешка на бяло поле a4 · черен кон на бяло поле d3 · бяла пешка на черно поле g3 · бяла пешка на черно поле b2 · бял топ на бяло поле c2 · бяла пешка на черно поле f2 · бяла пешка на черно поле h2 · бял цар на черно поле g1 | 8 |
| 7 | черен топ на черно поле f8 · черен цар на бяло поле g8 · бял топ на черно поле e7 · черен кон на бяло поле a6 · бяла дама на черно поле h6 · черна пешка на черно поле a5 · черна дама на бяло поле f5 · черна пешка на бяло поле a4 · черен кон на бяло поле d3 · бяла пешка на черно поле g3 · бяла пешка на черно поле b2 · бял топ на бяло поле c2 · бяла пешка на черно поле f2 · бяла пешка на черно поле h2 · бял цар на черно поле g1 | черен топ на черно поле f8 · черен цар на бяло поле g8 · бял топ на черно поле e7 · черен кон на бяло поле a6 · бяла дама на черно поле h6 · черна пешка на черно поле a5 · черна дама на бяло поле f5 · черна пешка на бяло поле a4 · черен кон на бяло поле d3 · бяла пешка на черно поле g3 · бяла пешка на черно поле b2 · бял топ на бяло поле c2 · бяла пешка на черно поле f2 · бяла пешка на черно поле h2 · бял цар на черно поле g1 | черен топ на черно поле f8 · черен цар на бяло поле g8 · бял топ на черно поле e7 · черен кон на бяло поле a6 · бяла дама на черно поле h6 · черна пешка на черно поле a5 · черна дама на бяло поле f5 · черна пешка на бяло поле a4 · черен кон на бяло поле d3 · бяла пешка на черно поле g3 · бяла пешка на черно поле b2 · бял топ на бяло поле c2 · бяла пешка на черно поле f2 · бяла пешка на черно поле h2 · бял цар на черно поле g1 | черен топ на черно поле f8 · черен цар на бяло поле g8 · бял топ на черно поле e7 · черен кон на бяло поле a6 · бяла дама на черно поле h6 · черна пешка на черно поле a5 · черна дама на бяло поле f5 · черна пешка на бяло поле a4 · черен кон на бяло поле d3 · бяла пешка на черно поле g3 · бяла пешка на черно поле b2 · бял топ на бяло поле c2 · бяла пешка на черно поле f2 · бяла пешка на черно поле h2 · бял цар на черно поле g1 | черен топ на черно поле f8 · черен цар на бяло поле g8 · бял топ на черно поле e7 · черен кон на бяло поле a6 · бяла дама на черно поле h6 · черна пешка на черно поле a5 · черна дама на бяло поле f5 · черна пешка на бяло поле a4 · черен кон на бяло поле d3 · бяла пешка на черно поле g3 · бяла пешка на черно поле b2 · бял топ на бяло поле c2 · бяла пешка на черно поле f2 · бяла пешка на черно поле h2 · бял цар на черно поле g1 | черен топ на черно поле f8 · черен цар на бяло поле g8 · бял топ на черно поле e7 · черен кон на бяло поле a6 · бяла дама на черно поле h6 · черна пешка на черно поле a5 · черна дама на бяло поле f5 · черна пешка на бяло поле a4 · черен кон на бяло поле d3 · бяла пешка на черно поле g3 · бяла пешка на черно поле b2 · бял топ на бяло поле c2 · бяла пешка на черно поле f2 · бяла пешка на черно поле h2 · бял цар на черно поле g1 | черен топ на черно поле f8 · черен цар на бяло поле g8 · бял топ на черно поле e7 · черен кон на бяло поле a6 · бяла дама на черно поле h6 · черна пешка на черно поле a5 · черна дама на бяло поле f5 · черна пешка на бяло поле a4 · черен кон на бяло поле d3 · бяла пешка на черно поле g3 · бяла пешка на черно поле b2 · бял топ на бяло поле c2 · бяла пешка на черно поле f2 · бяла пешка на черно поле h2 · бял цар на черно поле g1 | черен топ на черно поле f8 · черен цар на бяло поле g8 · бял топ на черно поле e7 · черен кон на бяло поле a6 · бяла дама на черно поле h6 · черна пешка на черно поле a5 · черна дама на бяло поле f5 · черна пешка на бяло поле a4 · черен кон на бяло поле d3 · бяла пешка на черно поле g3 · бяла пешка на черно поле b2 · бял топ на бяло поле c2 · бяла пешка на черно поле f2 · бяла пешка на черно поле h2 · бял цар на черно поле g1 | 7 |
| 6 | черен топ на черно поле f8 · черен цар на бяло поле g8 · бял топ на черно поле e7 · черен кон на бяло поле a6 · бяла дама на черно поле h6 · черна пешка на черно поле a5 · черна дама на бяло поле f5 · черна пешка на бяло поле a4 · черен кон на бяло поле d3 · бяла пешка на черно поле g3 · бяла пешка на черно поле b2 · бял топ на бяло поле c2 · бяла пешка на черно поле f2 · бяла пешка на черно поле h2 · бял цар на черно поле g1 | черен топ на черно поле f8 · черен цар на бяло поле g8 · бял топ на черно поле e7 · черен кон на бяло поле a6 · бяла дама на черно поле h6 · черна пешка на черно поле a5 · черна дама на бяло поле f5 · черна пешка на бяло поле a4 · черен кон на бяло поле d3 · бяла пешка на черно поле g3 · бяла пешка на черно поле b2 · бял топ на бяло поле c2 · бяла пешка на черно поле f2 · бяла пешка на черно поле h2 · бял цар на черно поле g1 | черен топ на черно поле f8 · черен цар на бяло поле g8 · бял топ на черно поле e7 · черен кон на бяло поле a6 · бяла дама на черно поле h6 · черна пешка на черно поле a5 · черна дама на бяло поле f5 · черна пешка на бяло поле a4 · черен кон на бяло поле d3 · бяла пешка на черно поле g3 · бяла пешка на черно поле b2 · бял топ на бяло поле c2 · бяла пешка на черно поле f2 · бяла пешка на черно поле h2 · бял цар на черно поле g1 | черен топ на черно поле f8 · черен цар на бяло поле g8 · бял топ на черно поле e7 · черен кон на бяло поле a6 · бяла дама на черно поле h6 · черна пешка на черно поле a5 · черна дама на бяло поле f5 · черна пешка на бяло поле a4 · черен кон на бяло поле d3 · бяла пешка на черно поле g3 · бяла пешка на черно поле b2 · бял топ на бяло поле c2 · бяла пешка на черно поле f2 · бяла пешка на черно поле h2 · бял цар на черно поле g1 | черен топ на черно поле f8 · черен цар на бяло поле g8 · бял топ на черно поле e7 · черен кон на бяло поле a6 · бяла дама на черно поле h6 · черна пешка на черно поле a5 · черна дама на бяло поле f5 · черна пешка на бяло поле a4 · черен кон на бяло поле d3 · бяла пешка на черно поле g3 · бяла пешка на черно поле b2 · бял топ на бяло поле c2 · бяла пешка на черно поле f2 · бяла пешка на черно поле h2 · бял цар на черно поле g1 | черен топ на черно поле f8 · черен цар на бяло поле g8 · бял топ на черно поле e7 · черен кон на бяло поле a6 · бяла дама на черно поле h6 · черна пешка на черно поле a5 · черна дама на бяло поле f5 · черна пешка на бяло поле a4 · черен кон на бяло поле d3 · бяла пешка на черно поле g3 · бяла пешка на черно поле b2 · бял топ на бяло поле c2 · бяла пешка на черно поле f2 · бяла пешка на черно поле h2 · бял цар на черно поле g1 | черен топ на черно поле f8 · черен цар на бяло поле g8 · бял топ на черно поле e7 · черен кон на бяло поле a6 · бяла дама на черно поле h6 · черна пешка на черно поле a5 · черна дама на бяло поле f5 · черна пешка на бяло поле a4 · черен кон на бяло поле d3 · бяла пешка на черно поле g3 · бяла пешка на черно поле b2 · бял топ на бяло поле c2 · бяла пешка на черно поле f2 · бяла пешка на черно поле h2 · бял цар на черно поле g1 | черен топ на черно поле f8 · черен цар на бяло поле g8 · бял топ на черно поле e7 · черен кон на бяло поле a6 · бяла дама на черно поле h6 · черна пешка на черно поле a5 · черна дама на бяло поле f5 · черна пешка на бяло поле a4 · черен кон на бяло поле d3 · бяла пешка на черно поле g3 · бяла пешка на черно поле b2 · бял топ на бяло поле c2 · бяла пешка на черно поле f2 · бяла пешка на черно поле h2 · бял цар на черно поле g1 | 6 |
| 5 | черен топ на черно поле f8 · черен цар на бяло поле g8 · бял топ на черно поле e7 · черен кон на бяло поле a6 · бяла дама на черно поле h6 · черна пешка на черно поле a5 · черна дама на бяло поле f5 · черна пешка на бяло поле a4 · черен кон на бяло поле d3 · бяла пешка на черно поле g3 · бяла пешка на черно поле b2 · бял топ на бяло поле c2 · бяла пешка на черно поле f2 · бяла пешка на черно поле h2 · бял цар на черно поле g1 | черен топ на черно поле f8 · черен цар на бяло поле g8 · бял топ на черно поле e7 · черен кон на бяло поле a6 · бяла дама на черно поле h6 · черна пешка на черно поле a5 · черна дама на бяло поле f5 · черна пешка на бяло поле a4 · черен кон на бяло поле d3 · бяла пешка на черно поле g3 · бяла пешка на черно поле b2 · бял топ на бяло поле c2 · бяла пешка на черно поле f2 · бяла пешка на черно поле h2 · бял цар на черно поле g1 | черен топ на черно поле f8 · черен цар на бяло поле g8 · бял топ на черно поле e7 · черен кон на бяло поле a6 · бяла дама на черно поле h6 · черна пешка на черно поле a5 · черна дама на бяло поле f5 · черна пешка на бяло поле a4 · черен кон на бяло поле d3 · бяла пешка на черно поле g3 · бяла пешка на черно поле b2 · бял топ на бяло поле c2 · бяла пешка на черно поле f2 · бяла пешка на черно поле h2 · бял цар на черно поле g1 | черен топ на черно поле f8 · черен цар на бяло поле g8 · бял топ на черно поле e7 · черен кон на бяло поле a6 · бяла дама на черно поле h6 · черна пешка на черно поле a5 · черна дама на бяло поле f5 · черна пешка на бяло поле a4 · черен кон на бяло поле d3 · бяла пешка на черно поле g3 · бяла пешка на черно поле b2 · бял топ на бяло поле c2 · бяла пешка на черно поле f2 · бяла пешка на черно поле h2 · бял цар на черно поле g1 | черен топ на черно поле f8 · черен цар на бяло поле g8 · бял топ на черно поле e7 · черен кон на бяло поле a6 · бяла дама на черно поле h6 · черна пешка на черно поле a5 · черна дама на бяло поле f5 · черна пешка на бяло поле a4 · черен кон на бяло поле d3 · бяла пешка на черно поле g3 · бяла пешка на черно поле b2 · бял топ на бяло поле c2 · бяла пешка на черно поле f2 · бяла пешка на черно поле h2 · бял цар на черно поле g1 | черен топ на черно поле f8 · черен цар на бяло поле g8 · бял топ на черно поле e7 · черен кон на бяло поле a6 · бяла дама на черно поле h6 · черна пешка на черно поле a5 · черна дама на бяло поле f5 · черна пешка на бяло поле a4 · черен кон на бяло поле d3 · бяла пешка на черно поле g3 · бяла пешка на черно поле b2 · бял топ на бяло поле c2 · бяла пешка на черно поле f2 · бяла пешка на черно поле h2 · бял цар на черно поле g1 | черен топ на черно поле f8 · черен цар на бяло поле g8 · бял топ на черно поле e7 · черен кон на бяло поле a6 · бяла дама на черно поле h6 · черна пешка на черно поле a5 · черна дама на бяло поле f5 · черна пешка на бяло поле a4 · черен кон на бяло поле d3 · бяла пешка на черно поле g3 · бяла пешка на черно поле b2 · бял топ на бяло поле c2 · бяла пешка на черно поле f2 · бяла пешка на черно поле h2 · бял цар на черно поле g1 | черен топ на черно поле f8 · черен цар на бяло поле g8 · бял топ на черно поле e7 · черен кон на бяло поле a6 · бяла дама на черно поле h6 · черна пешка на черно поле a5 · черна дама на бяло поле f5 · черна пешка на бяло поле a4 · черен кон на бяло поле d3 · бяла пешка на черно поле g3 · бяла пешка на черно поле b2 · бял топ на бяло поле c2 · бяла пешка на черно поле f2 · бяла пешка на черно поле h2 · бял цар на черно поле g1 | 5 |
| 4 | черен топ на черно поле f8 · черен цар на бяло поле g8 · бял топ на черно поле e7 · черен кон на бяло поле a6 · бяла дама на черно поле h6 · черна пешка на черно поле a5 · черна дама на бяло поле f5 · черна пешка на бяло поле a4 · черен кон на бяло поле d3 · бяла пешка на черно поле g3 · бяла пешка на черно поле b2 · бял топ на бяло поле c2 · бяла пешка на черно поле f2 · бяла пешка на черно поле h2 · бял цар на черно поле g1 | черен топ на черно поле f8 · черен цар на бяло поле g8 · бял топ на черно поле e7 · черен кон на бяло поле a6 · бяла дама на черно поле h6 · черна пешка на черно поле a5 · черна дама на бяло поле f5 · черна пешка на бяло поле a4 · черен кон на бяло поле d3 · бяла пешка на черно поле g3 · бяла пешка на черно поле b2 · бял топ на бяло поле c2 · бяла пешка на черно поле f2 · бяла пешка на черно поле h2 · бял цар на черно поле g1 | черен топ на черно поле f8 · черен цар на бяло поле g8 · бял топ на черно поле e7 · черен кон на бяло поле a6 · бяла дама на черно поле h6 · черна пешка на черно поле a5 · черна дама на бяло поле f5 · черна пешка на бяло поле a4 · черен кон на бяло поле d3 · бяла пешка на черно поле g3 · бяла пешка на черно поле b2 · бял топ на бяло поле c2 · бяла пешка на черно поле f2 · бяла пешка на черно поле h2 · бял цар на черно поле g1 | черен топ на черно поле f8 · черен цар на бяло поле g8 · бял топ на черно поле e7 · черен кон на бяло поле a6 · бяла дама на черно поле h6 · черна пешка на черно поле a5 · черна дама на бяло поле f5 · черна пешка на бяло поле a4 · черен кон на бяло поле d3 · бяла пешка на черно поле g3 · бяла пешка на черно поле b2 · бял топ на бяло поле c2 · бяла пешка на черно поле f2 · бяла пешка на черно поле h2 · бял цар на черно поле g1 | черен топ на черно поле f8 · черен цар на бяло поле g8 · бял топ на черно поле e7 · черен кон на бяло поле a6 · бяла дама на черно поле h6 · черна пешка на черно поле a5 · черна дама на бяло поле f5 · черна пешка на бяло поле a4 · черен кон на бяло поле d3 · бяла пешка на черно поле g3 · бяла пешка на черно поле b2 · бял топ на бяло поле c2 · бяла пешка на черно поле f2 · бяла пешка на черно поле h2 · бял цар на черно поле g1 | черен топ на черно поле f8 · черен цар на бяло поле g8 · бял топ на черно поле e7 · черен кон на бяло поле a6 · бяла дама на черно поле h6 · черна пешка на черно поле a5 · черна дама на бяло поле f5 · черна пешка на бяло поле a4 · черен кон на бяло поле d3 · бяла пешка на черно поле g3 · бяла пешка на черно поле b2 · бял топ на бяло поле c2 · бяла пешка на черно поле f2 · бяла пешка на черно поле h2 · бял цар на черно поле g1 | черен топ на черно поле f8 · черен цар на бяло поле g8 · бял топ на черно поле e7 · черен кон на бяло поле a6 · бяла дама на черно поле h6 · черна пешка на черно поле a5 · черна дама на бяло поле f5 · черна пешка на бяло поле a4 · черен кон на бяло поле d3 · бяла пешка на черно поле g3 · бяла пешка на черно поле b2 · бял топ на бяло поле c2 · бяла пешка на черно поле f2 · бяла пешка на черно поле h2 · бял цар на черно поле g1 | черен топ на черно поле f8 · черен цар на бяло поле g8 · бял топ на черно поле e7 · черен кон на бяло поле a6 · бяла дама на черно поле h6 · черна пешка на черно поле a5 · черна дама на бяло поле f5 · черна пешка на бяло поле a4 · черен кон на бяло поле d3 · бяла пешка на черно поле g3 · бяла пешка на черно поле b2 · бял топ на бяло поле c2 · бяла пешка на черно поле f2 · бяла пешка на черно поле h2 · бял цар на черно поле g1 | 4 |
| 3 | черен топ на черно поле f8 · черен цар на бяло поле g8 · бял топ на черно поле e7 · черен кон на бяло поле a6 · бяла дама на черно поле h6 · черна пешка на черно поле a5 · черна дама на бяло поле f5 · черна пешка на бяло поле a4 · черен кон на бяло поле d3 · бяла пешка на черно поле g3 · бяла пешка на черно поле b2 · бял топ на бяло поле c2 · бяла пешка на черно поле f2 · бяла пешка на черно поле h2 · бял цар на черно поле g1 | черен топ на черно поле f8 · черен цар на бяло поле g8 · бял топ на черно поле e7 · черен кон на бяло поле a6 · бяла дама на черно поле h6 · черна пешка на черно поле a5 · черна дама на бяло поле f5 · черна пешка на бяло поле a4 · черен кон на бяло поле d3 · бяла пешка на черно поле g3 · бяла пешка на черно поле b2 · бял топ на бяло поле c2 · бяла пешка на черно поле f2 · бяла пешка на черно поле h2 · бял цар на черно поле g1 | черен топ на черно поле f8 · черен цар на бяло поле g8 · бял топ на черно поле e7 · черен кон на бяло поле a6 · бяла дама на черно поле h6 · черна пешка на черно поле a5 · черна дама на бяло поле f5 · черна пешка на бяло поле a4 · черен кон на бяло поле d3 · бяла пешка на черно поле g3 · бяла пешка на черно поле b2 · бял топ на бяло поле c2 · бяла пешка на черно поле f2 · бяла пешка на черно поле h2 · бял цар на черно поле g1 | черен топ на черно поле f8 · черен цар на бяло поле g8 · бял топ на черно поле e7 · черен кон на бяло поле a6 · бяла дама на черно поле h6 · черна пешка на черно поле a5 · черна дама на бяло поле f5 · черна пешка на бяло поле a4 · черен кон на бяло поле d3 · бяла пешка на черно поле g3 · бяла пешка на черно поле b2 · бял топ на бяло поле c2 · бяла пешка на черно поле f2 · бяла пешка на черно поле h2 · бял цар на черно поле g1 | черен топ на черно поле f8 · черен цар на бяло поле g8 · бял топ на черно поле e7 · черен кон на бяло поле a6 · бяла дама на черно поле h6 · черна пешка на черно поле a5 · черна дама на бяло поле f5 · черна пешка на бяло поле a4 · черен кон на бяло поле d3 · бяла пешка на черно поле g3 · бяла пешка на черно поле b2 · бял топ на бяло поле c2 · бяла пешка на черно поле f2 · бяла пешка на черно поле h2 · бял цар на черно поле g1 | черен топ на черно поле f8 · черен цар на бяло поле g8 · бял топ на черно поле e7 · черен кон на бяло поле a6 · бяла дама на черно поле h6 · черна пешка на черно поле a5 · черна дама на бяло поле f5 · черна пешка на бяло поле a4 · черен кон на бяло поле d3 · бяла пешка на черно поле g3 · бяла пешка на черно поле b2 · бял топ на бяло поле c2 · бяла пешка на черно поле f2 · бяла пешка на черно поле h2 · бял цар на черно поле g1 | черен топ на черно поле f8 · черен цар на бяло поле g8 · бял топ на черно поле e7 · черен кон на бяло поле a6 · бяла дама на черно поле h6 · черна пешка на черно поле a5 · черна дама на бяло поле f5 · черна пешка на бяло поле a4 · черен кон на бяло поле d3 · бяла пешка на черно поле g3 · бяла пешка на черно поле b2 · бял топ на бяло поле c2 · бяла пешка на черно поле f2 · бяла пешка на черно поле h2 · бял цар на черно поле g1 | черен топ на черно поле f8 · черен цар на бяло поле g8 · бял топ на черно поле e7 · черен кон на бяло поле a6 · бяла дама на черно поле h6 · черна пешка на черно поле a5 · черна дама на бяло поле f5 · черна пешка на бяло поле a4 · черен кон на бяло поле d3 · бяла пешка на черно поле g3 · бяла пешка на черно поле b2 · бял топ на бяло поле c2 · бяла пешка на черно поле f2 · бяла пешка на черно поле h2 · бял цар на черно поле g1 | 3 |
| 2 | черен топ на черно поле f8 · черен цар на бяло поле g8 · бял топ на черно поле e7 · черен кон на бяло поле a6 · бяла дама на черно поле h6 · черна пешка на черно поле a5 · черна дама на бяло поле f5 · черна пешка на бяло поле a4 · черен кон на бяло поле d3 · бяла пешка на черно поле g3 · бяла пешка на черно поле b2 · бял топ на бяло поле c2 · бяла пешка на черно поле f2 · бяла пешка на черно поле h2 · бял цар на черно поле g1 | черен топ на черно поле f8 · черен цар на бяло поле g8 · бял топ на черно поле e7 · черен кон на бяло поле a6 · бяла дама на черно поле h6 · черна пешка на черно поле a5 · черна дама на бяло поле f5 · черна пешка на бяло поле a4 · черен кон на бяло поле d3 · бяла пешка на черно поле g3 · бяла пешка на черно поле b2 · бял топ на бяло поле c2 · бяла пешка на черно поле f2 · бяла пешка на черно поле h2 · бял цар на черно поле g1 | черен топ на черно поле f8 · черен цар на бяло поле g8 · бял топ на черно поле e7 · черен кон на бяло поле a6 · бяла дама на черно поле h6 · черна пешка на черно поле a5 · черна дама на бяло поле f5 · черна пешка на бяло поле a4 · черен кон на бяло поле d3 · бяла пешка на черно поле g3 · бяла пешка на черно поле b2 · бял топ на бяло поле c2 · бяла пешка на черно поле f2 · бяла пешка на черно поле h2 · бял цар на черно поле g1 | черен топ на черно поле f8 · черен цар на бяло поле g8 · бял топ на черно поле e7 · черен кон на бяло поле a6 · бяла дама на черно поле h6 · черна пешка на черно поле a5 · черна дама на бяло поле f5 · черна пешка на бяло поле a4 · черен кон на бяло поле d3 · бяла пешка на черно поле g3 · бяла пешка на черно поле b2 · бял топ на бяло поле c2 · бяла пешка на черно поле f2 · бяла пешка на черно поле h2 · бял цар на черно поле g1 | черен топ на черно поле f8 · черен цар на бяло поле g8 · бял топ на черно поле e7 · черен кон на бяло поле a6 · бяла дама на черно поле h6 · черна пешка на черно поле a5 · черна дама на бяло поле f5 · черна пешка на бяло поле a4 · черен кон на бяло поле d3 · бяла пешка на черно поле g3 · бяла пешка на черно поле b2 · бял топ на бяло поле c2 · бяла пешка на черно поле f2 · бяла пешка на черно поле h2 · бял цар на черно поле g1 | черен топ на черно поле f8 · черен цар на бяло поле g8 · бял топ на черно поле e7 · черен кон на бяло поле a6 · бяла дама на черно поле h6 · черна пешка на черно поле a5 · черна дама на бяло поле f5 · черна пешка на бяло поле a4 · черен кон на бяло поле d3 · бяла пешка на черно поле g3 · бяла пешка на черно поле b2 · бял топ на бяло поле c2 · бяла пешка на черно поле f2 · бяла пешка на черно поле h2 · бял цар на черно поле g1 | черен топ на черно поле f8 · черен цар на бяло поле g8 · бял топ на черно поле e7 · черен кон на бяло поле a6 · бяла дама на черно поле h6 · черна пешка на черно поле a5 · черна дама на бяло поле f5 · черна пешка на бяло поле a4 · черен кон на бяло поле d3 · бяла пешка на черно поле g3 · бяла пешка на черно поле b2 · бял топ на бяло поле c2 · бяла пешка на черно поле f2 · бяла пешка на черно поле h2 · бял цар на черно поле g1 | черен топ на черно поле f8 · черен цар на бяло поле g8 · бял топ на черно поле e7 · черен кон на бяло поле a6 · бяла дама на черно поле h6 · черна пешка на черно поле a5 · черна дама на бяло поле f5 · черна пешка на бяло поле a4 · черен кон на бяло поле d3 · бяла пешка на черно поле g3 · бяла пешка на черно поле b2 · бял топ на бяло поле c2 · бяла пешка на черно поле f2 · бяла пешка на черно поле h2 · бял цар на черно поле g1 | 2 |
| 1 | черен топ на черно поле f8 · черен цар на бяло поле g8 · бял топ на черно поле e7 · черен кон на бяло поле a6 · бяла дама на черно поле h6 · черна пешка на черно поле a5 · черна дама на бяло поле f5 · черна пешка на бяло поле a4 · черен кон на бяло поле d3 · бяла пешка на черно поле g3 · бяла пешка на черно поле b2 · бял топ на бяло поле c2 · бяла пешка на черно поле f2 · бяла пешка на черно поле h2 · бял цар на черно поле g1 | черен топ на черно поле f8 · черен цар на бяло поле g8 · бял топ на черно поле e7 · черен кон на бяло поле a6 · бяла дама на черно поле h6 · черна пешка на черно поле a5 · черна дама на бяло поле f5 · черна пешка на бяло поле a4 · черен кон на бяло поле d3 · бяла пешка на черно поле g3 · бяла пешка на черно поле b2 · бял топ на бяло поле c2 · бяла пешка на черно поле f2 · бяла пешка на черно поле h2 · бял цар на черно поле g1 | черен топ на черно поле f8 · черен цар на бяло поле g8 · бял топ на черно поле e7 · черен кон на бяло поле a6 · бяла дама на черно поле h6 · черна пешка на черно поле a5 · черна дама на бяло поле f5 · черна пешка на бяло поле a4 · черен кон на бяло поле d3 · бяла пешка на черно поле g3 · бяла пешка на черно поле b2 · бял топ на бяло поле c2 · бяла пешка на черно поле f2 · бяла пешка на черно поле h2 · бял цар на черно поле g1 | черен топ на черно поле f8 · черен цар на бяло поле g8 · бял топ на черно поле e7 · черен кон на бяло поле a6 · бяла дама на черно поле h6 · черна пешка на черно поле a5 · черна дама на бяло поле f5 · черна пешка на бяло поле a4 · черен кон на бяло поле d3 · бяла пешка на черно поле g3 · бяла пешка на черно поле b2 · бял топ на бяло поле c2 · бяла пешка на черно поле f2 · бяла пешка на черно поле h2 · бял цар на черно поле g1 | черен топ на черно поле f8 · черен цар на бяло поле g8 · бял топ на черно поле e7 · черен кон на бяло поле a6 · бяла дама на черно поле h6 · черна пешка на черно поле a5 · черна дама на бяло поле f5 · черна пешка на бяло поле a4 · черен кон на бяло поле d3 · бяла пешка на черно поле g3 · бяла пешка на черно поле b2 · бял топ на бяло поле c2 · бяла пешка на черно поле f2 · бяла пешка на черно поле h2 · бял цар на черно поле g1 | черен топ на черно поле f8 · черен цар на бяло поле g8 · бял топ на черно поле e7 · черен кон на бяло поле a6 · бяла дама на черно поле h6 · черна пешка на черно поле a5 · черна дама на бяло поле f5 · черна пешка на бяло поле a4 · черен кон на бяло поле d3 · бяла пешка на черно поле g3 · бяла пешка на черно поле b2 · бял топ на бяло поле c2 · бяла пешка на черно поле f2 · бяла пешка на черно поле h2 · бял цар на черно поле g1 | черен топ на черно поле f8 · черен цар на бяло поле g8 · бял топ на черно поле e7 · черен кон на бяло поле a6 · бяла дама на черно поле h6 · черна пешка на черно поле a5 · черна дама на бяло поле f5 · черна пешка на бяло поле a4 · черен кон на бяло поле d3 · бяла пешка на черно поле g3 · бяла пешка на черно поле b2 · бял топ на бяло поле c2 · бяла пешка на черно поле f2 · бяла пешка на черно поле h2 · бял цар на черно поле g1 | черен топ на черно поле f8 · черен цар на бяло поле g8 · бял топ на черно поле e7 · черен кон на бяло поле a6 · бяла дама на черно поле h6 · черна пешка на черно поле a5 · черна дама на бяло поле f5 · черна пешка на бяло поле a4 · черен кон на бяло поле d3 · бяла пешка на черно поле g3 · бяла пешка на черно поле b2 · бял топ на бяло поле c2 · бяла пешка на черно поле f2 · бяла пешка на черно поле h2 · бял цар на черно поле g1 | 1 |
|   | a | b | c | d | e | f | g | h |   |

Каталонско начало, E04
1.d4 Nf6 2.c4 e6 3.Nf3 d5 4.g3 dxc4 5.Bg2 Bb4+ 6.Bd2 a5 7.Qc2 Bxd2+ 8.Qxd2 c6 9.a4 b5 10.Na3 Bd7 11.Ne5 Nd5 12.e4 Nb4 13.O-O O-O 14.Rfd1 Be8 15.d5 Qd6 16.Ng4 Qc5 17.Ne3 N8a6 18.dxc6 bxa4 19.Naxc4 Bxc6 20.Rac1 h6?! 21.Nd6 Qa7 22.Ng4 Rad8? 23.Nxh6+! gxh6 24.Qxh6 f6 25.e5! Bxg2 26.exf6! Rxd6 27.Rxd6 Be4 28.Rxe6 Nd3 29.Rc2 Qh7 30.f7+ Qxf7 31.Rxe4 Qf5 32.Re7 1-0

### Партия 5: Топалов – Ананд (½—½)
|   | a | b | c | d | e | f | g | h |   |
| 8 | черна пешка на бяло поле b7 · черен топ на бяло поле d7 · черна пешка на бяло поле e6 · черен цар на черно поле f6 · черна пешка на черно поле a5 · черен кон на бяло поле f5 · черна пешка на бяло поле h5 · бяла пешка на бяло поле a4 · бяла пешка на черно поле f4 · черна пешка на бяло поле g4 · бяла пешка на черно поле h4 · бял топ на черно поле c3 · бяла пешка на черно поле g3 · бяла пешка на черно поле b2 · бял офицер на бяло поле d1 · бял цар на черно поле e1 | черна пешка на бяло поле b7 · черен топ на бяло поле d7 · черна пешка на бяло поле e6 · черен цар на черно поле f6 · черна пешка на черно поле a5 · черен кон на бяло поле f5 · черна пешка на бяло поле h5 · бяла пешка на бяло поле a4 · бяла пешка на черно поле f4 · черна пешка на бяло поле g4 · бяла пешка на черно поле h4 · бял топ на черно поле c3 · бяла пешка на черно поле g3 · бяла пешка на черно поле b2 · бял офицер на бяло поле d1 · бял цар на черно поле e1 | черна пешка на бяло поле b7 · черен топ на бяло поле d7 · черна пешка на бяло поле e6 · черен цар на черно поле f6 · черна пешка на черно поле a5 · черен кон на бяло поле f5 · черна пешка на бяло поле h5 · бяла пешка на бяло поле a4 · бяла пешка на черно поле f4 · черна пешка на бяло поле g4 · бяла пешка на черно поле h4 · бял топ на черно поле c3 · бяла пешка на черно поле g3 · бяла пешка на черно поле b2 · бял офицер на бяло поле d1 · бял цар на черно поле e1 | черна пешка на бяло поле b7 · черен топ на бяло поле d7 · черна пешка на бяло поле e6 · черен цар на черно поле f6 · черна пешка на черно поле a5 · черен кон на бяло поле f5 · черна пешка на бяло поле h5 · бяла пешка на бяло поле a4 · бяла пешка на черно поле f4 · черна пешка на бяло поле g4 · бяла пешка на черно поле h4 · бял топ на черно поле c3 · бяла пешка на черно поле g3 · бяла пешка на черно поле b2 · бял офицер на бяло поле d1 · бял цар на черно поле e1 | черна пешка на бяло поле b7 · черен топ на бяло поле d7 · черна пешка на бяло поле e6 · черен цар на черно поле f6 · черна пешка на черно поле a5 · черен кон на бяло поле f5 · черна пешка на бяло поле h5 · бяла пешка на бяло поле a4 · бяла пешка на черно поле f4 · черна пешка на бяло поле g4 · бяла пешка на черно поле h4 · бял топ на черно поле c3 · бяла пешка на черно поле g3 · бяла пешка на черно поле b2 · бял офицер на бяло поле d1 · бял цар на черно поле e1 | черна пешка на бяло поле b7 · черен топ на бяло поле d7 · черна пешка на бяло поле e6 · черен цар на черно поле f6 · черна пешка на черно поле a5 · черен кон на бяло поле f5 · черна пешка на бяло поле h5 · бяла пешка на бяло поле a4 · бяла пешка на черно поле f4 · черна пешка на бяло поле g4 · бяла пешка на черно поле h4 · бял топ на черно поле c3 · бяла пешка на черно поле g3 · бяла пешка на черно поле b2 · бял офицер на бяло поле d1 · бял цар на черно поле e1 | черна пешка на бяло поле b7 · черен топ на бяло поле d7 · черна пешка на бяло поле e6 · черен цар на черно поле f6 · черна пешка на черно поле a5 · черен кон на бяло поле f5 · черна пешка на бяло поле h5 · бяла пешка на бяло поле a4 · бяла пешка на черно поле f4 · черна пешка на бяло поле g4 · бяла пешка на черно поле h4 · бял топ на черно поле c3 · бяла пешка на черно поле g3 · бяла пешка на черно поле b2 · бял офицер на бяло поле d1 · бял цар на черно поле e1 | черна пешка на бяло поле b7 · черен топ на бяло поле d7 · черна пешка на бяло поле e6 · черен цар на черно поле f6 · черна пешка на черно поле a5 · черен кон на бяло поле f5 · черна пешка на бяло поле h5 · бяла пешка на бяло поле a4 · бяла пешка на черно поле f4 · черна пешка на бяло поле g4 · бяла пешка на черно поле h4 · бял топ на черно поле c3 · бяла пешка на черно поле g3 · бяла пешка на черно поле b2 · бял офицер на бяло поле d1 · бял цар на черно поле e1 | 8 |
| 7 | черна пешка на бяло поле b7 · черен топ на бяло поле d7 · черна пешка на бяло поле e6 · черен цар на черно поле f6 · черна пешка на черно поле a5 · черен кон на бяло поле f5 · черна пешка на бяло поле h5 · бяла пешка на бяло поле a4 · бяла пешка на черно поле f4 · черна пешка на бяло поле g4 · бяла пешка на черно поле h4 · бял топ на черно поле c3 · бяла пешка на черно поле g3 · бяла пешка на черно поле b2 · бял офицер на бяло поле d1 · бял цар на черно поле e1 | черна пешка на бяло поле b7 · черен топ на бяло поле d7 · черна пешка на бяло поле e6 · черен цар на черно поле f6 · черна пешка на черно поле a5 · черен кон на бяло поле f5 · черна пешка на бяло поле h5 · бяла пешка на бяло поле a4 · бяла пешка на черно поле f4 · черна пешка на бяло поле g4 · бяла пешка на черно поле h4 · бял топ на черно поле c3 · бяла пешка на черно поле g3 · бяла пешка на черно поле b2 · бял офицер на бяло поле d1 · бял цар на черно поле e1 | черна пешка на бяло поле b7 · черен топ на бяло поле d7 · черна пешка на бяло поле e6 · черен цар на черно поле f6 · черна пешка на черно поле a5 · черен кон на бяло поле f5 · черна пешка на бяло поле h5 · бяла пешка на бяло поле a4 · бяла пешка на черно поле f4 · черна пешка на бяло поле g4 · бяла пешка на черно поле h4 · бял топ на черно поле c3 · бяла пешка на черно поле g3 · бяла пешка на черно поле b2 · бял офицер на бяло поле d1 · бял цар на черно поле e1 | черна пешка на бяло поле b7 · черен топ на бяло поле d7 · черна пешка на бяло поле e6 · черен цар на черно поле f6 · черна пешка на черно поле a5 · черен кон на бяло поле f5 · черна пешка на бяло поле h5 · бяла пешка на бяло поле a4 · бяла пешка на черно поле f4 · черна пешка на бяло поле g4 · бяла пешка на черно поле h4 · бял топ на черно поле c3 · бяла пешка на черно поле g3 · бяла пешка на черно поле b2 · бял офицер на бяло поле d1 · бял цар на черно поле e1 | черна пешка на бяло поле b7 · черен топ на бяло поле d7 · черна пешка на бяло поле e6 · черен цар на черно поле f6 · черна пешка на черно поле a5 · черен кон на бяло поле f5 · черна пешка на бяло поле h5 · бяла пешка на бяло поле a4 · бяла пешка на черно поле f4 · черна пешка на бяло поле g4 · бяла пешка на черно поле h4 · бял топ на черно поле c3 · бяла пешка на черно поле g3 · бяла пешка на черно поле b2 · бял офицер на бяло поле d1 · бял цар на черно поле e1 | черна пешка на бяло поле b7 · черен топ на бяло поле d7 · черна пешка на бяло поле e6 · черен цар на черно поле f6 · черна пешка на черно поле a5 · черен кон на бяло поле f5 · черна пешка на бяло поле h5 · бяла пешка на бяло поле a4 · бяла пешка на черно поле f4 · черна пешка на бяло поле g4 · бяла пешка на черно поле h4 · бял топ на черно поле c3 · бяла пешка на черно поле g3 · бяла пешка на черно поле b2 · бял офицер на бяло поле d1 · бял цар на черно поле e1 | черна пешка на бяло поле b7 · черен топ на бяло поле d7 · черна пешка на бяло поле e6 · черен цар на черно поле f6 · черна пешка на черно поле a5 · черен кон на бяло поле f5 · черна пешка на бяло поле h5 · бяла пешка на бяло поле a4 · бяла пешка на черно поле f4 · черна пешка на бяло поле g4 · бяла пешка на черно поле h4 · бял топ на черно поле c3 · бяла пешка на черно поле g3 · бяла пешка на черно поле b2 · бял офицер на бяло поле d1 · бял цар на черно поле e1 | черна пешка на бяло поле b7 · черен топ на бяло поле d7 · черна пешка на бяло поле e6 · черен цар на черно поле f6 · черна пешка на черно поле a5 · черен кон на бяло поле f5 · черна пешка на бяло поле h5 · бяла пешка на бяло поле a4 · бяла пешка на черно поле f4 · черна пешка на бяло поле g4 · бяла пешка на черно поле h4 · бял топ на черно поле c3 · бяла пешка на черно поле g3 · бяла пешка на черно поле b2 · бял офицер на бяло поле d1 · бял цар на черно поле e1 | 7 |
| 6 | черна пешка на бяло поле b7 · черен топ на бяло поле d7 · черна пешка на бяло поле e6 · черен цар на черно поле f6 · черна пешка на черно поле a5 · черен кон на бяло поле f5 · черна пешка на бяло поле h5 · бяла пешка на бяло поле a4 · бяла пешка на черно поле f4 · черна пешка на бяло поле g4 · бяла пешка на черно поле h4 · бял топ на черно поле c3 · бяла пешка на черно поле g3 · бяла пешка на черно поле b2 · бял офицер на бяло поле d1 · бял цар на черно поле e1 | черна пешка на бяло поле b7 · черен топ на бяло поле d7 · черна пешка на бяло поле e6 · черен цар на черно поле f6 · черна пешка на черно поле a5 · черен кон на бяло поле f5 · черна пешка на бяло поле h5 · бяла пешка на бяло поле a4 · бяла пешка на черно поле f4 · черна пешка на бяло поле g4 · бяла пешка на черно поле h4 · бял топ на черно поле c3 · бяла пешка на черно поле g3 · бяла пешка на черно поле b2 · бял офицер на бяло поле d1 · бял цар на черно поле e1 | черна пешка на бяло поле b7 · черен топ на бяло поле d7 · черна пешка на бяло поле e6 · черен цар на черно поле f6 · черна пешка на черно поле a5 · черен кон на бяло поле f5 · черна пешка на бяло поле h5 · бяла пешка на бяло поле a4 · бяла пешка на черно поле f4 · черна пешка на бяло поле g4 · бяла пешка на черно поле h4 · бял топ на черно поле c3 · бяла пешка на черно поле g3 · бяла пешка на черно поле b2 · бял офицер на бяло поле d1 · бял цар на черно поле e1 | черна пешка на бяло поле b7 · черен топ на бяло поле d7 · черна пешка на бяло поле e6 · черен цар на черно поле f6 · черна пешка на черно поле a5 · черен кон на бяло поле f5 · черна пешка на бяло поле h5 · бяла пешка на бяло поле a4 · бяла пешка на черно поле f4 · черна пешка на бяло поле g4 · бяла пешка на черно поле h4 · бял топ на черно поле c3 · бяла пешка на черно поле g3 · бяла пешка на черно поле b2 · бял офицер на бяло поле d1 · бял цар на черно поле e1 | черна пешка на бяло поле b7 · черен топ на бяло поле d7 · черна пешка на бяло поле e6 · черен цар на черно поле f6 · черна пешка на черно поле a5 · черен кон на бяло поле f5 · черна пешка на бяло поле h5 · бяла пешка на бяло поле a4 · бяла пешка на черно поле f4 · черна пешка на бяло поле g4 · бяла пешка на черно поле h4 · бял топ на черно поле c3 · бяла пешка на черно поле g3 · бяла пешка на черно поле b2 · бял офицер на бяло поле d1 · бял цар на черно поле e1 | черна пешка на бяло поле b7 · черен топ на бяло поле d7 · черна пешка на бяло поле e6 · черен цар на черно поле f6 · черна пешка на черно поле a5 · черен кон на бяло поле f5 · черна пешка на бяло поле h5 · бяла пешка на бяло поле a4 · бяла пешка на черно поле f4 · черна пешка на бяло поле g4 · бяла пешка на черно поле h4 · бял топ на черно поле c3 · бяла пешка на черно поле g3 · бяла пешка на черно поле b2 · бял офицер на бяло поле d1 · бял цар на черно поле e1 | черна пешка на бяло поле b7 · черен топ на бяло поле d7 · черна пешка на бяло поле e6 · черен цар на черно поле f6 · черна пешка на черно поле a5 · черен кон на бяло поле f5 · черна пешка на бяло поле h5 · бяла пешка на бяло поле a4 · бяла пешка на черно поле f4 · черна пешка на бяло поле g4 · бяла пешка на черно поле h4 · бял топ на черно поле c3 · бяла пешка на черно поле g3 · бяла пешка на черно поле b2 · бял офицер на бяло поле d1 · бял цар на черно поле e1 | черна пешка на бяло поле b7 · черен топ на бяло поле d7 · черна пешка на бяло поле e6 · черен цар на черно поле f6 · черна пешка на черно поле a5 · черен кон на бяло поле f5 · черна пешка на бяло поле h5 · бяла пешка на бяло поле a4 · бяла пешка на черно поле f4 · черна пешка на бяло поле g4 · бяла пешка на черно поле h4 · бял топ на черно поле c3 · бяла пешка на черно поле g3 · бяла пешка на черно поле b2 · бял офицер на бяло поле d1 · бял цар на черно поле e1 | 6 |
| 5 | черна пешка на бяло поле b7 · черен топ на бяло поле d7 · черна пешка на бяло поле e6 · черен цар на черно поле f6 · черна пешка на черно поле a5 · черен кон на бяло поле f5 · черна пешка на бяло поле h5 · бяла пешка на бяло поле a4 · бяла пешка на черно поле f4 · черна пешка на бяло поле g4 · бяла пешка на черно поле h4 · бял топ на черно поле c3 · бяла пешка на черно поле g3 · бяла пешка на черно поле b2 · бял офицер на бяло поле d1 · бял цар на черно поле e1 | черна пешка на бяло поле b7 · черен топ на бяло поле d7 · черна пешка на бяло поле e6 · черен цар на черно поле f6 · черна пешка на черно поле a5 · черен кон на бяло поле f5 · черна пешка на бяло поле h5 · бяла пешка на бяло поле a4 · бяла пешка на черно поле f4 · черна пешка на бяло поле g4 · бяла пешка на черно поле h4 · бял топ на черно поле c3 · бяла пешка на черно поле g3 · бяла пешка на черно поле b2 · бял офицер на бяло поле d1 · бял цар на черно поле e1 | черна пешка на бяло поле b7 · черен топ на бяло поле d7 · черна пешка на бяло поле e6 · черен цар на черно поле f6 · черна пешка на черно поле a5 · черен кон на бяло поле f5 · черна пешка на бяло поле h5 · бяла пешка на бяло поле a4 · бяла пешка на черно поле f4 · черна пешка на бяло поле g4 · бяла пешка на черно поле h4 · бял топ на черно поле c3 · бяла пешка на черно поле g3 · бяла пешка на черно поле b2 · бял офицер на бяло поле d1 · бял цар на черно поле e1 | черна пешка на бяло поле b7 · черен топ на бяло поле d7 · черна пешка на бяло поле e6 · черен цар на черно поле f6 · черна пешка на черно поле a5 · черен кон на бяло поле f5 · черна пешка на бяло поле h5 · бяла пешка на бяло поле a4 · бяла пешка на черно поле f4 · черна пешка на бяло поле g4 · бяла пешка на черно поле h4 · бял топ на черно поле c3 · бяла пешка на черно поле g3 · бяла пешка на черно поле b2 · бял офицер на бяло поле d1 · бял цар на черно поле e1 | черна пешка на бяло поле b7 · черен топ на бяло поле d7 · черна пешка на бяло поле e6 · черен цар на черно поле f6 · черна пешка на черно поле a5 · черен кон на бяло поле f5 · черна пешка на бяло поле h5 · бяла пешка на бяло поле a4 · бяла пешка на черно поле f4 · черна пешка на бяло поле g4 · бяла пешка на черно поле h4 · бял топ на черно поле c3 · бяла пешка на черно поле g3 · бяла пешка на черно поле b2 · бял офицер на бяло поле d1 · бял цар на черно поле e1 | черна пешка на бяло поле b7 · черен топ на бяло поле d7 · черна пешка на бяло поле e6 · черен цар на черно поле f6 · черна пешка на черно поле a5 · черен кон на бяло поле f5 · черна пешка на бяло поле h5 · бяла пешка на бяло поле a4 · бяла пешка на черно поле f4 · черна пешка на бяло поле g4 · бяла пешка на черно поле h4 · бял топ на черно поле c3 · бяла пешка на черно поле g3 · бяла пешка на черно поле b2 · бял офицер на бяло поле d1 · бял цар на черно поле e1 | черна пешка на бяло поле b7 · черен топ на бяло поле d7 · черна пешка на бяло поле e6 · черен цар на черно поле f6 · черна пешка на черно поле a5 · черен кон на бяло поле f5 · черна пешка на бяло поле h5 · бяла пешка на бяло поле a4 · бяла пешка на черно поле f4 · черна пешка на бяло поле g4 · бяла пешка на черно поле h4 · бял топ на черно поле c3 · бяла пешка на черно поле g3 · бяла пешка на черно поле b2 · бял офицер на бяло поле d1 · бял цар на черно поле e1 | черна пешка на бяло поле b7 · черен топ на бяло поле d7 · черна пешка на бяло поле e6 · черен цар на черно поле f6 · черна пешка на черно поле a5 · черен кон на бяло поле f5 · черна пешка на бяло поле h5 · бяла пешка на бяло поле a4 · бяла пешка на черно поле f4 · черна пешка на бяло поле g4 · бяла пешка на черно поле h4 · бял топ на черно поле c3 · бяла пешка на черно поле g3 · бяла пешка на черно поле b2 · бял офицер на бяло поле d1 · бял цар на черно поле e1 | 5 |
| 4 | черна пешка на бяло поле b7 · черен топ на бяло поле d7 · черна пешка на бяло поле e6 · черен цар на черно поле f6 · черна пешка на черно поле a5 · черен кон на бяло поле f5 · черна пешка на бяло поле h5 · бяла пешка на бяло поле a4 · бяла пешка на черно поле f4 · черна пешка на бяло поле g4 · бяла пешка на черно поле h4 · бял топ на черно поле c3 · бяла пешка на черно поле g3 · бяла пешка на черно поле b2 · бял офицер на бяло поле d1 · бял цар на черно поле e1 | черна пешка на бяло поле b7 · черен топ на бяло поле d7 · черна пешка на бяло поле e6 · черен цар на черно поле f6 · черна пешка на черно поле a5 · черен кон на бяло поле f5 · черна пешка на бяло поле h5 · бяла пешка на бяло поле a4 · бяла пешка на черно поле f4 · черна пешка на бяло поле g4 · бяла пешка на черно поле h4 · бял топ на черно поле c3 · бяла пешка на черно поле g3 · бяла пешка на черно поле b2 · бял офицер на бяло поле d1 · бял цар на черно поле e1 | черна пешка на бяло поле b7 · черен топ на бяло поле d7 · черна пешка на бяло поле e6 · черен цар на черно поле f6 · черна пешка на черно поле a5 · черен кон на бяло поле f5 · черна пешка на бяло поле h5 · бяла пешка на бяло поле a4 · бяла пешка на черно поле f4 · черна пешка на бяло поле g4 · бяла пешка на черно поле h4 · бял топ на черно поле c3 · бяла пешка на черно поле g3 · бяла пешка на черно поле b2 · бял офицер на бяло поле d1 · бял цар на черно поле e1 | черна пешка на бяло поле b7 · черен топ на бяло поле d7 · черна пешка на бяло поле e6 · черен цар на черно поле f6 · черна пешка на черно поле a5 · черен кон на бяло поле f5 · черна пешка на бяло поле h5 · бяла пешка на бяло поле a4 · бяла пешка на черно поле f4 · черна пешка на бяло поле g4 · бяла пешка на черно поле h4 · бял топ на черно поле c3 · бяла пешка на черно поле g3 · бяла пешка на черно поле b2 · бял офицер на бяло поле d1 · бял цар на черно поле e1 | черна пешка на бяло поле b7 · черен топ на бяло поле d7 · черна пешка на бяло поле e6 · черен цар на черно поле f6 · черна пешка на черно поле a5 · черен кон на бяло поле f5 · черна пешка на бяло поле h5 · бяла пешка на бяло поле a4 · бяла пешка на черно поле f4 · черна пешка на бяло поле g4 · бяла пешка на черно поле h4 · бял топ на черно поле c3 · бяла пешка на черно поле g3 · бяла пешка на черно поле b2 · бял офицер на бяло поле d1 · бял цар на черно поле e1 | черна пешка на бяло поле b7 · черен топ на бяло поле d7 · черна пешка на бяло поле e6 · черен цар на черно поле f6 · черна пешка на черно поле a5 · черен кон на бяло поле f5 · черна пешка на бяло поле h5 · бяла пешка на бяло поле a4 · бяла пешка на черно поле f4 · черна пешка на бяло поле g4 · бяла пешка на черно поле h4 · бял топ на черно поле c3 · бяла пешка на черно поле g3 · бяла пешка на черно поле b2 · бял офицер на бяло поле d1 · бял цар на черно поле e1 | черна пешка на бяло поле b7 · черен топ на бяло поле d7 · черна пешка на бяло поле e6 · черен цар на черно поле f6 · черна пешка на черно поле a5 · черен кон на бяло поле f5 · черна пешка на бяло поле h5 · бяла пешка на бяло поле a4 · бяла пешка на черно поле f4 · черна пешка на бяло поле g4 · бяла пешка на черно поле h4 · бял топ на черно поле c3 · бяла пешка на черно поле g3 · бяла пешка на черно поле b2 · бял офицер на бяло поле d1 · бял цар на черно поле e1 | черна пешка на бяло поле b7 · черен топ на бяло поле d7 · черна пешка на бяло поле e6 · черен цар на черно поле f6 · черна пешка на черно поле a5 · черен кон на бяло поле f5 · черна пешка на бяло поле h5 · бяла пешка на бяло поле a4 · бяла пешка на черно поле f4 · черна пешка на бяло поле g4 · бяла пешка на черно поле h4 · бял топ на черно поле c3 · бяла пешка на черно поле g3 · бяла пешка на черно поле b2 · бял офицер на бяло поле d1 · бял цар на черно поле e1 | 4 |
| 3 | черна пешка на бяло поле b7 · черен топ на бяло поле d7 · черна пешка на бяло поле e6 · черен цар на черно поле f6 · черна пешка на черно поле a5 · черен кон на бяло поле f5 · черна пешка на бяло поле h5 · бяла пешка на бяло поле a4 · бяла пешка на черно поле f4 · черна пешка на бяло поле g4 · бяла пешка на черно поле h4 · бял топ на черно поле c3 · бяла пешка на черно поле g3 · бяла пешка на черно поле b2 · бял офицер на бяло поле d1 · бял цар на черно поле e1 | черна пешка на бяло поле b7 · черен топ на бяло поле d7 · черна пешка на бяло поле e6 · черен цар на черно поле f6 · черна пешка на черно поле a5 · черен кон на бяло поле f5 · черна пешка на бяло поле h5 · бяла пешка на бяло поле a4 · бяла пешка на черно поле f4 · черна пешка на бяло поле g4 · бяла пешка на черно поле h4 · бял топ на черно поле c3 · бяла пешка на черно поле g3 · бяла пешка на черно поле b2 · бял офицер на бяло поле d1 · бял цар на черно поле e1 | черна пешка на бяло поле b7 · черен топ на бяло поле d7 · черна пешка на бяло поле e6 · черен цар на черно поле f6 · черна пешка на черно поле a5 · черен кон на бяло поле f5 · черна пешка на бяло поле h5 · бяла пешка на бяло поле a4 · бяла пешка на черно поле f4 · черна пешка на бяло поле g4 · бяла пешка на черно поле h4 · бял топ на черно поле c3 · бяла пешка на черно поле g3 · бяла пешка на черно поле b2 · бял офицер на бяло поле d1 · бял цар на черно поле e1 | черна пешка на бяло поле b7 · черен топ на бяло поле d7 · черна пешка на бяло поле e6 · черен цар на черно поле f6 · черна пешка на черно поле a5 · черен кон на бяло поле f5 · черна пешка на бяло поле h5 · бяла пешка на бяло поле a4 · бяла пешка на черно поле f4 · черна пешка на бяло поле g4 · бяла пешка на черно поле h4 · бял топ на черно поле c3 · бяла пешка на черно поле g3 · бяла пешка на черно поле b2 · бял офицер на бяло поле d1 · бял цар на черно поле e1 | черна пешка на бяло поле b7 · черен топ на бяло поле d7 · черна пешка на бяло поле e6 · черен цар на черно поле f6 · черна пешка на черно поле a5 · черен кон на бяло поле f5 · черна пешка на бяло поле h5 · бяла пешка на бяло поле a4 · бяла пешка на черно поле f4 · черна пешка на бяло поле g4 · бяла пешка на черно поле h4 · бял топ на черно поле c3 · бяла пешка на черно поле g3 · бяла пешка на черно поле b2 · бял офицер на бяло поле d1 · бял цар на черно поле e1 | черна пешка на бяло поле b7 · черен топ на бяло поле d7 · черна пешка на бяло поле e6 · черен цар на черно поле f6 · черна пешка на черно поле a5 · черен кон на бяло поле f5 · черна пешка на бяло поле h5 · бяла пешка на бяло поле a4 · бяла пешка на черно поле f4 · черна пешка на бяло поле g4 · бяла пешка на черно поле h4 · бял топ на черно поле c3 · бяла пешка на черно поле g3 · бяла пешка на черно поле b2 · бял офицер на бяло поле d1 · бял цар на черно поле e1 | черна пешка на бяло поле b7 · черен топ на бяло поле d7 · черна пешка на бяло поле e6 · черен цар на черно поле f6 · черна пешка на черно поле a5 · черен кон на бяло поле f5 · черна пешка на бяло поле h5 · бяла пешка на бяло поле a4 · бяла пешка на черно поле f4 · черна пешка на бяло поле g4 · бяла пешка на черно поле h4 · бял топ на черно поле c3 · бяла пешка на черно поле g3 · бяла пешка на черно поле b2 · бял офицер на бяло поле d1 · бял цар на черно поле e1 | черна пешка на бяло поле b7 · черен топ на бяло поле d7 · черна пешка на бяло поле e6 · черен цар на черно поле f6 · черна пешка на черно поле a5 · черен кон на бяло поле f5 · черна пешка на бяло поле h5 · бяла пешка на бяло поле a4 · бяла пешка на черно поле f4 · черна пешка на бяло поле g4 · бяла пешка на черно поле h4 · бял топ на черно поле c3 · бяла пешка на черно поле g3 · бяла пешка на черно поле b2 · бял офицер на бяло поле d1 · бял цар на черно поле e1 | 3 |
| 2 | черна пешка на бяло поле b7 · черен топ на бяло поле d7 · черна пешка на бяло поле e6 · черен цар на черно поле f6 · черна пешка на черно поле a5 · черен кон на бяло поле f5 · черна пешка на бяло поле h5 · бяла пешка на бяло поле a4 · бяла пешка на черно поле f4 · черна пешка на бяло поле g4 · бяла пешка на черно поле h4 · бял топ на черно поле c3 · бяла пешка на черно поле g3 · бяла пешка на черно поле b2 · бял офицер на бяло поле d1 · бял цар на черно поле e1 | черна пешка на бяло поле b7 · черен топ на бяло поле d7 · черна пешка на бяло поле e6 · черен цар на черно поле f6 · черна пешка на черно поле a5 · черен кон на бяло поле f5 · черна пешка на бяло поле h5 · бяла пешка на бяло поле a4 · бяла пешка на черно поле f4 · черна пешка на бяло поле g4 · бяла пешка на черно поле h4 · бял топ на черно поле c3 · бяла пешка на черно поле g3 · бяла пешка на черно поле b2 · бял офицер на бяло поле d1 · бял цар на черно поле e1 | черна пешка на бяло поле b7 · черен топ на бяло поле d7 · черна пешка на бяло поле e6 · черен цар на черно поле f6 · черна пешка на черно поле a5 · черен кон на бяло поле f5 · черна пешка на бяло поле h5 · бяла пешка на бяло поле a4 · бяла пешка на черно поле f4 · черна пешка на бяло поле g4 · бяла пешка на черно поле h4 · бял топ на черно поле c3 · бяла пешка на черно поле g3 · бяла пешка на черно поле b2 · бял офицер на бяло поле d1 · бял цар на черно поле e1 | черна пешка на бяло поле b7 · черен топ на бяло поле d7 · черна пешка на бяло поле e6 · черен цар на черно поле f6 · черна пешка на черно поле a5 · черен кон на бяло поле f5 · черна пешка на бяло поле h5 · бяла пешка на бяло поле a4 · бяла пешка на черно поле f4 · черна пешка на бяло поле g4 · бяла пешка на черно поле h4 · бял топ на черно поле c3 · бяла пешка на черно поле g3 · бяла пешка на черно поле b2 · бял офицер на бяло поле d1 · бял цар на черно поле e1 | черна пешка на бяло поле b7 · черен топ на бяло поле d7 · черна пешка на бяло поле e6 · черен цар на черно поле f6 · черна пешка на черно поле a5 · черен кон на бяло поле f5 · черна пешка на бяло поле h5 · бяла пешка на бяло поле a4 · бяла пешка на черно поле f4 · черна пешка на бяло поле g4 · бяла пешка на черно поле h4 · бял топ на черно поле c3 · бяла пешка на черно поле g3 · бяла пешка на черно поле b2 · бял офицер на бяло поле d1 · бял цар на черно поле e1 | черна пешка на бяло поле b7 · черен топ на бяло поле d7 · черна пешка на бяло поле e6 · черен цар на черно поле f6 · черна пешка на черно поле a5 · черен кон на бяло поле f5 · черна пешка на бяло поле h5 · бяла пешка на бяло поле a4 · бяла пешка на черно поле f4 · черна пешка на бяло поле g4 · бяла пешка на черно поле h4 · бял топ на черно поле c3 · бяла пешка на черно поле g3 · бяла пешка на черно поле b2 · бял офицер на бяло поле d1 · бял цар на черно поле e1 | черна пешка на бяло поле b7 · черен топ на бяло поле d7 · черна пешка на бяло поле e6 · черен цар на черно поле f6 · черна пешка на черно поле a5 · черен кон на бяло поле f5 · черна пешка на бяло поле h5 · бяла пешка на бяло поле a4 · бяла пешка на черно поле f4 · черна пешка на бяло поле g4 · бяла пешка на черно поле h4 · бял топ на черно поле c3 · бяла пешка на черно поле g3 · бяла пешка на черно поле b2 · бял офицер на бяло поле d1 · бял цар на черно поле e1 | черна пешка на бяло поле b7 · черен топ на бяло поле d7 · черна пешка на бяло поле e6 · черен цар на черно поле f6 · черна пешка на черно поле a5 · черен кон на бяло поле f5 · черна пешка на бяло поле h5 · бяла пешка на бяло поле a4 · бяла пешка на черно поле f4 · черна пешка на бяло поле g4 · бяла пешка на черно поле h4 · бял топ на черно поле c3 · бяла пешка на черно поле g3 · бяла пешка на черно поле b2 · бял офицер на бяло поле d1 · бял цар на черно поле e1 | 2 |
| 1 | черна пешка на бяло поле b7 · черен топ на бяло поле d7 · черна пешка на бяло поле e6 · черен цар на черно поле f6 · черна пешка на черно поле a5 · черен кон на бяло поле f5 · черна пешка на бяло поле h5 · бяла пешка на бяло поле a4 · бяла пешка на черно поле f4 · черна пешка на бяло поле g4 · бяла пешка на черно поле h4 · бял топ на черно поле c3 · бяла пешка на черно поле g3 · бяла пешка на черно поле b2 · бял офицер на бяло поле d1 · бял цар на черно поле e1 | черна пешка на бяло поле b7 · черен топ на бяло поле d7 · черна пешка на бяло поле e6 · черен цар на черно поле f6 · черна пешка на черно поле a5 · черен кон на бяло поле f5 · черна пешка на бяло поле h5 · бяла пешка на бяло поле a4 · бяла пешка на черно поле f4 · черна пешка на бяло поле g4 · бяла пешка на черно поле h4 · бял топ на черно поле c3 · бяла пешка на черно поле g3 · бяла пешка на черно поле b2 · бял офицер на бяло поле d1 · бял цар на черно поле e1 | черна пешка на бяло поле b7 · черен топ на бяло поле d7 · черна пешка на бяло поле e6 · черен цар на черно поле f6 · черна пешка на черно поле a5 · черен кон на бяло поле f5 · черна пешка на бяло поле h5 · бяла пешка на бяло поле a4 · бяла пешка на черно поле f4 · черна пешка на бяло поле g4 · бяла пешка на черно поле h4 · бял топ на черно поле c3 · бяла пешка на черно поле g3 · бяла пешка на черно поле b2 · бял офицер на бяло поле d1 · бял цар на черно поле e1 | черна пешка на бяло поле b7 · черен топ на бяло поле d7 · черна пешка на бяло поле e6 · черен цар на черно поле f6 · черна пешка на черно поле a5 · черен кон на бяло поле f5 · черна пешка на бяло поле h5 · бяла пешка на бяло поле a4 · бяла пешка на черно поле f4 · черна пешка на бяло поле g4 · бяла пешка на черно поле h4 · бял топ на черно поле c3 · бяла пешка на черно поле g3 · бяла пешка на черно поле b2 · бял офицер на бяло поле d1 · бял цар на черно поле e1 | черна пешка на бяло поле b7 · черен топ на бяло поле d7 · черна пешка на бяло поле e6 · черен цар на черно поле f6 · черна пешка на черно поле a5 · черен кон на бяло поле f5 · черна пешка на бяло поле h5 · бяла пешка на бяло поле a4 · бяла пешка на черно поле f4 · черна пешка на бяло поле g4 · бяла пешка на черно поле h4 · бял топ на черно поле c3 · бяла пешка на черно поле g3 · бяла пешка на черно поле b2 · бял офицер на бяло поле d1 · бял цар на черно поле e1 | черна пешка на бяло поле b7 · черен топ на бяло поле d7 · черна пешка на бяло поле e6 · черен цар на черно поле f6 · черна пешка на черно поле a5 · черен кон на бяло поле f5 · черна пешка на бяло поле h5 · бяла пешка на бяло поле a4 · бяла пешка на черно поле f4 · черна пешка на бяло поле g4 · бяла пешка на черно поле h4 · бял топ на черно поле c3 · бяла пешка на черно поле g3 · бяла пешка на черно поле b2 · бял офицер на бяло поле d1 · бял цар на черно поле e1 | черна пешка на бяло поле b7 · черен топ на бяло поле d7 · черна пешка на бяло поле e6 · черен цар на черно поле f6 · черна пешка на черно поле a5 · черен кон на бяло поле f5 · черна пешка на бяло поле h5 · бяла пешка на бяло поле a4 · бяла пешка на черно поле f4 · черна пешка на бяло поле g4 · бяла пешка на черно поле h4 · бял топ на черно поле c3 · бяла пешка на черно поле g3 · бяла пешка на черно поле b2 · бял офицер на бяло поле d1 · бял цар на черно поле e1 | черна пешка на бяло поле b7 · черен топ на бяло поле d7 · черна пешка на бяло поле e6 · черен цар на черно поле f6 · черна пешка на черно поле a5 · черен кон на бяло поле f5 · черна пешка на бяло поле h5 · бяла пешка на бяло поле a4 · бяла пешка на черно поле f4 · черна пешка на бяло поле g4 · бяла пешка на черно поле h4 · бял топ на черно поле c3 · бяла пешка на черно поле g3 · бяла пешка на черно поле b2 · бял офицер на бяло поле d1 · бял цар на черно поле e1 | 1 |
|   | a | b | c | d | e | f | g | h |   |

Славянска защита, D17
1.d4 d5 2.c4 c6 3.Nf3 Nf6 4.Nc3 dxc4 5.a4 Bf5 6.Ne5 e6 7.f3 c5 8.e4 Bg6 9.Be3 cxd4 10.Qxd4 Qxd4 11.Bxd4 Nfd7 12.Nxd7 Nxd7 13.Bxc4 a6 14.Rc1 Rg8 15.h4 h5 16.Ne2 Bd6 17.Be3 Ne5 18.Nf4 Rc8 19.Bb3 Rxc1+ 20.Bxc1 Ke7 21.Ke2 Rc8 22.Bd2 f6 23.Nxg6+ Nxg6 24.g3 Ne5 25.f4 Nc6 26.Bc3 Bb4 27.Bxb4+ Nxb4 28.Rd1 Nc6 29.Rd2 g5 30.Kf2 g4 31.Rc2 Rd8 32.Ke3 Rd6 33.Rc5 Nb4 34.Rc7+ Kd8 35.Rc3 Ke7 36.e5 Rd7 37.exf6+ Kxf6 38.Ke2 Nc6 39.Ke1 Nd4 40.Bd1 a5 41.Rc5 Nf5 42.Rc3 Nd4 43.Rc5 Nf5 44.Rc3 ½–½
Реми с трикратно повторение на ходове.

### Партия 6: Ананд – Топалов (½—½)
|   | a | b | c | d | e | f | g | h |   |
| 8 | бял топ на черно поле d6 · черна пешка на черно поле f6 · черен цар на бяло поле g6 · черен офицер на бяло поле f5 · черна пешка на черно поле g5 · черна пешка на бяло поле h5 · бяла пешка на бяло поле f3 · бяла пешка на черно поле g3 · черен топ на бяло поле c2 · бял кон на черно поле d2 · бял цар на черно поле f2 · бяла пешка на черно поле h2 | бял топ на черно поле d6 · черна пешка на черно поле f6 · черен цар на бяло поле g6 · черен офицер на бяло поле f5 · черна пешка на черно поле g5 · черна пешка на бяло поле h5 · бяла пешка на бяло поле f3 · бяла пешка на черно поле g3 · черен топ на бяло поле c2 · бял кон на черно поле d2 · бял цар на черно поле f2 · бяла пешка на черно поле h2 | бял топ на черно поле d6 · черна пешка на черно поле f6 · черен цар на бяло поле g6 · черен офицер на бяло поле f5 · черна пешка на черно поле g5 · черна пешка на бяло поле h5 · бяла пешка на бяло поле f3 · бяла пешка на черно поле g3 · черен топ на бяло поле c2 · бял кон на черно поле d2 · бял цар на черно поле f2 · бяла пешка на черно поле h2 | бял топ на черно поле d6 · черна пешка на черно поле f6 · черен цар на бяло поле g6 · черен офицер на бяло поле f5 · черна пешка на черно поле g5 · черна пешка на бяло поле h5 · бяла пешка на бяло поле f3 · бяла пешка на черно поле g3 · черен топ на бяло поле c2 · бял кон на черно поле d2 · бял цар на черно поле f2 · бяла пешка на черно поле h2 | бял топ на черно поле d6 · черна пешка на черно поле f6 · черен цар на бяло поле g6 · черен офицер на бяло поле f5 · черна пешка на черно поле g5 · черна пешка на бяло поле h5 · бяла пешка на бяло поле f3 · бяла пешка на черно поле g3 · черен топ на бяло поле c2 · бял кон на черно поле d2 · бял цар на черно поле f2 · бяла пешка на черно поле h2 | бял топ на черно поле d6 · черна пешка на черно поле f6 · черен цар на бяло поле g6 · черен офицер на бяло поле f5 · черна пешка на черно поле g5 · черна пешка на бяло поле h5 · бяла пешка на бяло поле f3 · бяла пешка на черно поле g3 · черен топ на бяло поле c2 · бял кон на черно поле d2 · бял цар на черно поле f2 · бяла пешка на черно поле h2 | бял топ на черно поле d6 · черна пешка на черно поле f6 · черен цар на бяло поле g6 · черен офицер на бяло поле f5 · черна пешка на черно поле g5 · черна пешка на бяло поле h5 · бяла пешка на бяло поле f3 · бяла пешка на черно поле g3 · черен топ на бяло поле c2 · бял кон на черно поле d2 · бял цар на черно поле f2 · бяла пешка на черно поле h2 | бял топ на черно поле d6 · черна пешка на черно поле f6 · черен цар на бяло поле g6 · черен офицер на бяло поле f5 · черна пешка на черно поле g5 · черна пешка на бяло поле h5 · бяла пешка на бяло поле f3 · бяла пешка на черно поле g3 · черен топ на бяло поле c2 · бял кон на черно поле d2 · бял цар на черно поле f2 · бяла пешка на черно поле h2 | 8 |
| 7 | бял топ на черно поле d6 · черна пешка на черно поле f6 · черен цар на бяло поле g6 · черен офицер на бяло поле f5 · черна пешка на черно поле g5 · черна пешка на бяло поле h5 · бяла пешка на бяло поле f3 · бяла пешка на черно поле g3 · черен топ на бяло поле c2 · бял кон на черно поле d2 · бял цар на черно поле f2 · бяла пешка на черно поле h2 | бял топ на черно поле d6 · черна пешка на черно поле f6 · черен цар на бяло поле g6 · черен офицер на бяло поле f5 · черна пешка на черно поле g5 · черна пешка на бяло поле h5 · бяла пешка на бяло поле f3 · бяла пешка на черно поле g3 · черен топ на бяло поле c2 · бял кон на черно поле d2 · бял цар на черно поле f2 · бяла пешка на черно поле h2 | бял топ на черно поле d6 · черна пешка на черно поле f6 · черен цар на бяло поле g6 · черен офицер на бяло поле f5 · черна пешка на черно поле g5 · черна пешка на бяло поле h5 · бяла пешка на бяло поле f3 · бяла пешка на черно поле g3 · черен топ на бяло поле c2 · бял кон на черно поле d2 · бял цар на черно поле f2 · бяла пешка на черно поле h2 | бял топ на черно поле d6 · черна пешка на черно поле f6 · черен цар на бяло поле g6 · черен офицер на бяло поле f5 · черна пешка на черно поле g5 · черна пешка на бяло поле h5 · бяла пешка на бяло поле f3 · бяла пешка на черно поле g3 · черен топ на бяло поле c2 · бял кон на черно поле d2 · бял цар на черно поле f2 · бяла пешка на черно поле h2 | бял топ на черно поле d6 · черна пешка на черно поле f6 · черен цар на бяло поле g6 · черен офицер на бяло поле f5 · черна пешка на черно поле g5 · черна пешка на бяло поле h5 · бяла пешка на бяло поле f3 · бяла пешка на черно поле g3 · черен топ на бяло поле c2 · бял кон на черно поле d2 · бял цар на черно поле f2 · бяла пешка на черно поле h2 | бял топ на черно поле d6 · черна пешка на черно поле f6 · черен цар на бяло поле g6 · черен офицер на бяло поле f5 · черна пешка на черно поле g5 · черна пешка на бяло поле h5 · бяла пешка на бяло поле f3 · бяла пешка на черно поле g3 · черен топ на бяло поле c2 · бял кон на черно поле d2 · бял цар на черно поле f2 · бяла пешка на черно поле h2 | бял топ на черно поле d6 · черна пешка на черно поле f6 · черен цар на бяло поле g6 · черен офицер на бяло поле f5 · черна пешка на черно поле g5 · черна пешка на бяло поле h5 · бяла пешка на бяло поле f3 · бяла пешка на черно поле g3 · черен топ на бяло поле c2 · бял кон на черно поле d2 · бял цар на черно поле f2 · бяла пешка на черно поле h2 | бял топ на черно поле d6 · черна пешка на черно поле f6 · черен цар на бяло поле g6 · черен офицер на бяло поле f5 · черна пешка на черно поле g5 · черна пешка на бяло поле h5 · бяла пешка на бяло поле f3 · бяла пешка на черно поле g3 · черен топ на бяло поле c2 · бял кон на черно поле d2 · бял цар на черно поле f2 · бяла пешка на черно поле h2 | 7 |
| 6 | бял топ на черно поле d6 · черна пешка на черно поле f6 · черен цар на бяло поле g6 · черен офицер на бяло поле f5 · черна пешка на черно поле g5 · черна пешка на бяло поле h5 · бяла пешка на бяло поле f3 · бяла пешка на черно поле g3 · черен топ на бяло поле c2 · бял кон на черно поле d2 · бял цар на черно поле f2 · бяла пешка на черно поле h2 | бял топ на черно поле d6 · черна пешка на черно поле f6 · черен цар на бяло поле g6 · черен офицер на бяло поле f5 · черна пешка на черно поле g5 · черна пешка на бяло поле h5 · бяла пешка на бяло поле f3 · бяла пешка на черно поле g3 · черен топ на бяло поле c2 · бял кон на черно поле d2 · бял цар на черно поле f2 · бяла пешка на черно поле h2 | бял топ на черно поле d6 · черна пешка на черно поле f6 · черен цар на бяло поле g6 · черен офицер на бяло поле f5 · черна пешка на черно поле g5 · черна пешка на бяло поле h5 · бяла пешка на бяло поле f3 · бяла пешка на черно поле g3 · черен топ на бяло поле c2 · бял кон на черно поле d2 · бял цар на черно поле f2 · бяла пешка на черно поле h2 | бял топ на черно поле d6 · черна пешка на черно поле f6 · черен цар на бяло поле g6 · черен офицер на бяло поле f5 · черна пешка на черно поле g5 · черна пешка на бяло поле h5 · бяла пешка на бяло поле f3 · бяла пешка на черно поле g3 · черен топ на бяло поле c2 · бял кон на черно поле d2 · бял цар на черно поле f2 · бяла пешка на черно поле h2 | бял топ на черно поле d6 · черна пешка на черно поле f6 · черен цар на бяло поле g6 · черен офицер на бяло поле f5 · черна пешка на черно поле g5 · черна пешка на бяло поле h5 · бяла пешка на бяло поле f3 · бяла пешка на черно поле g3 · черен топ на бяло поле c2 · бял кон на черно поле d2 · бял цар на черно поле f2 · бяла пешка на черно поле h2 | бял топ на черно поле d6 · черна пешка на черно поле f6 · черен цар на бяло поле g6 · черен офицер на бяло поле f5 · черна пешка на черно поле g5 · черна пешка на бяло поле h5 · бяла пешка на бяло поле f3 · бяла пешка на черно поле g3 · черен топ на бяло поле c2 · бял кон на черно поле d2 · бял цар на черно поле f2 · бяла пешка на черно поле h2 | бял топ на черно поле d6 · черна пешка на черно поле f6 · черен цар на бяло поле g6 · черен офицер на бяло поле f5 · черна пешка на черно поле g5 · черна пешка на бяло поле h5 · бяла пешка на бяло поле f3 · бяла пешка на черно поле g3 · черен топ на бяло поле c2 · бял кон на черно поле d2 · бял цар на черно поле f2 · бяла пешка на черно поле h2 | бял топ на черно поле d6 · черна пешка на черно поле f6 · черен цар на бяло поле g6 · черен офицер на бяло поле f5 · черна пешка на черно поле g5 · черна пешка на бяло поле h5 · бяла пешка на бяло поле f3 · бяла пешка на черно поле g3 · черен топ на бяло поле c2 · бял кон на черно поле d2 · бял цар на черно поле f2 · бяла пешка на черно поле h2 | 6 |
| 5 | бял топ на черно поле d6 · черна пешка на черно поле f6 · черен цар на бяло поле g6 · черен офицер на бяло поле f5 · черна пешка на черно поле g5 · черна пешка на бяло поле h5 · бяла пешка на бяло поле f3 · бяла пешка на черно поле g3 · черен топ на бяло поле c2 · бял кон на черно поле d2 · бял цар на черно поле f2 · бяла пешка на черно поле h2 | бял топ на черно поле d6 · черна пешка на черно поле f6 · черен цар на бяло поле g6 · черен офицер на бяло поле f5 · черна пешка на черно поле g5 · черна пешка на бяло поле h5 · бяла пешка на бяло поле f3 · бяла пешка на черно поле g3 · черен топ на бяло поле c2 · бял кон на черно поле d2 · бял цар на черно поле f2 · бяла пешка на черно поле h2 | бял топ на черно поле d6 · черна пешка на черно поле f6 · черен цар на бяло поле g6 · черен офицер на бяло поле f5 · черна пешка на черно поле g5 · черна пешка на бяло поле h5 · бяла пешка на бяло поле f3 · бяла пешка на черно поле g3 · черен топ на бяло поле c2 · бял кон на черно поле d2 · бял цар на черно поле f2 · бяла пешка на черно поле h2 | бял топ на черно поле d6 · черна пешка на черно поле f6 · черен цар на бяло поле g6 · черен офицер на бяло поле f5 · черна пешка на черно поле g5 · черна пешка на бяло поле h5 · бяла пешка на бяло поле f3 · бяла пешка на черно поле g3 · черен топ на бяло поле c2 · бял кон на черно поле d2 · бял цар на черно поле f2 · бяла пешка на черно поле h2 | бял топ на черно поле d6 · черна пешка на черно поле f6 · черен цар на бяло поле g6 · черен офицер на бяло поле f5 · черна пешка на черно поле g5 · черна пешка на бяло поле h5 · бяла пешка на бяло поле f3 · бяла пешка на черно поле g3 · черен топ на бяло поле c2 · бял кон на черно поле d2 · бял цар на черно поле f2 · бяла пешка на черно поле h2 | бял топ на черно поле d6 · черна пешка на черно поле f6 · черен цар на бяло поле g6 · черен офицер на бяло поле f5 · черна пешка на черно поле g5 · черна пешка на бяло поле h5 · бяла пешка на бяло поле f3 · бяла пешка на черно поле g3 · черен топ на бяло поле c2 · бял кон на черно поле d2 · бял цар на черно поле f2 · бяла пешка на черно поле h2 | бял топ на черно поле d6 · черна пешка на черно поле f6 · черен цар на бяло поле g6 · черен офицер на бяло поле f5 · черна пешка на черно поле g5 · черна пешка на бяло поле h5 · бяла пешка на бяло поле f3 · бяла пешка на черно поле g3 · черен топ на бяло поле c2 · бял кон на черно поле d2 · бял цар на черно поле f2 · бяла пешка на черно поле h2 | бял топ на черно поле d6 · черна пешка на черно поле f6 · черен цар на бяло поле g6 · черен офицер на бяло поле f5 · черна пешка на черно поле g5 · черна пешка на бяло поле h5 · бяла пешка на бяло поле f3 · бяла пешка на черно поле g3 · черен топ на бяло поле c2 · бял кон на черно поле d2 · бял цар на черно поле f2 · бяла пешка на черно поле h2 | 5 |
| 4 | бял топ на черно поле d6 · черна пешка на черно поле f6 · черен цар на бяло поле g6 · черен офицер на бяло поле f5 · черна пешка на черно поле g5 · черна пешка на бяло поле h5 · бяла пешка на бяло поле f3 · бяла пешка на черно поле g3 · черен топ на бяло поле c2 · бял кон на черно поле d2 · бял цар на черно поле f2 · бяла пешка на черно поле h2 | бял топ на черно поле d6 · черна пешка на черно поле f6 · черен цар на бяло поле g6 · черен офицер на бяло поле f5 · черна пешка на черно поле g5 · черна пешка на бяло поле h5 · бяла пешка на бяло поле f3 · бяла пешка на черно поле g3 · черен топ на бяло поле c2 · бял кон на черно поле d2 · бял цар на черно поле f2 · бяла пешка на черно поле h2 | бял топ на черно поле d6 · черна пешка на черно поле f6 · черен цар на бяло поле g6 · черен офицер на бяло поле f5 · черна пешка на черно поле g5 · черна пешка на бяло поле h5 · бяла пешка на бяло поле f3 · бяла пешка на черно поле g3 · черен топ на бяло поле c2 · бял кон на черно поле d2 · бял цар на черно поле f2 · бяла пешка на черно поле h2 | бял топ на черно поле d6 · черна пешка на черно поле f6 · черен цар на бяло поле g6 · черен офицер на бяло поле f5 · черна пешка на черно поле g5 · черна пешка на бяло поле h5 · бяла пешка на бяло поле f3 · бяла пешка на черно поле g3 · черен топ на бяло поле c2 · бял кон на черно поле d2 · бял цар на черно поле f2 · бяла пешка на черно поле h2 | бял топ на черно поле d6 · черна пешка на черно поле f6 · черен цар на бяло поле g6 · черен офицер на бяло поле f5 · черна пешка на черно поле g5 · черна пешка на бяло поле h5 · бяла пешка на бяло поле f3 · бяла пешка на черно поле g3 · черен топ на бяло поле c2 · бял кон на черно поле d2 · бял цар на черно поле f2 · бяла пешка на черно поле h2 | бял топ на черно поле d6 · черна пешка на черно поле f6 · черен цар на бяло поле g6 · черен офицер на бяло поле f5 · черна пешка на черно поле g5 · черна пешка на бяло поле h5 · бяла пешка на бяло поле f3 · бяла пешка на черно поле g3 · черен топ на бяло поле c2 · бял кон на черно поле d2 · бял цар на черно поле f2 · бяла пешка на черно поле h2 | бял топ на черно поле d6 · черна пешка на черно поле f6 · черен цар на бяло поле g6 · черен офицер на бяло поле f5 · черна пешка на черно поле g5 · черна пешка на бяло поле h5 · бяла пешка на бяло поле f3 · бяла пешка на черно поле g3 · черен топ на бяло поле c2 · бял кон на черно поле d2 · бял цар на черно поле f2 · бяла пешка на черно поле h2 | бял топ на черно поле d6 · черна пешка на черно поле f6 · черен цар на бяло поле g6 · черен офицер на бяло поле f5 · черна пешка на черно поле g5 · черна пешка на бяло поле h5 · бяла пешка на бяло поле f3 · бяла пешка на черно поле g3 · черен топ на бяло поле c2 · бял кон на черно поле d2 · бял цар на черно поле f2 · бяла пешка на черно поле h2 | 4 |
| 3 | бял топ на черно поле d6 · черна пешка на черно поле f6 · черен цар на бяло поле g6 · черен офицер на бяло поле f5 · черна пешка на черно поле g5 · черна пешка на бяло поле h5 · бяла пешка на бяло поле f3 · бяла пешка на черно поле g3 · черен топ на бяло поле c2 · бял кон на черно поле d2 · бял цар на черно поле f2 · бяла пешка на черно поле h2 | бял топ на черно поле d6 · черна пешка на черно поле f6 · черен цар на бяло поле g6 · черен офицер на бяло поле f5 · черна пешка на черно поле g5 · черна пешка на бяло поле h5 · бяла пешка на бяло поле f3 · бяла пешка на черно поле g3 · черен топ на бяло поле c2 · бял кон на черно поле d2 · бял цар на черно поле f2 · бяла пешка на черно поле h2 | бял топ на черно поле d6 · черна пешка на черно поле f6 · черен цар на бяло поле g6 · черен офицер на бяло поле f5 · черна пешка на черно поле g5 · черна пешка на бяло поле h5 · бяла пешка на бяло поле f3 · бяла пешка на черно поле g3 · черен топ на бяло поле c2 · бял кон на черно поле d2 · бял цар на черно поле f2 · бяла пешка на черно поле h2 | бял топ на черно поле d6 · черна пешка на черно поле f6 · черен цар на бяло поле g6 · черен офицер на бяло поле f5 · черна пешка на черно поле g5 · черна пешка на бяло поле h5 · бяла пешка на бяло поле f3 · бяла пешка на черно поле g3 · черен топ на бяло поле c2 · бял кон на черно поле d2 · бял цар на черно поле f2 · бяла пешка на черно поле h2 | бял топ на черно поле d6 · черна пешка на черно поле f6 · черен цар на бяло поле g6 · черен офицер на бяло поле f5 · черна пешка на черно поле g5 · черна пешка на бяло поле h5 · бяла пешка на бяло поле f3 · бяла пешка на черно поле g3 · черен топ на бяло поле c2 · бял кон на черно поле d2 · бял цар на черно поле f2 · бяла пешка на черно поле h2 | бял топ на черно поле d6 · черна пешка на черно поле f6 · черен цар на бяло поле g6 · черен офицер на бяло поле f5 · черна пешка на черно поле g5 · черна пешка на бяло поле h5 · бяла пешка на бяло поле f3 · бяла пешка на черно поле g3 · черен топ на бяло поле c2 · бял кон на черно поле d2 · бял цар на черно поле f2 · бяла пешка на черно поле h2 | бял топ на черно поле d6 · черна пешка на черно поле f6 · черен цар на бяло поле g6 · черен офицер на бяло поле f5 · черна пешка на черно поле g5 · черна пешка на бяло поле h5 · бяла пешка на бяло поле f3 · бяла пешка на черно поле g3 · черен топ на бяло поле c2 · бял кон на черно поле d2 · бял цар на черно поле f2 · бяла пешка на черно поле h2 | бял топ на черно поле d6 · черна пешка на черно поле f6 · черен цар на бяло поле g6 · черен офицер на бяло поле f5 · черна пешка на черно поле g5 · черна пешка на бяло поле h5 · бяла пешка на бяло поле f3 · бяла пешка на черно поле g3 · черен топ на бяло поле c2 · бял кон на черно поле d2 · бял цар на черно поле f2 · бяла пешка на черно поле h2 | 3 |
| 2 | бял топ на черно поле d6 · черна пешка на черно поле f6 · черен цар на бяло поле g6 · черен офицер на бяло поле f5 · черна пешка на черно поле g5 · черна пешка на бяло поле h5 · бяла пешка на бяло поле f3 · бяла пешка на черно поле g3 · черен топ на бяло поле c2 · бял кон на черно поле d2 · бял цар на черно поле f2 · бяла пешка на черно поле h2 | бял топ на черно поле d6 · черна пешка на черно поле f6 · черен цар на бяло поле g6 · черен офицер на бяло поле f5 · черна пешка на черно поле g5 · черна пешка на бяло поле h5 · бяла пешка на бяло поле f3 · бяла пешка на черно поле g3 · черен топ на бяло поле c2 · бял кон на черно поле d2 · бял цар на черно поле f2 · бяла пешка на черно поле h2 | бял топ на черно поле d6 · черна пешка на черно поле f6 · черен цар на бяло поле g6 · черен офицер на бяло поле f5 · черна пешка на черно поле g5 · черна пешка на бяло поле h5 · бяла пешка на бяло поле f3 · бяла пешка на черно поле g3 · черен топ на бяло поле c2 · бял кон на черно поле d2 · бял цар на черно поле f2 · бяла пешка на черно поле h2 | бял топ на черно поле d6 · черна пешка на черно поле f6 · черен цар на бяло поле g6 · черен офицер на бяло поле f5 · черна пешка на черно поле g5 · черна пешка на бяло поле h5 · бяла пешка на бяло поле f3 · бяла пешка на черно поле g3 · черен топ на бяло поле c2 · бял кон на черно поле d2 · бял цар на черно поле f2 · бяла пешка на черно поле h2 | бял топ на черно поле d6 · черна пешка на черно поле f6 · черен цар на бяло поле g6 · черен офицер на бяло поле f5 · черна пешка на черно поле g5 · черна пешка на бяло поле h5 · бяла пешка на бяло поле f3 · бяла пешка на черно поле g3 · черен топ на бяло поле c2 · бял кон на черно поле d2 · бял цар на черно поле f2 · бяла пешка на черно поле h2 | бял топ на черно поле d6 · черна пешка на черно поле f6 · черен цар на бяло поле g6 · черен офицер на бяло поле f5 · черна пешка на черно поле g5 · черна пешка на бяло поле h5 · бяла пешка на бяло поле f3 · бяла пешка на черно поле g3 · черен топ на бяло поле c2 · бял кон на черно поле d2 · бял цар на черно поле f2 · бяла пешка на черно поле h2 | бял топ на черно поле d6 · черна пешка на черно поле f6 · черен цар на бяло поле g6 · черен офицер на бяло поле f5 · черна пешка на черно поле g5 · черна пешка на бяло поле h5 · бяла пешка на бяло поле f3 · бяла пешка на черно поле g3 · черен топ на бяло поле c2 · бял кон на черно поле d2 · бял цар на черно поле f2 · бяла пешка на черно поле h2 | бял топ на черно поле d6 · черна пешка на черно поле f6 · черен цар на бяло поле g6 · черен офицер на бяло поле f5 · черна пешка на черно поле g5 · черна пешка на бяло поле h5 · бяла пешка на бяло поле f3 · бяла пешка на черно поле g3 · черен топ на бяло поле c2 · бял кон на черно поле d2 · бял цар на черно поле f2 · бяла пешка на черно поле h2 | 2 |
| 1 | бял топ на черно поле d6 · черна пешка на черно поле f6 · черен цар на бяло поле g6 · черен офицер на бяло поле f5 · черна пешка на черно поле g5 · черна пешка на бяло поле h5 · бяла пешка на бяло поле f3 · бяла пешка на черно поле g3 · черен топ на бяло поле c2 · бял кон на черно поле d2 · бял цар на черно поле f2 · бяла пешка на черно поле h2 | бял топ на черно поле d6 · черна пешка на черно поле f6 · черен цар на бяло поле g6 · черен офицер на бяло поле f5 · черна пешка на черно поле g5 · черна пешка на бяло поле h5 · бяла пешка на бяло поле f3 · бяла пешка на черно поле g3 · черен топ на бяло поле c2 · бял кон на черно поле d2 · бял цар на черно поле f2 · бяла пешка на черно поле h2 | бял топ на черно поле d6 · черна пешка на черно поле f6 · черен цар на бяло поле g6 · черен офицер на бяло поле f5 · черна пешка на черно поле g5 · черна пешка на бяло поле h5 · бяла пешка на бяло поле f3 · бяла пешка на черно поле g3 · черен топ на бяло поле c2 · бял кон на черно поле d2 · бял цар на черно поле f2 · бяла пешка на черно поле h2 | бял топ на черно поле d6 · черна пешка на черно поле f6 · черен цар на бяло поле g6 · черен офицер на бяло поле f5 · черна пешка на черно поле g5 · черна пешка на бяло поле h5 · бяла пешка на бяло поле f3 · бяла пешка на черно поле g3 · черен топ на бяло поле c2 · бял кон на черно поле d2 · бял цар на черно поле f2 · бяла пешка на черно поле h2 | бял топ на черно поле d6 · черна пешка на черно поле f6 · черен цар на бяло поле g6 · черен офицер на бяло поле f5 · черна пешка на черно поле g5 · черна пешка на бяло поле h5 · бяла пешка на бяло поле f3 · бяла пешка на черно поле g3 · черен топ на бяло поле c2 · бял кон на черно поле d2 · бял цар на черно поле f2 · бяла пешка на черно поле h2 | бял топ на черно поле d6 · черна пешка на черно поле f6 · черен цар на бяло поле g6 · черен офицер на бяло поле f5 · черна пешка на черно поле g5 · черна пешка на бяло поле h5 · бяла пешка на бяло поле f3 · бяла пешка на черно поле g3 · черен топ на бяло поле c2 · бял кон на черно поле d2 · бял цар на черно поле f2 · бяла пешка на черно поле h2 | бял топ на черно поле d6 · черна пешка на черно поле f6 · черен цар на бяло поле g6 · черен офицер на бяло поле f5 · черна пешка на черно поле g5 · черна пешка на бяло поле h5 · бяла пешка на бяло поле f3 · бяла пешка на черно поле g3 · черен топ на бяло поле c2 · бял кон на черно поле d2 · бял цар на черно поле f2 · бяла пешка на черно поле h2 | бял топ на черно поле d6 · черна пешка на черно поле f6 · черен цар на бяло поле g6 · черен офицер на бяло поле f5 · черна пешка на черно поле g5 · черна пешка на бяло поле h5 · бяла пешка на бяло поле f3 · бяла пешка на черно поле g3 · черен топ на бяло поле c2 · бял кон на черно поле d2 · бял цар на черно поле f2 · бяла пешка на черно поле h2 | 1 |
|   | a | b | c | d | e | f | g | h |   |

Каталонско начало, E03
1.d4 Nf6 2.c4 e6 3.Nf3 d5 4.g3 dxc4 5.Bg2 a6 6.Ne5 c5 7.Na3 cxd4 8.Naxc4 Bc5 9.O-O O-O 10.Bg5 h6 11.Bxf6 Qxf6 12.Nd3 Ba7 13.Qa4 Nc6 14.Rac1 e5 15.Bxc6 b5 16.Qc2 Qxc6 17.Ncxe5 Qe4 18.Qc6 Bb7 19.Qxe4 Bxe4 20.Rc2 Rfe8 21.Rfc1 f6 22.Nd7 Bf5 23.N7c5 Bb6 24.Nb7 Bd7 25.Nf4 Rab8 26.Nd6 Re5 27.Nc8 Ba5 28.Nd3 Re8 29.Na7 Bb6 30.Nc6 Rb7 31.Ncb4 a5 32.Nd5 a4 33.Nxb6 Rxb6 34.Nc5 Bf5 35.Rd2 Rc6 36.b4 axb3 37.axb3 b4 38.Rxd4 Rxe2 39.Rxb4 Bh3 40.Rbc4 Rd6 41.Re4 Rb2 42.Ree1 Rdd2 43.Ne4 Rd4 44.Nc5 Rdd2 45.Ne4 Rd3 46.Rb1 Rdxb3 47.Nd2 Rb4 48.f3 g5 49.Rxb2 Rxb2 50.Rd1 Kf7 51.Kf2 h5 52.Ke3 Rc2 53.Ra1 Kg6 54.Ra6 Bf5 55.Rd6 Rc3+ 56.Kf2 Rc2 57.Ke3 Rc3+ 58.Kf2 Rc2 ½–½
Реми с трикратно повторение на ходове.

### Партия 7: Ананд – Топалов (½—½)
|   | a | b | c | d | e | f | g | h |   |
| 8 | черен цар на черно поле g7 · черна дама на бяло поле e6 · черна пешка на черно поле h6 · черна пешка на черно поле g5 · черна пешка на бяло поле c4 · бяла пешка на бяло поле g4 · бяла пешка на черно поле c3 · черна пешка на черно поле d2 · бял кон на черно поле f2 · бял цар на бяло поле g2 · бяла дама на бяло поле d1 | черен цар на черно поле g7 · черна дама на бяло поле e6 · черна пешка на черно поле h6 · черна пешка на черно поле g5 · черна пешка на бяло поле c4 · бяла пешка на бяло поле g4 · бяла пешка на черно поле c3 · черна пешка на черно поле d2 · бял кон на черно поле f2 · бял цар на бяло поле g2 · бяла дама на бяло поле d1 | черен цар на черно поле g7 · черна дама на бяло поле e6 · черна пешка на черно поле h6 · черна пешка на черно поле g5 · черна пешка на бяло поле c4 · бяла пешка на бяло поле g4 · бяла пешка на черно поле c3 · черна пешка на черно поле d2 · бял кон на черно поле f2 · бял цар на бяло поле g2 · бяла дама на бяло поле d1 | черен цар на черно поле g7 · черна дама на бяло поле e6 · черна пешка на черно поле h6 · черна пешка на черно поле g5 · черна пешка на бяло поле c4 · бяла пешка на бяло поле g4 · бяла пешка на черно поле c3 · черна пешка на черно поле d2 · бял кон на черно поле f2 · бял цар на бяло поле g2 · бяла дама на бяло поле d1 | черен цар на черно поле g7 · черна дама на бяло поле e6 · черна пешка на черно поле h6 · черна пешка на черно поле g5 · черна пешка на бяло поле c4 · бяла пешка на бяло поле g4 · бяла пешка на черно поле c3 · черна пешка на черно поле d2 · бял кон на черно поле f2 · бял цар на бяло поле g2 · бяла дама на бяло поле d1 | черен цар на черно поле g7 · черна дама на бяло поле e6 · черна пешка на черно поле h6 · черна пешка на черно поле g5 · черна пешка на бяло поле c4 · бяла пешка на бяло поле g4 · бяла пешка на черно поле c3 · черна пешка на черно поле d2 · бял кон на черно поле f2 · бял цар на бяло поле g2 · бяла дама на бяло поле d1 | черен цар на черно поле g7 · черна дама на бяло поле e6 · черна пешка на черно поле h6 · черна пешка на черно поле g5 · черна пешка на бяло поле c4 · бяла пешка на бяло поле g4 · бяла пешка на черно поле c3 · черна пешка на черно поле d2 · бял кон на черно поле f2 · бял цар на бяло поле g2 · бяла дама на бяло поле d1 | черен цар на черно поле g7 · черна дама на бяло поле e6 · черна пешка на черно поле h6 · черна пешка на черно поле g5 · черна пешка на бяло поле c4 · бяла пешка на бяло поле g4 · бяла пешка на черно поле c3 · черна пешка на черно поле d2 · бял кон на черно поле f2 · бял цар на бяло поле g2 · бяла дама на бяло поле d1 | 8 |
| 7 | черен цар на черно поле g7 · черна дама на бяло поле e6 · черна пешка на черно поле h6 · черна пешка на черно поле g5 · черна пешка на бяло поле c4 · бяла пешка на бяло поле g4 · бяла пешка на черно поле c3 · черна пешка на черно поле d2 · бял кон на черно поле f2 · бял цар на бяло поле g2 · бяла дама на бяло поле d1 | черен цар на черно поле g7 · черна дама на бяло поле e6 · черна пешка на черно поле h6 · черна пешка на черно поле g5 · черна пешка на бяло поле c4 · бяла пешка на бяло поле g4 · бяла пешка на черно поле c3 · черна пешка на черно поле d2 · бял кон на черно поле f2 · бял цар на бяло поле g2 · бяла дама на бяло поле d1 | черен цар на черно поле g7 · черна дама на бяло поле e6 · черна пешка на черно поле h6 · черна пешка на черно поле g5 · черна пешка на бяло поле c4 · бяла пешка на бяло поле g4 · бяла пешка на черно поле c3 · черна пешка на черно поле d2 · бял кон на черно поле f2 · бял цар на бяло поле g2 · бяла дама на бяло поле d1 | черен цар на черно поле g7 · черна дама на бяло поле e6 · черна пешка на черно поле h6 · черна пешка на черно поле g5 · черна пешка на бяло поле c4 · бяла пешка на бяло поле g4 · бяла пешка на черно поле c3 · черна пешка на черно поле d2 · бял кон на черно поле f2 · бял цар на бяло поле g2 · бяла дама на бяло поле d1 | черен цар на черно поле g7 · черна дама на бяло поле e6 · черна пешка на черно поле h6 · черна пешка на черно поле g5 · черна пешка на бяло поле c4 · бяла пешка на бяло поле g4 · бяла пешка на черно поле c3 · черна пешка на черно поле d2 · бял кон на черно поле f2 · бял цар на бяло поле g2 · бяла дама на бяло поле d1 | черен цар на черно поле g7 · черна дама на бяло поле e6 · черна пешка на черно поле h6 · черна пешка на черно поле g5 · черна пешка на бяло поле c4 · бяла пешка на бяло поле g4 · бяла пешка на черно поле c3 · черна пешка на черно поле d2 · бял кон на черно поле f2 · бял цар на бяло поле g2 · бяла дама на бяло поле d1 | черен цар на черно поле g7 · черна дама на бяло поле e6 · черна пешка на черно поле h6 · черна пешка на черно поле g5 · черна пешка на бяло поле c4 · бяла пешка на бяло поле g4 · бяла пешка на черно поле c3 · черна пешка на черно поле d2 · бял кон на черно поле f2 · бял цар на бяло поле g2 · бяла дама на бяло поле d1 | черен цар на черно поле g7 · черна дама на бяло поле e6 · черна пешка на черно поле h6 · черна пешка на черно поле g5 · черна пешка на бяло поле c4 · бяла пешка на бяло поле g4 · бяла пешка на черно поле c3 · черна пешка на черно поле d2 · бял кон на черно поле f2 · бял цар на бяло поле g2 · бяла дама на бяло поле d1 | 7 |
| 6 | черен цар на черно поле g7 · черна дама на бяло поле e6 · черна пешка на черно поле h6 · черна пешка на черно поле g5 · черна пешка на бяло поле c4 · бяла пешка на бяло поле g4 · бяла пешка на черно поле c3 · черна пешка на черно поле d2 · бял кон на черно поле f2 · бял цар на бяло поле g2 · бяла дама на бяло поле d1 | черен цар на черно поле g7 · черна дама на бяло поле e6 · черна пешка на черно поле h6 · черна пешка на черно поле g5 · черна пешка на бяло поле c4 · бяла пешка на бяло поле g4 · бяла пешка на черно поле c3 · черна пешка на черно поле d2 · бял кон на черно поле f2 · бял цар на бяло поле g2 · бяла дама на бяло поле d1 | черен цар на черно поле g7 · черна дама на бяло поле e6 · черна пешка на черно поле h6 · черна пешка на черно поле g5 · черна пешка на бяло поле c4 · бяла пешка на бяло поле g4 · бяла пешка на черно поле c3 · черна пешка на черно поле d2 · бял кон на черно поле f2 · бял цар на бяло поле g2 · бяла дама на бяло поле d1 | черен цар на черно поле g7 · черна дама на бяло поле e6 · черна пешка на черно поле h6 · черна пешка на черно поле g5 · черна пешка на бяло поле c4 · бяла пешка на бяло поле g4 · бяла пешка на черно поле c3 · черна пешка на черно поле d2 · бял кон на черно поле f2 · бял цар на бяло поле g2 · бяла дама на бяло поле d1 | черен цар на черно поле g7 · черна дама на бяло поле e6 · черна пешка на черно поле h6 · черна пешка на черно поле g5 · черна пешка на бяло поле c4 · бяла пешка на бяло поле g4 · бяла пешка на черно поле c3 · черна пешка на черно поле d2 · бял кон на черно поле f2 · бял цар на бяло поле g2 · бяла дама на бяло поле d1 | черен цар на черно поле g7 · черна дама на бяло поле e6 · черна пешка на черно поле h6 · черна пешка на черно поле g5 · черна пешка на бяло поле c4 · бяла пешка на бяло поле g4 · бяла пешка на черно поле c3 · черна пешка на черно поле d2 · бял кон на черно поле f2 · бял цар на бяло поле g2 · бяла дама на бяло поле d1 | черен цар на черно поле g7 · черна дама на бяло поле e6 · черна пешка на черно поле h6 · черна пешка на черно поле g5 · черна пешка на бяло поле c4 · бяла пешка на бяло поле g4 · бяла пешка на черно поле c3 · черна пешка на черно поле d2 · бял кон на черно поле f2 · бял цар на бяло поле g2 · бяла дама на бяло поле d1 | черен цар на черно поле g7 · черна дама на бяло поле e6 · черна пешка на черно поле h6 · черна пешка на черно поле g5 · черна пешка на бяло поле c4 · бяла пешка на бяло поле g4 · бяла пешка на черно поле c3 · черна пешка на черно поле d2 · бял кон на черно поле f2 · бял цар на бяло поле g2 · бяла дама на бяло поле d1 | 6 |
| 5 | черен цар на черно поле g7 · черна дама на бяло поле e6 · черна пешка на черно поле h6 · черна пешка на черно поле g5 · черна пешка на бяло поле c4 · бяла пешка на бяло поле g4 · бяла пешка на черно поле c3 · черна пешка на черно поле d2 · бял кон на черно поле f2 · бял цар на бяло поле g2 · бяла дама на бяло поле d1 | черен цар на черно поле g7 · черна дама на бяло поле e6 · черна пешка на черно поле h6 · черна пешка на черно поле g5 · черна пешка на бяло поле c4 · бяла пешка на бяло поле g4 · бяла пешка на черно поле c3 · черна пешка на черно поле d2 · бял кон на черно поле f2 · бял цар на бяло поле g2 · бяла дама на бяло поле d1 | черен цар на черно поле g7 · черна дама на бяло поле e6 · черна пешка на черно поле h6 · черна пешка на черно поле g5 · черна пешка на бяло поле c4 · бяла пешка на бяло поле g4 · бяла пешка на черно поле c3 · черна пешка на черно поле d2 · бял кон на черно поле f2 · бял цар на бяло поле g2 · бяла дама на бяло поле d1 | черен цар на черно поле g7 · черна дама на бяло поле e6 · черна пешка на черно поле h6 · черна пешка на черно поле g5 · черна пешка на бяло поле c4 · бяла пешка на бяло поле g4 · бяла пешка на черно поле c3 · черна пешка на черно поле d2 · бял кон на черно поле f2 · бял цар на бяло поле g2 · бяла дама на бяло поле d1 | черен цар на черно поле g7 · черна дама на бяло поле e6 · черна пешка на черно поле h6 · черна пешка на черно поле g5 · черна пешка на бяло поле c4 · бяла пешка на бяло поле g4 · бяла пешка на черно поле c3 · черна пешка на черно поле d2 · бял кон на черно поле f2 · бял цар на бяло поле g2 · бяла дама на бяло поле d1 | черен цар на черно поле g7 · черна дама на бяло поле e6 · черна пешка на черно поле h6 · черна пешка на черно поле g5 · черна пешка на бяло поле c4 · бяла пешка на бяло поле g4 · бяла пешка на черно поле c3 · черна пешка на черно поле d2 · бял кон на черно поле f2 · бял цар на бяло поле g2 · бяла дама на бяло поле d1 | черен цар на черно поле g7 · черна дама на бяло поле e6 · черна пешка на черно поле h6 · черна пешка на черно поле g5 · черна пешка на бяло поле c4 · бяла пешка на бяло поле g4 · бяла пешка на черно поле c3 · черна пешка на черно поле d2 · бял кон на черно поле f2 · бял цар на бяло поле g2 · бяла дама на бяло поле d1 | черен цар на черно поле g7 · черна дама на бяло поле e6 · черна пешка на черно поле h6 · черна пешка на черно поле g5 · черна пешка на бяло поле c4 · бяла пешка на бяло поле g4 · бяла пешка на черно поле c3 · черна пешка на черно поле d2 · бял кон на черно поле f2 · бял цар на бяло поле g2 · бяла дама на бяло поле d1 | 5 |
| 4 | черен цар на черно поле g7 · черна дама на бяло поле e6 · черна пешка на черно поле h6 · черна пешка на черно поле g5 · черна пешка на бяло поле c4 · бяла пешка на бяло поле g4 · бяла пешка на черно поле c3 · черна пешка на черно поле d2 · бял кон на черно поле f2 · бял цар на бяло поле g2 · бяла дама на бяло поле d1 | черен цар на черно поле g7 · черна дама на бяло поле e6 · черна пешка на черно поле h6 · черна пешка на черно поле g5 · черна пешка на бяло поле c4 · бяла пешка на бяло поле g4 · бяла пешка на черно поле c3 · черна пешка на черно поле d2 · бял кон на черно поле f2 · бял цар на бяло поле g2 · бяла дама на бяло поле d1 | черен цар на черно поле g7 · черна дама на бяло поле e6 · черна пешка на черно поле h6 · черна пешка на черно поле g5 · черна пешка на бяло поле c4 · бяла пешка на бяло поле g4 · бяла пешка на черно поле c3 · черна пешка на черно поле d2 · бял кон на черно поле f2 · бял цар на бяло поле g2 · бяла дама на бяло поле d1 | черен цар на черно поле g7 · черна дама на бяло поле e6 · черна пешка на черно поле h6 · черна пешка на черно поле g5 · черна пешка на бяло поле c4 · бяла пешка на бяло поле g4 · бяла пешка на черно поле c3 · черна пешка на черно поле d2 · бял кон на черно поле f2 · бял цар на бяло поле g2 · бяла дама на бяло поле d1 | черен цар на черно поле g7 · черна дама на бяло поле e6 · черна пешка на черно поле h6 · черна пешка на черно поле g5 · черна пешка на бяло поле c4 · бяла пешка на бяло поле g4 · бяла пешка на черно поле c3 · черна пешка на черно поле d2 · бял кон на черно поле f2 · бял цар на бяло поле g2 · бяла дама на бяло поле d1 | черен цар на черно поле g7 · черна дама на бяло поле e6 · черна пешка на черно поле h6 · черна пешка на черно поле g5 · черна пешка на бяло поле c4 · бяла пешка на бяло поле g4 · бяла пешка на черно поле c3 · черна пешка на черно поле d2 · бял кон на черно поле f2 · бял цар на бяло поле g2 · бяла дама на бяло поле d1 | черен цар на черно поле g7 · черна дама на бяло поле e6 · черна пешка на черно поле h6 · черна пешка на черно поле g5 · черна пешка на бяло поле c4 · бяла пешка на бяло поле g4 · бяла пешка на черно поле c3 · черна пешка на черно поле d2 · бял кон на черно поле f2 · бял цар на бяло поле g2 · бяла дама на бяло поле d1 | черен цар на черно поле g7 · черна дама на бяло поле e6 · черна пешка на черно поле h6 · черна пешка на черно поле g5 · черна пешка на бяло поле c4 · бяла пешка на бяло поле g4 · бяла пешка на черно поле c3 · черна пешка на черно поле d2 · бял кон на черно поле f2 · бял цар на бяло поле g2 · бяла дама на бяло поле d1 | 4 |
| 3 | черен цар на черно поле g7 · черна дама на бяло поле e6 · черна пешка на черно поле h6 · черна пешка на черно поле g5 · черна пешка на бяло поле c4 · бяла пешка на бяло поле g4 · бяла пешка на черно поле c3 · черна пешка на черно поле d2 · бял кон на черно поле f2 · бял цар на бяло поле g2 · бяла дама на бяло поле d1 | черен цар на черно поле g7 · черна дама на бяло поле e6 · черна пешка на черно поле h6 · черна пешка на черно поле g5 · черна пешка на бяло поле c4 · бяла пешка на бяло поле g4 · бяла пешка на черно поле c3 · черна пешка на черно поле d2 · бял кон на черно поле f2 · бял цар на бяло поле g2 · бяла дама на бяло поле d1 | черен цар на черно поле g7 · черна дама на бяло поле e6 · черна пешка на черно поле h6 · черна пешка на черно поле g5 · черна пешка на бяло поле c4 · бяла пешка на бяло поле g4 · бяла пешка на черно поле c3 · черна пешка на черно поле d2 · бял кон на черно поле f2 · бял цар на бяло поле g2 · бяла дама на бяло поле d1 | черен цар на черно поле g7 · черна дама на бяло поле e6 · черна пешка на черно поле h6 · черна пешка на черно поле g5 · черна пешка на бяло поле c4 · бяла пешка на бяло поле g4 · бяла пешка на черно поле c3 · черна пешка на черно поле d2 · бял кон на черно поле f2 · бял цар на бяло поле g2 · бяла дама на бяло поле d1 | черен цар на черно поле g7 · черна дама на бяло поле e6 · черна пешка на черно поле h6 · черна пешка на черно поле g5 · черна пешка на бяло поле c4 · бяла пешка на бяло поле g4 · бяла пешка на черно поле c3 · черна пешка на черно поле d2 · бял кон на черно поле f2 · бял цар на бяло поле g2 · бяла дама на бяло поле d1 | черен цар на черно поле g7 · черна дама на бяло поле e6 · черна пешка на черно поле h6 · черна пешка на черно поле g5 · черна пешка на бяло поле c4 · бяла пешка на бяло поле g4 · бяла пешка на черно поле c3 · черна пешка на черно поле d2 · бял кон на черно поле f2 · бял цар на бяло поле g2 · бяла дама на бяло поле d1 | черен цар на черно поле g7 · черна дама на бяло поле e6 · черна пешка на черно поле h6 · черна пешка на черно поле g5 · черна пешка на бяло поле c4 · бяла пешка на бяло поле g4 · бяла пешка на черно поле c3 · черна пешка на черно поле d2 · бял кон на черно поле f2 · бял цар на бяло поле g2 · бяла дама на бяло поле d1 | черен цар на черно поле g7 · черна дама на бяло поле e6 · черна пешка на черно поле h6 · черна пешка на черно поле g5 · черна пешка на бяло поле c4 · бяла пешка на бяло поле g4 · бяла пешка на черно поле c3 · черна пешка на черно поле d2 · бял кон на черно поле f2 · бял цар на бяло поле g2 · бяла дама на бяло поле d1 | 3 |
| 2 | черен цар на черно поле g7 · черна дама на бяло поле e6 · черна пешка на черно поле h6 · черна пешка на черно поле g5 · черна пешка на бяло поле c4 · бяла пешка на бяло поле g4 · бяла пешка на черно поле c3 · черна пешка на черно поле d2 · бял кон на черно поле f2 · бял цар на бяло поле g2 · бяла дама на бяло поле d1 | черен цар на черно поле g7 · черна дама на бяло поле e6 · черна пешка на черно поле h6 · черна пешка на черно поле g5 · черна пешка на бяло поле c4 · бяла пешка на бяло поле g4 · бяла пешка на черно поле c3 · черна пешка на черно поле d2 · бял кон на черно поле f2 · бял цар на бяло поле g2 · бяла дама на бяло поле d1 | черен цар на черно поле g7 · черна дама на бяло поле e6 · черна пешка на черно поле h6 · черна пешка на черно поле g5 · черна пешка на бяло поле c4 · бяла пешка на бяло поле g4 · бяла пешка на черно поле c3 · черна пешка на черно поле d2 · бял кон на черно поле f2 · бял цар на бяло поле g2 · бяла дама на бяло поле d1 | черен цар на черно поле g7 · черна дама на бяло поле e6 · черна пешка на черно поле h6 · черна пешка на черно поле g5 · черна пешка на бяло поле c4 · бяла пешка на бяло поле g4 · бяла пешка на черно поле c3 · черна пешка на черно поле d2 · бял кон на черно поле f2 · бял цар на бяло поле g2 · бяла дама на бяло поле d1 | черен цар на черно поле g7 · черна дама на бяло поле e6 · черна пешка на черно поле h6 · черна пешка на черно поле g5 · черна пешка на бяло поле c4 · бяла пешка на бяло поле g4 · бяла пешка на черно поле c3 · черна пешка на черно поле d2 · бял кон на черно поле f2 · бял цар на бяло поле g2 · бяла дама на бяло поле d1 | черен цар на черно поле g7 · черна дама на бяло поле e6 · черна пешка на черно поле h6 · черна пешка на черно поле g5 · черна пешка на бяло поле c4 · бяла пешка на бяло поле g4 · бяла пешка на черно поле c3 · черна пешка на черно поле d2 · бял кон на черно поле f2 · бял цар на бяло поле g2 · бяла дама на бяло поле d1 | черен цар на черно поле g7 · черна дама на бяло поле e6 · черна пешка на черно поле h6 · черна пешка на черно поле g5 · черна пешка на бяло поле c4 · бяла пешка на бяло поле g4 · бяла пешка на черно поле c3 · черна пешка на черно поле d2 · бял кон на черно поле f2 · бял цар на бяло поле g2 · бяла дама на бяло поле d1 | черен цар на черно поле g7 · черна дама на бяло поле e6 · черна пешка на черно поле h6 · черна пешка на черно поле g5 · черна пешка на бяло поле c4 · бяла пешка на бяло поле g4 · бяла пешка на черно поле c3 · черна пешка на черно поле d2 · бял кон на черно поле f2 · бял цар на бяло поле g2 · бяла дама на бяло поле d1 | 2 |
| 1 | черен цар на черно поле g7 · черна дама на бяло поле e6 · черна пешка на черно поле h6 · черна пешка на черно поле g5 · черна пешка на бяло поле c4 · бяла пешка на бяло поле g4 · бяла пешка на черно поле c3 · черна пешка на черно поле d2 · бял кон на черно поле f2 · бял цар на бяло поле g2 · бяла дама на бяло поле d1 | черен цар на черно поле g7 · черна дама на бяло поле e6 · черна пешка на черно поле h6 · черна пешка на черно поле g5 · черна пешка на бяло поле c4 · бяла пешка на бяло поле g4 · бяла пешка на черно поле c3 · черна пешка на черно поле d2 · бял кон на черно поле f2 · бял цар на бяло поле g2 · бяла дама на бяло поле d1 | черен цар на черно поле g7 · черна дама на бяло поле e6 · черна пешка на черно поле h6 · черна пешка на черно поле g5 · черна пешка на бяло поле c4 · бяла пешка на бяло поле g4 · бяла пешка на черно поле c3 · черна пешка на черно поле d2 · бял кон на черно поле f2 · бял цар на бяло поле g2 · бяла дама на бяло поле d1 | черен цар на черно поле g7 · черна дама на бяло поле e6 · черна пешка на черно поле h6 · черна пешка на черно поле g5 · черна пешка на бяло поле c4 · бяла пешка на бяло поле g4 · бяла пешка на черно поле c3 · черна пешка на черно поле d2 · бял кон на черно поле f2 · бял цар на бяло поле g2 · бяла дама на бяло поле d1 | черен цар на черно поле g7 · черна дама на бяло поле e6 · черна пешка на черно поле h6 · черна пешка на черно поле g5 · черна пешка на бяло поле c4 · бяла пешка на бяло поле g4 · бяла пешка на черно поле c3 · черна пешка на черно поле d2 · бял кон на черно поле f2 · бял цар на бяло поле g2 · бяла дама на бяло поле d1 | черен цар на черно поле g7 · черна дама на бяло поле e6 · черна пешка на черно поле h6 · черна пешка на черно поле g5 · черна пешка на бяло поле c4 · бяла пешка на бяло поле g4 · бяла пешка на черно поле c3 · черна пешка на черно поле d2 · бял кон на черно поле f2 · бял цар на бяло поле g2 · бяла дама на бяло поле d1 | черен цар на черно поле g7 · черна дама на бяло поле e6 · черна пешка на черно поле h6 · черна пешка на черно поле g5 · черна пешка на бяло поле c4 · бяла пешка на бяло поле g4 · бяла пешка на черно поле c3 · черна пешка на черно поле d2 · бял кон на черно поле f2 · бял цар на бяло поле g2 · бяла дама на бяло поле d1 | черен цар на черно поле g7 · черна дама на бяло поле e6 · черна пешка на черно поле h6 · черна пешка на черно поле g5 · черна пешка на бяло поле c4 · бяла пешка на бяло поле g4 · бяла пешка на черно поле c3 · черна пешка на черно поле d2 · бял кон на черно поле f2 · бял цар на бяло поле g2 · бяла дама на бяло поле d1 | 1 |
|   | a | b | c | d | e | f | g | h |   |

Каталонско начало, E00
1.d4 Nf6 2.c4 e6 3.Nf3 d5 4.g3 Bb4+ 5.Bd2 Be7 6.Bg2 O-O 7.O-O c6 8.Bf4 dxc4 9.Ne5 b5 10.Nxc6 Nxc6 11.Bxc6 Bd7 12.Bxa8 Qxa8 13.f3 Nd5 14.Bd2 e5 15.e4 Bh3 16.exd5 Bxf1 17.Qxf1 exd4 18.a4 Qxd5 19.axb5 Qxb5 20.Rxa7 Re8 21.Kh1 Bf8 22.Rc7 d3 23.Bc3 Bd6 24.Ra7 h6 25.Nd2 Bb4 26.Ra1 Bxc3 27.bxc3 Re2 28.Rd1 Qa4 29.Ne4 Qc2 30.Rc1 Rxh2+ 31.Kg1 Rg2+ 32.Qxg2 Qxc1+ 33.Qf1 Qe3+ 34.Qf2 Qc1+ 35.Qf1 Qe3+ 36.Kg2 f5 37.Nf2 Kh7 38.Qb1 Qe6 39.Qb5 g5 40.g4 fxg4 41.fxg4 Kg6 42.Qb7 d2 43.Qb1+ Kg7 44.Kf1 Qe7 45.Kg2 Qe6 46.Qd1 Qe3 47.Qf3 Qe6 48.Qb7+ Kg6 49.Qb1+ Kg7 50.Qd1 Qe3 51.Qc2 Qe2 52.Qa4 Kg8 53.Qd7 Kf8 54.Qd5 Kg7 55.Kg3 Qe3+ 56.Qf3 Qe5+ 57.Kg2 Qe6 58.Qd1 ½–½
Реми с трикратно повторение на ходове.

### Партия 8: Топалов – Ананд (1—0)
|   | a | b | c | d | e | f | g | h |   |
| 8 | черен цар на бяло поле g8 · черна пешка на бяло поле b7 · черна пешка на бяло поле h7 · черна пешка на бяло поле a6 · черен офицер на бяло поле c6 · бяла пешка на черно поле d6 · черна пешка на бяло поле e6 · бял цар на черно поле h6 · бяла пешка на черно поле a5 · бял офицер на черно поле e5 · бяла пешка на бяло поле g4 · бяла пешка на бяло поле f3 · бяла пешка на черно поле b2 | черен цар на бяло поле g8 · черна пешка на бяло поле b7 · черна пешка на бяло поле h7 · черна пешка на бяло поле a6 · черен офицер на бяло поле c6 · бяла пешка на черно поле d6 · черна пешка на бяло поле e6 · бял цар на черно поле h6 · бяла пешка на черно поле a5 · бял офицер на черно поле e5 · бяла пешка на бяло поле g4 · бяла пешка на бяло поле f3 · бяла пешка на черно поле b2 | черен цар на бяло поле g8 · черна пешка на бяло поле b7 · черна пешка на бяло поле h7 · черна пешка на бяло поле a6 · черен офицер на бяло поле c6 · бяла пешка на черно поле d6 · черна пешка на бяло поле e6 · бял цар на черно поле h6 · бяла пешка на черно поле a5 · бял офицер на черно поле e5 · бяла пешка на бяло поле g4 · бяла пешка на бяло поле f3 · бяла пешка на черно поле b2 | черен цар на бяло поле g8 · черна пешка на бяло поле b7 · черна пешка на бяло поле h7 · черна пешка на бяло поле a6 · черен офицер на бяло поле c6 · бяла пешка на черно поле d6 · черна пешка на бяло поле e6 · бял цар на черно поле h6 · бяла пешка на черно поле a5 · бял офицер на черно поле e5 · бяла пешка на бяло поле g4 · бяла пешка на бяло поле f3 · бяла пешка на черно поле b2 | черен цар на бяло поле g8 · черна пешка на бяло поле b7 · черна пешка на бяло поле h7 · черна пешка на бяло поле a6 · черен офицер на бяло поле c6 · бяла пешка на черно поле d6 · черна пешка на бяло поле e6 · бял цар на черно поле h6 · бяла пешка на черно поле a5 · бял офицер на черно поле e5 · бяла пешка на бяло поле g4 · бяла пешка на бяло поле f3 · бяла пешка на черно поле b2 | черен цар на бяло поле g8 · черна пешка на бяло поле b7 · черна пешка на бяло поле h7 · черна пешка на бяло поле a6 · черен офицер на бяло поле c6 · бяла пешка на черно поле d6 · черна пешка на бяло поле e6 · бял цар на черно поле h6 · бяла пешка на черно поле a5 · бял офицер на черно поле e5 · бяла пешка на бяло поле g4 · бяла пешка на бяло поле f3 · бяла пешка на черно поле b2 | черен цар на бяло поле g8 · черна пешка на бяло поле b7 · черна пешка на бяло поле h7 · черна пешка на бяло поле a6 · черен офицер на бяло поле c6 · бяла пешка на черно поле d6 · черна пешка на бяло поле e6 · бял цар на черно поле h6 · бяла пешка на черно поле a5 · бял офицер на черно поле e5 · бяла пешка на бяло поле g4 · бяла пешка на бяло поле f3 · бяла пешка на черно поле b2 | черен цар на бяло поле g8 · черна пешка на бяло поле b7 · черна пешка на бяло поле h7 · черна пешка на бяло поле a6 · черен офицер на бяло поле c6 · бяла пешка на черно поле d6 · черна пешка на бяло поле e6 · бял цар на черно поле h6 · бяла пешка на черно поле a5 · бял офицер на черно поле e5 · бяла пешка на бяло поле g4 · бяла пешка на бяло поле f3 · бяла пешка на черно поле b2 | 8 |
| 7 | черен цар на бяло поле g8 · черна пешка на бяло поле b7 · черна пешка на бяло поле h7 · черна пешка на бяло поле a6 · черен офицер на бяло поле c6 · бяла пешка на черно поле d6 · черна пешка на бяло поле e6 · бял цар на черно поле h6 · бяла пешка на черно поле a5 · бял офицер на черно поле e5 · бяла пешка на бяло поле g4 · бяла пешка на бяло поле f3 · бяла пешка на черно поле b2 | черен цар на бяло поле g8 · черна пешка на бяло поле b7 · черна пешка на бяло поле h7 · черна пешка на бяло поле a6 · черен офицер на бяло поле c6 · бяла пешка на черно поле d6 · черна пешка на бяло поле e6 · бял цар на черно поле h6 · бяла пешка на черно поле a5 · бял офицер на черно поле e5 · бяла пешка на бяло поле g4 · бяла пешка на бяло поле f3 · бяла пешка на черно поле b2 | черен цар на бяло поле g8 · черна пешка на бяло поле b7 · черна пешка на бяло поле h7 · черна пешка на бяло поле a6 · черен офицер на бяло поле c6 · бяла пешка на черно поле d6 · черна пешка на бяло поле e6 · бял цар на черно поле h6 · бяла пешка на черно поле a5 · бял офицер на черно поле e5 · бяла пешка на бяло поле g4 · бяла пешка на бяло поле f3 · бяла пешка на черно поле b2 | черен цар на бяло поле g8 · черна пешка на бяло поле b7 · черна пешка на бяло поле h7 · черна пешка на бяло поле a6 · черен офицер на бяло поле c6 · бяла пешка на черно поле d6 · черна пешка на бяло поле e6 · бял цар на черно поле h6 · бяла пешка на черно поле a5 · бял офицер на черно поле e5 · бяла пешка на бяло поле g4 · бяла пешка на бяло поле f3 · бяла пешка на черно поле b2 | черен цар на бяло поле g8 · черна пешка на бяло поле b7 · черна пешка на бяло поле h7 · черна пешка на бяло поле a6 · черен офицер на бяло поле c6 · бяла пешка на черно поле d6 · черна пешка на бяло поле e6 · бял цар на черно поле h6 · бяла пешка на черно поле a5 · бял офицер на черно поле e5 · бяла пешка на бяло поле g4 · бяла пешка на бяло поле f3 · бяла пешка на черно поле b2 | черен цар на бяло поле g8 · черна пешка на бяло поле b7 · черна пешка на бяло поле h7 · черна пешка на бяло поле a6 · черен офицер на бяло поле c6 · бяла пешка на черно поле d6 · черна пешка на бяло поле e6 · бял цар на черно поле h6 · бяла пешка на черно поле a5 · бял офицер на черно поле e5 · бяла пешка на бяло поле g4 · бяла пешка на бяло поле f3 · бяла пешка на черно поле b2 | черен цар на бяло поле g8 · черна пешка на бяло поле b7 · черна пешка на бяло поле h7 · черна пешка на бяло поле a6 · черен офицер на бяло поле c6 · бяла пешка на черно поле d6 · черна пешка на бяло поле e6 · бял цар на черно поле h6 · бяла пешка на черно поле a5 · бял офицер на черно поле e5 · бяла пешка на бяло поле g4 · бяла пешка на бяло поле f3 · бяла пешка на черно поле b2 | черен цар на бяло поле g8 · черна пешка на бяло поле b7 · черна пешка на бяло поле h7 · черна пешка на бяло поле a6 · черен офицер на бяло поле c6 · бяла пешка на черно поле d6 · черна пешка на бяло поле e6 · бял цар на черно поле h6 · бяла пешка на черно поле a5 · бял офицер на черно поле e5 · бяла пешка на бяло поле g4 · бяла пешка на бяло поле f3 · бяла пешка на черно поле b2 | 7 |
| 6 | черен цар на бяло поле g8 · черна пешка на бяло поле b7 · черна пешка на бяло поле h7 · черна пешка на бяло поле a6 · черен офицер на бяло поле c6 · бяла пешка на черно поле d6 · черна пешка на бяло поле e6 · бял цар на черно поле h6 · бяла пешка на черно поле a5 · бял офицер на черно поле e5 · бяла пешка на бяло поле g4 · бяла пешка на бяло поле f3 · бяла пешка на черно поле b2 | черен цар на бяло поле g8 · черна пешка на бяло поле b7 · черна пешка на бяло поле h7 · черна пешка на бяло поле a6 · черен офицер на бяло поле c6 · бяла пешка на черно поле d6 · черна пешка на бяло поле e6 · бял цар на черно поле h6 · бяла пешка на черно поле a5 · бял офицер на черно поле e5 · бяла пешка на бяло поле g4 · бяла пешка на бяло поле f3 · бяла пешка на черно поле b2 | черен цар на бяло поле g8 · черна пешка на бяло поле b7 · черна пешка на бяло поле h7 · черна пешка на бяло поле a6 · черен офицер на бяло поле c6 · бяла пешка на черно поле d6 · черна пешка на бяло поле e6 · бял цар на черно поле h6 · бяла пешка на черно поле a5 · бял офицер на черно поле e5 · бяла пешка на бяло поле g4 · бяла пешка на бяло поле f3 · бяла пешка на черно поле b2 | черен цар на бяло поле g8 · черна пешка на бяло поле b7 · черна пешка на бяло поле h7 · черна пешка на бяло поле a6 · черен офицер на бяло поле c6 · бяла пешка на черно поле d6 · черна пешка на бяло поле e6 · бял цар на черно поле h6 · бяла пешка на черно поле a5 · бял офицер на черно поле e5 · бяла пешка на бяло поле g4 · бяла пешка на бяло поле f3 · бяла пешка на черно поле b2 | черен цар на бяло поле g8 · черна пешка на бяло поле b7 · черна пешка на бяло поле h7 · черна пешка на бяло поле a6 · черен офицер на бяло поле c6 · бяла пешка на черно поле d6 · черна пешка на бяло поле e6 · бял цар на черно поле h6 · бяла пешка на черно поле a5 · бял офицер на черно поле e5 · бяла пешка на бяло поле g4 · бяла пешка на бяло поле f3 · бяла пешка на черно поле b2 | черен цар на бяло поле g8 · черна пешка на бяло поле b7 · черна пешка на бяло поле h7 · черна пешка на бяло поле a6 · черен офицер на бяло поле c6 · бяла пешка на черно поле d6 · черна пешка на бяло поле e6 · бял цар на черно поле h6 · бяла пешка на черно поле a5 · бял офицер на черно поле e5 · бяла пешка на бяло поле g4 · бяла пешка на бяло поле f3 · бяла пешка на черно поле b2 | черен цар на бяло поле g8 · черна пешка на бяло поле b7 · черна пешка на бяло поле h7 · черна пешка на бяло поле a6 · черен офицер на бяло поле c6 · бяла пешка на черно поле d6 · черна пешка на бяло поле e6 · бял цар на черно поле h6 · бяла пешка на черно поле a5 · бял офицер на черно поле e5 · бяла пешка на бяло поле g4 · бяла пешка на бяло поле f3 · бяла пешка на черно поле b2 | черен цар на бяло поле g8 · черна пешка на бяло поле b7 · черна пешка на бяло поле h7 · черна пешка на бяло поле a6 · черен офицер на бяло поле c6 · бяла пешка на черно поле d6 · черна пешка на бяло поле e6 · бял цар на черно поле h6 · бяла пешка на черно поле a5 · бял офицер на черно поле e5 · бяла пешка на бяло поле g4 · бяла пешка на бяло поле f3 · бяла пешка на черно поле b2 | 6 |
| 5 | черен цар на бяло поле g8 · черна пешка на бяло поле b7 · черна пешка на бяло поле h7 · черна пешка на бяло поле a6 · черен офицер на бяло поле c6 · бяла пешка на черно поле d6 · черна пешка на бяло поле e6 · бял цар на черно поле h6 · бяла пешка на черно поле a5 · бял офицер на черно поле e5 · бяла пешка на бяло поле g4 · бяла пешка на бяло поле f3 · бяла пешка на черно поле b2 | черен цар на бяло поле g8 · черна пешка на бяло поле b7 · черна пешка на бяло поле h7 · черна пешка на бяло поле a6 · черен офицер на бяло поле c6 · бяла пешка на черно поле d6 · черна пешка на бяло поле e6 · бял цар на черно поле h6 · бяла пешка на черно поле a5 · бял офицер на черно поле e5 · бяла пешка на бяло поле g4 · бяла пешка на бяло поле f3 · бяла пешка на черно поле b2 | черен цар на бяло поле g8 · черна пешка на бяло поле b7 · черна пешка на бяло поле h7 · черна пешка на бяло поле a6 · черен офицер на бяло поле c6 · бяла пешка на черно поле d6 · черна пешка на бяло поле e6 · бял цар на черно поле h6 · бяла пешка на черно поле a5 · бял офицер на черно поле e5 · бяла пешка на бяло поле g4 · бяла пешка на бяло поле f3 · бяла пешка на черно поле b2 | черен цар на бяло поле g8 · черна пешка на бяло поле b7 · черна пешка на бяло поле h7 · черна пешка на бяло поле a6 · черен офицер на бяло поле c6 · бяла пешка на черно поле d6 · черна пешка на бяло поле e6 · бял цар на черно поле h6 · бяла пешка на черно поле a5 · бял офицер на черно поле e5 · бяла пешка на бяло поле g4 · бяла пешка на бяло поле f3 · бяла пешка на черно поле b2 | черен цар на бяло поле g8 · черна пешка на бяло поле b7 · черна пешка на бяло поле h7 · черна пешка на бяло поле a6 · черен офицер на бяло поле c6 · бяла пешка на черно поле d6 · черна пешка на бяло поле e6 · бял цар на черно поле h6 · бяла пешка на черно поле a5 · бял офицер на черно поле e5 · бяла пешка на бяло поле g4 · бяла пешка на бяло поле f3 · бяла пешка на черно поле b2 | черен цар на бяло поле g8 · черна пешка на бяло поле b7 · черна пешка на бяло поле h7 · черна пешка на бяло поле a6 · черен офицер на бяло поле c6 · бяла пешка на черно поле d6 · черна пешка на бяло поле e6 · бял цар на черно поле h6 · бяла пешка на черно поле a5 · бял офицер на черно поле e5 · бяла пешка на бяло поле g4 · бяла пешка на бяло поле f3 · бяла пешка на черно поле b2 | черен цар на бяло поле g8 · черна пешка на бяло поле b7 · черна пешка на бяло поле h7 · черна пешка на бяло поле a6 · черен офицер на бяло поле c6 · бяла пешка на черно поле d6 · черна пешка на бяло поле e6 · бял цар на черно поле h6 · бяла пешка на черно поле a5 · бял офицер на черно поле e5 · бяла пешка на бяло поле g4 · бяла пешка на бяло поле f3 · бяла пешка на черно поле b2 | черен цар на бяло поле g8 · черна пешка на бяло поле b7 · черна пешка на бяло поле h7 · черна пешка на бяло поле a6 · черен офицер на бяло поле c6 · бяла пешка на черно поле d6 · черна пешка на бяло поле e6 · бял цар на черно поле h6 · бяла пешка на черно поле a5 · бял офицер на черно поле e5 · бяла пешка на бяло поле g4 · бяла пешка на бяло поле f3 · бяла пешка на черно поле b2 | 5 |
| 4 | черен цар на бяло поле g8 · черна пешка на бяло поле b7 · черна пешка на бяло поле h7 · черна пешка на бяло поле a6 · черен офицер на бяло поле c6 · бяла пешка на черно поле d6 · черна пешка на бяло поле e6 · бял цар на черно поле h6 · бяла пешка на черно поле a5 · бял офицер на черно поле e5 · бяла пешка на бяло поле g4 · бяла пешка на бяло поле f3 · бяла пешка на черно поле b2 | черен цар на бяло поле g8 · черна пешка на бяло поле b7 · черна пешка на бяло поле h7 · черна пешка на бяло поле a6 · черен офицер на бяло поле c6 · бяла пешка на черно поле d6 · черна пешка на бяло поле e6 · бял цар на черно поле h6 · бяла пешка на черно поле a5 · бял офицер на черно поле e5 · бяла пешка на бяло поле g4 · бяла пешка на бяло поле f3 · бяла пешка на черно поле b2 | черен цар на бяло поле g8 · черна пешка на бяло поле b7 · черна пешка на бяло поле h7 · черна пешка на бяло поле a6 · черен офицер на бяло поле c6 · бяла пешка на черно поле d6 · черна пешка на бяло поле e6 · бял цар на черно поле h6 · бяла пешка на черно поле a5 · бял офицер на черно поле e5 · бяла пешка на бяло поле g4 · бяла пешка на бяло поле f3 · бяла пешка на черно поле b2 | черен цар на бяло поле g8 · черна пешка на бяло поле b7 · черна пешка на бяло поле h7 · черна пешка на бяло поле a6 · черен офицер на бяло поле c6 · бяла пешка на черно поле d6 · черна пешка на бяло поле e6 · бял цар на черно поле h6 · бяла пешка на черно поле a5 · бял офицер на черно поле e5 · бяла пешка на бяло поле g4 · бяла пешка на бяло поле f3 · бяла пешка на черно поле b2 | черен цар на бяло поле g8 · черна пешка на бяло поле b7 · черна пешка на бяло поле h7 · черна пешка на бяло поле a6 · черен офицер на бяло поле c6 · бяла пешка на черно поле d6 · черна пешка на бяло поле e6 · бял цар на черно поле h6 · бяла пешка на черно поле a5 · бял офицер на черно поле e5 · бяла пешка на бяло поле g4 · бяла пешка на бяло поле f3 · бяла пешка на черно поле b2 | черен цар на бяло поле g8 · черна пешка на бяло поле b7 · черна пешка на бяло поле h7 · черна пешка на бяло поле a6 · черен офицер на бяло поле c6 · бяла пешка на черно поле d6 · черна пешка на бяло поле e6 · бял цар на черно поле h6 · бяла пешка на черно поле a5 · бял офицер на черно поле e5 · бяла пешка на бяло поле g4 · бяла пешка на бяло поле f3 · бяла пешка на черно поле b2 | черен цар на бяло поле g8 · черна пешка на бяло поле b7 · черна пешка на бяло поле h7 · черна пешка на бяло поле a6 · черен офицер на бяло поле c6 · бяла пешка на черно поле d6 · черна пешка на бяло поле e6 · бял цар на черно поле h6 · бяла пешка на черно поле a5 · бял офицер на черно поле e5 · бяла пешка на бяло поле g4 · бяла пешка на бяло поле f3 · бяла пешка на черно поле b2 | черен цар на бяло поле g8 · черна пешка на бяло поле b7 · черна пешка на бяло поле h7 · черна пешка на бяло поле a6 · черен офицер на бяло поле c6 · бяла пешка на черно поле d6 · черна пешка на бяло поле e6 · бял цар на черно поле h6 · бяла пешка на черно поле a5 · бял офицер на черно поле e5 · бяла пешка на бяло поле g4 · бяла пешка на бяло поле f3 · бяла пешка на черно поле b2 | 4 |
| 3 | черен цар на бяло поле g8 · черна пешка на бяло поле b7 · черна пешка на бяло поле h7 · черна пешка на бяло поле a6 · черен офицер на бяло поле c6 · бяла пешка на черно поле d6 · черна пешка на бяло поле e6 · бял цар на черно поле h6 · бяла пешка на черно поле a5 · бял офицер на черно поле e5 · бяла пешка на бяло поле g4 · бяла пешка на бяло поле f3 · бяла пешка на черно поле b2 | черен цар на бяло поле g8 · черна пешка на бяло поле b7 · черна пешка на бяло поле h7 · черна пешка на бяло поле a6 · черен офицер на бяло поле c6 · бяла пешка на черно поле d6 · черна пешка на бяло поле e6 · бял цар на черно поле h6 · бяла пешка на черно поле a5 · бял офицер на черно поле e5 · бяла пешка на бяло поле g4 · бяла пешка на бяло поле f3 · бяла пешка на черно поле b2 | черен цар на бяло поле g8 · черна пешка на бяло поле b7 · черна пешка на бяло поле h7 · черна пешка на бяло поле a6 · черен офицер на бяло поле c6 · бяла пешка на черно поле d6 · черна пешка на бяло поле e6 · бял цар на черно поле h6 · бяла пешка на черно поле a5 · бял офицер на черно поле e5 · бяла пешка на бяло поле g4 · бяла пешка на бяло поле f3 · бяла пешка на черно поле b2 | черен цар на бяло поле g8 · черна пешка на бяло поле b7 · черна пешка на бяло поле h7 · черна пешка на бяло поле a6 · черен офицер на бяло поле c6 · бяла пешка на черно поле d6 · черна пешка на бяло поле e6 · бял цар на черно поле h6 · бяла пешка на черно поле a5 · бял офицер на черно поле e5 · бяла пешка на бяло поле g4 · бяла пешка на бяло поле f3 · бяла пешка на черно поле b2 | черен цар на бяло поле g8 · черна пешка на бяло поле b7 · черна пешка на бяло поле h7 · черна пешка на бяло поле a6 · черен офицер на бяло поле c6 · бяла пешка на черно поле d6 · черна пешка на бяло поле e6 · бял цар на черно поле h6 · бяла пешка на черно поле a5 · бял офицер на черно поле e5 · бяла пешка на бяло поле g4 · бяла пешка на бяло поле f3 · бяла пешка на черно поле b2 | черен цар на бяло поле g8 · черна пешка на бяло поле b7 · черна пешка на бяло поле h7 · черна пешка на бяло поле a6 · черен офицер на бяло поле c6 · бяла пешка на черно поле d6 · черна пешка на бяло поле e6 · бял цар на черно поле h6 · бяла пешка на черно поле a5 · бял офицер на черно поле e5 · бяла пешка на бяло поле g4 · бяла пешка на бяло поле f3 · бяла пешка на черно поле b2 | черен цар на бяло поле g8 · черна пешка на бяло поле b7 · черна пешка на бяло поле h7 · черна пешка на бяло поле a6 · черен офицер на бяло поле c6 · бяла пешка на черно поле d6 · черна пешка на бяло поле e6 · бял цар на черно поле h6 · бяла пешка на черно поле a5 · бял офицер на черно поле e5 · бяла пешка на бяло поле g4 · бяла пешка на бяло поле f3 · бяла пешка на черно поле b2 | черен цар на бяло поле g8 · черна пешка на бяло поле b7 · черна пешка на бяло поле h7 · черна пешка на бяло поле a6 · черен офицер на бяло поле c6 · бяла пешка на черно поле d6 · черна пешка на бяло поле e6 · бял цар на черно поле h6 · бяла пешка на черно поле a5 · бял офицер на черно поле e5 · бяла пешка на бяло поле g4 · бяла пешка на бяло поле f3 · бяла пешка на черно поле b2 | 3 |
| 2 | черен цар на бяло поле g8 · черна пешка на бяло поле b7 · черна пешка на бяло поле h7 · черна пешка на бяло поле a6 · черен офицер на бяло поле c6 · бяла пешка на черно поле d6 · черна пешка на бяло поле e6 · бял цар на черно поле h6 · бяла пешка на черно поле a5 · бял офицер на черно поле e5 · бяла пешка на бяло поле g4 · бяла пешка на бяло поле f3 · бяла пешка на черно поле b2 | черен цар на бяло поле g8 · черна пешка на бяло поле b7 · черна пешка на бяло поле h7 · черна пешка на бяло поле a6 · черен офицер на бяло поле c6 · бяла пешка на черно поле d6 · черна пешка на бяло поле e6 · бял цар на черно поле h6 · бяла пешка на черно поле a5 · бял офицер на черно поле e5 · бяла пешка на бяло поле g4 · бяла пешка на бяло поле f3 · бяла пешка на черно поле b2 | черен цар на бяло поле g8 · черна пешка на бяло поле b7 · черна пешка на бяло поле h7 · черна пешка на бяло поле a6 · черен офицер на бяло поле c6 · бяла пешка на черно поле d6 · черна пешка на бяло поле e6 · бял цар на черно поле h6 · бяла пешка на черно поле a5 · бял офицер на черно поле e5 · бяла пешка на бяло поле g4 · бяла пешка на бяло поле f3 · бяла пешка на черно поле b2 | черен цар на бяло поле g8 · черна пешка на бяло поле b7 · черна пешка на бяло поле h7 · черна пешка на бяло поле a6 · черен офицер на бяло поле c6 · бяла пешка на черно поле d6 · черна пешка на бяло поле e6 · бял цар на черно поле h6 · бяла пешка на черно поле a5 · бял офицер на черно поле e5 · бяла пешка на бяло поле g4 · бяла пешка на бяло поле f3 · бяла пешка на черно поле b2 | черен цар на бяло поле g8 · черна пешка на бяло поле b7 · черна пешка на бяло поле h7 · черна пешка на бяло поле a6 · черен офицер на бяло поле c6 · бяла пешка на черно поле d6 · черна пешка на бяло поле e6 · бял цар на черно поле h6 · бяла пешка на черно поле a5 · бял офицер на черно поле e5 · бяла пешка на бяло поле g4 · бяла пешка на бяло поле f3 · бяла пешка на черно поле b2 | черен цар на бяло поле g8 · черна пешка на бяло поле b7 · черна пешка на бяло поле h7 · черна пешка на бяло поле a6 · черен офицер на бяло поле c6 · бяла пешка на черно поле d6 · черна пешка на бяло поле e6 · бял цар на черно поле h6 · бяла пешка на черно поле a5 · бял офицер на черно поле e5 · бяла пешка на бяло поле g4 · бяла пешка на бяло поле f3 · бяла пешка на черно поле b2 | черен цар на бяло поле g8 · черна пешка на бяло поле b7 · черна пешка на бяло поле h7 · черна пешка на бяло поле a6 · черен офицер на бяло поле c6 · бяла пешка на черно поле d6 · черна пешка на бяло поле e6 · бял цар на черно поле h6 · бяла пешка на черно поле a5 · бял офицер на черно поле e5 · бяла пешка на бяло поле g4 · бяла пешка на бяло поле f3 · бяла пешка на черно поле b2 | черен цар на бяло поле g8 · черна пешка на бяло поле b7 · черна пешка на бяло поле h7 · черна пешка на бяло поле a6 · черен офицер на бяло поле c6 · бяла пешка на черно поле d6 · черна пешка на бяло поле e6 · бял цар на черно поле h6 · бяла пешка на черно поле a5 · бял офицер на черно поле e5 · бяла пешка на бяло поле g4 · бяла пешка на бяло поле f3 · бяла пешка на черно поле b2 | 2 |
| 1 | черен цар на бяло поле g8 · черна пешка на бяло поле b7 · черна пешка на бяло поле h7 · черна пешка на бяло поле a6 · черен офицер на бяло поле c6 · бяла пешка на черно поле d6 · черна пешка на бяло поле e6 · бял цар на черно поле h6 · бяла пешка на черно поле a5 · бял офицер на черно поле e5 · бяла пешка на бяло поле g4 · бяла пешка на бяло поле f3 · бяла пешка на черно поле b2 | черен цар на бяло поле g8 · черна пешка на бяло поле b7 · черна пешка на бяло поле h7 · черна пешка на бяло поле a6 · черен офицер на бяло поле c6 · бяла пешка на черно поле d6 · черна пешка на бяло поле e6 · бял цар на черно поле h6 · бяла пешка на черно поле a5 · бял офицер на черно поле e5 · бяла пешка на бяло поле g4 · бяла пешка на бяло поле f3 · бяла пешка на черно поле b2 | черен цар на бяло поле g8 · черна пешка на бяло поле b7 · черна пешка на бяло поле h7 · черна пешка на бяло поле a6 · черен офицер на бяло поле c6 · бяла пешка на черно поле d6 · черна пешка на бяло поле e6 · бял цар на черно поле h6 · бяла пешка на черно поле a5 · бял офицер на черно поле e5 · бяла пешка на бяло поле g4 · бяла пешка на бяло поле f3 · бяла пешка на черно поле b2 | черен цар на бяло поле g8 · черна пешка на бяло поле b7 · черна пешка на бяло поле h7 · черна пешка на бяло поле a6 · черен офицер на бяло поле c6 · бяла пешка на черно поле d6 · черна пешка на бяло поле e6 · бял цар на черно поле h6 · бяла пешка на черно поле a5 · бял офицер на черно поле e5 · бяла пешка на бяло поле g4 · бяла пешка на бяло поле f3 · бяла пешка на черно поле b2 | черен цар на бяло поле g8 · черна пешка на бяло поле b7 · черна пешка на бяло поле h7 · черна пешка на бяло поле a6 · черен офицер на бяло поле c6 · бяла пешка на черно поле d6 · черна пешка на бяло поле e6 · бял цар на черно поле h6 · бяла пешка на черно поле a5 · бял офицер на черно поле e5 · бяла пешка на бяло поле g4 · бяла пешка на бяло поле f3 · бяла пешка на черно поле b2 | черен цар на бяло поле g8 · черна пешка на бяло поле b7 · черна пешка на бяло поле h7 · черна пешка на бяло поле a6 · черен офицер на бяло поле c6 · бяла пешка на черно поле d6 · черна пешка на бяло поле e6 · бял цар на черно поле h6 · бяла пешка на черно поле a5 · бял офицер на черно поле e5 · бяла пешка на бяло поле g4 · бяла пешка на бяло поле f3 · бяла пешка на черно поле b2 | черен цар на бяло поле g8 · черна пешка на бяло поле b7 · черна пешка на бяло поле h7 · черна пешка на бяло поле a6 · черен офицер на бяло поле c6 · бяла пешка на черно поле d6 · черна пешка на бяло поле e6 · бял цар на черно поле h6 · бяла пешка на черно поле a5 · бял офицер на черно поле e5 · бяла пешка на бяло поле g4 · бяла пешка на бяло поле f3 · бяла пешка на черно поле b2 | черен цар на бяло поле g8 · черна пешка на бяло поле b7 · черна пешка на бяло поле h7 · черна пешка на бяло поле a6 · черен офицер на бяло поле c6 · бяла пешка на черно поле d6 · черна пешка на бяло поле e6 · бял цар на черно поле h6 · бяла пешка на черно поле a5 · бял офицер на черно поле e5 · бяла пешка на бяло поле g4 · бяла пешка на бяло поле f3 · бяла пешка на черно поле b2 | 1 |
|   | a | b | c | d | e | f | g | h |   |

Славянска защита, вариант Вийсбаден, D17
1.d4 d5 2.c4 c6 3.Nf3 Nf6 4.Nc3 dxc4 5.a4 Bf5 6.Ne5 e6 7.f3 c5 8.e4 Bg6 9.Be3 cxd4 10.Qxd4 Qxd4 11.Bxd4 Nfd7 12.Nxd7 Nxd7 13.Bxc4 Rc8 14.Bb5 a6 15.Bxd7+ Kxd7 16.Ke2 f6 17.Rhd1 Ke8 18.a5 Be7 19.Bb6 Rf8 20.Rac1 f5 21.e5 Bg5 22.Be3 f4 23.Ne4 Rxc1 24.Nd6+ Kd7 25.Bxc1 Kc6 26.Bd2 Be7 27.Rc1+ Kd7 28.Bc3 Bxd6 29.Rd1 Bf5 30.h4 g6 31.Rxd6+ Kc8 32.Bd2 Rd8 33.Bxf4 Rxd6 34.exd6 Kd7 35.Ke3 Bc2 36.Kd4 Ke8 37.Ke5 Kf7 38.Be3 Ba4 39.Kf4 Bb5 40.Bc5 Kf6 41.Bd4+ Kf7 42.Kg5 Bc6 43.Kh6 Kg8 44.h5 Be8 45.Kg5 Kf7 46.Kh6 Kg8 47.Bc5 gxh5 48.Kg5 Kg7 49.Bd4+ Kf7 50.Be5 h4 51.Kxh4 Kg6 52.Kg4 Bb5 53.Kf4 Kf7 54.Kg5 Bc6? 55.Kh6 Kg8 56.g4 1-0
Топалов печели ендшпил с разнополи офицери.

### Партия 9: Ананд – Топалов (½—½)
|   | a | b | c | d | e | f | g | h |   |
| 8 | черен цар на бяло поле b5 · бял топ на бяло поле a4 · бял цар на черно поле f4 · бял топ на черно поле a3 · бяла пешка на бяло поле f3 · черна дама на черно поле g1 | черен цар на бяло поле b5 · бял топ на бяло поле a4 · бял цар на черно поле f4 · бял топ на черно поле a3 · бяла пешка на бяло поле f3 · черна дама на черно поле g1 | черен цар на бяло поле b5 · бял топ на бяло поле a4 · бял цар на черно поле f4 · бял топ на черно поле a3 · бяла пешка на бяло поле f3 · черна дама на черно поле g1 | черен цар на бяло поле b5 · бял топ на бяло поле a4 · бял цар на черно поле f4 · бял топ на черно поле a3 · бяла пешка на бяло поле f3 · черна дама на черно поле g1 | черен цар на бяло поле b5 · бял топ на бяло поле a4 · бял цар на черно поле f4 · бял топ на черно поле a3 · бяла пешка на бяло поле f3 · черна дама на черно поле g1 | черен цар на бяло поле b5 · бял топ на бяло поле a4 · бял цар на черно поле f4 · бял топ на черно поле a3 · бяла пешка на бяло поле f3 · черна дама на черно поле g1 | черен цар на бяло поле b5 · бял топ на бяло поле a4 · бял цар на черно поле f4 · бял топ на черно поле a3 · бяла пешка на бяло поле f3 · черна дама на черно поле g1 | черен цар на бяло поле b5 · бял топ на бяло поле a4 · бял цар на черно поле f4 · бял топ на черно поле a3 · бяла пешка на бяло поле f3 · черна дама на черно поле g1 | 8 |
| 7 | черен цар на бяло поле b5 · бял топ на бяло поле a4 · бял цар на черно поле f4 · бял топ на черно поле a3 · бяла пешка на бяло поле f3 · черна дама на черно поле g1 | черен цар на бяло поле b5 · бял топ на бяло поле a4 · бял цар на черно поле f4 · бял топ на черно поле a3 · бяла пешка на бяло поле f3 · черна дама на черно поле g1 | черен цар на бяло поле b5 · бял топ на бяло поле a4 · бял цар на черно поле f4 · бял топ на черно поле a3 · бяла пешка на бяло поле f3 · черна дама на черно поле g1 | черен цар на бяло поле b5 · бял топ на бяло поле a4 · бял цар на черно поле f4 · бял топ на черно поле a3 · бяла пешка на бяло поле f3 · черна дама на черно поле g1 | черен цар на бяло поле b5 · бял топ на бяло поле a4 · бял цар на черно поле f4 · бял топ на черно поле a3 · бяла пешка на бяло поле f3 · черна дама на черно поле g1 | черен цар на бяло поле b5 · бял топ на бяло поле a4 · бял цар на черно поле f4 · бял топ на черно поле a3 · бяла пешка на бяло поле f3 · черна дама на черно поле g1 | черен цар на бяло поле b5 · бял топ на бяло поле a4 · бял цар на черно поле f4 · бял топ на черно поле a3 · бяла пешка на бяло поле f3 · черна дама на черно поле g1 | черен цар на бяло поле b5 · бял топ на бяло поле a4 · бял цар на черно поле f4 · бял топ на черно поле a3 · бяла пешка на бяло поле f3 · черна дама на черно поле g1 | 7 |
| 6 | черен цар на бяло поле b5 · бял топ на бяло поле a4 · бял цар на черно поле f4 · бял топ на черно поле a3 · бяла пешка на бяло поле f3 · черна дама на черно поле g1 | черен цар на бяло поле b5 · бял топ на бяло поле a4 · бял цар на черно поле f4 · бял топ на черно поле a3 · бяла пешка на бяло поле f3 · черна дама на черно поле g1 | черен цар на бяло поле b5 · бял топ на бяло поле a4 · бял цар на черно поле f4 · бял топ на черно поле a3 · бяла пешка на бяло поле f3 · черна дама на черно поле g1 | черен цар на бяло поле b5 · бял топ на бяло поле a4 · бял цар на черно поле f4 · бял топ на черно поле a3 · бяла пешка на бяло поле f3 · черна дама на черно поле g1 | черен цар на бяло поле b5 · бял топ на бяло поле a4 · бял цар на черно поле f4 · бял топ на черно поле a3 · бяла пешка на бяло поле f3 · черна дама на черно поле g1 | черен цар на бяло поле b5 · бял топ на бяло поле a4 · бял цар на черно поле f4 · бял топ на черно поле a3 · бяла пешка на бяло поле f3 · черна дама на черно поле g1 | черен цар на бяло поле b5 · бял топ на бяло поле a4 · бял цар на черно поле f4 · бял топ на черно поле a3 · бяла пешка на бяло поле f3 · черна дама на черно поле g1 | черен цар на бяло поле b5 · бял топ на бяло поле a4 · бял цар на черно поле f4 · бял топ на черно поле a3 · бяла пешка на бяло поле f3 · черна дама на черно поле g1 | 6 |
| 5 | черен цар на бяло поле b5 · бял топ на бяло поле a4 · бял цар на черно поле f4 · бял топ на черно поле a3 · бяла пешка на бяло поле f3 · черна дама на черно поле g1 | черен цар на бяло поле b5 · бял топ на бяло поле a4 · бял цар на черно поле f4 · бял топ на черно поле a3 · бяла пешка на бяло поле f3 · черна дама на черно поле g1 | черен цар на бяло поле b5 · бял топ на бяло поле a4 · бял цар на черно поле f4 · бял топ на черно поле a3 · бяла пешка на бяло поле f3 · черна дама на черно поле g1 | черен цар на бяло поле b5 · бял топ на бяло поле a4 · бял цар на черно поле f4 · бял топ на черно поле a3 · бяла пешка на бяло поле f3 · черна дама на черно поле g1 | черен цар на бяло поле b5 · бял топ на бяло поле a4 · бял цар на черно поле f4 · бял топ на черно поле a3 · бяла пешка на бяло поле f3 · черна дама на черно поле g1 | черен цар на бяло поле b5 · бял топ на бяло поле a4 · бял цар на черно поле f4 · бял топ на черно поле a3 · бяла пешка на бяло поле f3 · черна дама на черно поле g1 | черен цар на бяло поле b5 · бял топ на бяло поле a4 · бял цар на черно поле f4 · бял топ на черно поле a3 · бяла пешка на бяло поле f3 · черна дама на черно поле g1 | черен цар на бяло поле b5 · бял топ на бяло поле a4 · бял цар на черно поле f4 · бял топ на черно поле a3 · бяла пешка на бяло поле f3 · черна дама на черно поле g1 | 5 |
| 4 | черен цар на бяло поле b5 · бял топ на бяло поле a4 · бял цар на черно поле f4 · бял топ на черно поле a3 · бяла пешка на бяло поле f3 · черна дама на черно поле g1 | черен цар на бяло поле b5 · бял топ на бяло поле a4 · бял цар на черно поле f4 · бял топ на черно поле a3 · бяла пешка на бяло поле f3 · черна дама на черно поле g1 | черен цар на бяло поле b5 · бял топ на бяло поле a4 · бял цар на черно поле f4 · бял топ на черно поле a3 · бяла пешка на бяло поле f3 · черна дама на черно поле g1 | черен цар на бяло поле b5 · бял топ на бяло поле a4 · бял цар на черно поле f4 · бял топ на черно поле a3 · бяла пешка на бяло поле f3 · черна дама на черно поле g1 | черен цар на бяло поле b5 · бял топ на бяло поле a4 · бял цар на черно поле f4 · бял топ на черно поле a3 · бяла пешка на бяло поле f3 · черна дама на черно поле g1 | черен цар на бяло поле b5 · бял топ на бяло поле a4 · бял цар на черно поле f4 · бял топ на черно поле a3 · бяла пешка на бяло поле f3 · черна дама на черно поле g1 | черен цар на бяло поле b5 · бял топ на бяло поле a4 · бял цар на черно поле f4 · бял топ на черно поле a3 · бяла пешка на бяло поле f3 · черна дама на черно поле g1 | черен цар на бяло поле b5 · бял топ на бяло поле a4 · бял цар на черно поле f4 · бял топ на черно поле a3 · бяла пешка на бяло поле f3 · черна дама на черно поле g1 | 4 |
| 3 | черен цар на бяло поле b5 · бял топ на бяло поле a4 · бял цар на черно поле f4 · бял топ на черно поле a3 · бяла пешка на бяло поле f3 · черна дама на черно поле g1 | черен цар на бяло поле b5 · бял топ на бяло поле a4 · бял цар на черно поле f4 · бял топ на черно поле a3 · бяла пешка на бяло поле f3 · черна дама на черно поле g1 | черен цар на бяло поле b5 · бял топ на бяло поле a4 · бял цар на черно поле f4 · бял топ на черно поле a3 · бяла пешка на бяло поле f3 · черна дама на черно поле g1 | черен цар на бяло поле b5 · бял топ на бяло поле a4 · бял цар на черно поле f4 · бял топ на черно поле a3 · бяла пешка на бяло поле f3 · черна дама на черно поле g1 | черен цар на бяло поле b5 · бял топ на бяло поле a4 · бял цар на черно поле f4 · бял топ на черно поле a3 · бяла пешка на бяло поле f3 · черна дама на черно поле g1 | черен цар на бяло поле b5 · бял топ на бяло поле a4 · бял цар на черно поле f4 · бял топ на черно поле a3 · бяла пешка на бяло поле f3 · черна дама на черно поле g1 | черен цар на бяло поле b5 · бял топ на бяло поле a4 · бял цар на черно поле f4 · бял топ на черно поле a3 · бяла пешка на бяло поле f3 · черна дама на черно поле g1 | черен цар на бяло поле b5 · бял топ на бяло поле a4 · бял цар на черно поле f4 · бял топ на черно поле a3 · бяла пешка на бяло поле f3 · черна дама на черно поле g1 | 3 |
| 2 | черен цар на бяло поле b5 · бял топ на бяло поле a4 · бял цар на черно поле f4 · бял топ на черно поле a3 · бяла пешка на бяло поле f3 · черна дама на черно поле g1 | черен цар на бяло поле b5 · бял топ на бяло поле a4 · бял цар на черно поле f4 · бял топ на черно поле a3 · бяла пешка на бяло поле f3 · черна дама на черно поле g1 | черен цар на бяло поле b5 · бял топ на бяло поле a4 · бял цар на черно поле f4 · бял топ на черно поле a3 · бяла пешка на бяло поле f3 · черна дама на черно поле g1 | черен цар на бяло поле b5 · бял топ на бяло поле a4 · бял цар на черно поле f4 · бял топ на черно поле a3 · бяла пешка на бяло поле f3 · черна дама на черно поле g1 | черен цар на бяло поле b5 · бял топ на бяло поле a4 · бял цар на черно поле f4 · бял топ на черно поле a3 · бяла пешка на бяло поле f3 · черна дама на черно поле g1 | черен цар на бяло поле b5 · бял топ на бяло поле a4 · бял цар на черно поле f4 · бял топ на черно поле a3 · бяла пешка на бяло поле f3 · черна дама на черно поле g1 | черен цар на бяло поле b5 · бял топ на бяло поле a4 · бял цар на черно поле f4 · бял топ на черно поле a3 · бяла пешка на бяло поле f3 · черна дама на черно поле g1 | черен цар на бяло поле b5 · бял топ на бяло поле a4 · бял цар на черно поле f4 · бял топ на черно поле a3 · бяла пешка на бяло поле f3 · черна дама на черно поле g1 | 2 |
| 1 | черен цар на бяло поле b5 · бял топ на бяло поле a4 · бял цар на черно поле f4 · бял топ на черно поле a3 · бяла пешка на бяло поле f3 · черна дама на черно поле g1 | черен цар на бяло поле b5 · бял топ на бяло поле a4 · бял цар на черно поле f4 · бял топ на черно поле a3 · бяла пешка на бяло поле f3 · черна дама на черно поле g1 | черен цар на бяло поле b5 · бял топ на бяло поле a4 · бял цар на черно поле f4 · бял топ на черно поле a3 · бяла пешка на бяло поле f3 · черна дама на черно поле g1 | черен цар на бяло поле b5 · бял топ на бяло поле a4 · бял цар на черно поле f4 · бял топ на черно поле a3 · бяла пешка на бяло поле f3 · черна дама на черно поле g1 | черен цар на бяло поле b5 · бял топ на бяло поле a4 · бял цар на черно поле f4 · бял топ на черно поле a3 · бяла пешка на бяло поле f3 · черна дама на черно поле g1 | черен цар на бяло поле b5 · бял топ на бяло поле a4 · бял цар на черно поле f4 · бял топ на черно поле a3 · бяла пешка на бяло поле f3 · черна дама на черно поле g1 | черен цар на бяло поле b5 · бял топ на бяло поле a4 · бял цар на черно поле f4 · бял топ на черно поле a3 · бяла пешка на бяло поле f3 · черна дама на черно поле g1 | черен цар на бяло поле b5 · бял топ на бяло поле a4 · бял цар на черно поле f4 · бял топ на черно поле a3 · бяла пешка на бяло поле f3 · черна дама на черно поле g1 | 1 |
|   | a | b | c | d | e | f | g | h |   |

Защита Нимцович с 4.e3, E54
1.d4 Nf6 2. c4 e6 3. Nc3 Bb4 4. e3 O-O 5. Bd3 c5 6. Nf3 d5 7. O-O cxd4 8. exd4 dxc4 9. Bxc4 b6 10. Bg5 Bb7 11. Re1 Nbd7 12. Rc1 Rc8 13. Bd3 Re8 14. Qe2 Bxc3 15. bxc3 Qc7 16. Bh4 Nh5 17. Ng5 g6 18. Nh3 e5 19. f3 Qd6 20. Bf2 exd4 21. Qxe8+ Rxe8 22. Rxe8+ Nf8 23. cxd4 Nf6 24. Ree1 Ne6 25. Bc4 Bd5 26. Bg3 Qb4 27. Be5 Nd7 28. a3 Qa4 29. Bxd5 Nxe5 30. Bxe6 Qxd4+ 31. Kh1 fxe6 32. Ng5 Qd6 33. Ne4 Qxa3 34. Rc3 Qb2 35. h4 b5 36. Rc8+ Kg7 37. Rc7+ Kf8 38. Ng5 Ke8 39. Rxh7 Qc3 40. Rh8+? Kd7 41. Rh7+ Kc6 42. Re4 b4 43. Nxe6 Kb6 44. Nf4 Qa1+ 45. Kh2 a5 46. h5 gxh5? 47. Rxh5 Nc6 48. Nd5+ Kb7 49. Rh7+ Ka6 50. Re6 Kb5 51. Rh5 Nd4 52. Nb6+ Ka6 53. Rd6 Kb7 54. Nc4 Nxf3+ 55. gxf3 Qa2+ 56. Nd2 Kc7 57. Rhd5 b3 58. Rd7+ Kc8 59. Rd8+ Kc7 60. R8d7+ Kc8 61. Rg7 a4 62. Rc5+ Kb8 63. Rd5 Kc8 64. Kg3? Qa1 65. Rg4? b2 66. Rc4+ Kb7 67. Kf2 b1=Q 68. Nxb1 Qxb1 69. Rdd4 Qa2+ 70. Kg3 a3 71. Rc3 Qa1 72. Rb4+ Ka6 73. Ra4+ Kb5 74. Rcxa3 Qg1+ 75. Kf4 Qc1+ 76. Kf5 Qc5+ 77. Ke4 Qc2+ 78. Ke3 Qc1+ 79. Kf2 Qd2+ 80. Kg3 Qe1+ 81. Kf4 Qc1+ 82. Kg3 Qg1+ 83. Kf4 ½–½
реми с вечен шах

### Партия 10: Топалов – Ананд (½—½)
|   | a | b | c | d | e | f | g | h |   |
| 8 | черен цар на черно поле d6 · черна пешка на бяло поле g6 · черна пешка на черно поле a5 · бяла пешка на черно поле g5 · бял офицер на бяло поле c4 · черен кон на черно поле f4 · бял цар на бяло поле b3 | черен цар на черно поле d6 · черна пешка на бяло поле g6 · черна пешка на черно поле a5 · бяла пешка на черно поле g5 · бял офицер на бяло поле c4 · черен кон на черно поле f4 · бял цар на бяло поле b3 | черен цар на черно поле d6 · черна пешка на бяло поле g6 · черна пешка на черно поле a5 · бяла пешка на черно поле g5 · бял офицер на бяло поле c4 · черен кон на черно поле f4 · бял цар на бяло поле b3 | черен цар на черно поле d6 · черна пешка на бяло поле g6 · черна пешка на черно поле a5 · бяла пешка на черно поле g5 · бял офицер на бяло поле c4 · черен кон на черно поле f4 · бял цар на бяло поле b3 | черен цар на черно поле d6 · черна пешка на бяло поле g6 · черна пешка на черно поле a5 · бяла пешка на черно поле g5 · бял офицер на бяло поле c4 · черен кон на черно поле f4 · бял цар на бяло поле b3 | черен цар на черно поле d6 · черна пешка на бяло поле g6 · черна пешка на черно поле a5 · бяла пешка на черно поле g5 · бял офицер на бяло поле c4 · черен кон на черно поле f4 · бял цар на бяло поле b3 | черен цар на черно поле d6 · черна пешка на бяло поле g6 · черна пешка на черно поле a5 · бяла пешка на черно поле g5 · бял офицер на бяло поле c4 · черен кон на черно поле f4 · бял цар на бяло поле b3 | черен цар на черно поле d6 · черна пешка на бяло поле g6 · черна пешка на черно поле a5 · бяла пешка на черно поле g5 · бял офицер на бяло поле c4 · черен кон на черно поле f4 · бял цар на бяло поле b3 | 8 |
| 7 | черен цар на черно поле d6 · черна пешка на бяло поле g6 · черна пешка на черно поле a5 · бяла пешка на черно поле g5 · бял офицер на бяло поле c4 · черен кон на черно поле f4 · бял цар на бяло поле b3 | черен цар на черно поле d6 · черна пешка на бяло поле g6 · черна пешка на черно поле a5 · бяла пешка на черно поле g5 · бял офицер на бяло поле c4 · черен кон на черно поле f4 · бял цар на бяло поле b3 | черен цар на черно поле d6 · черна пешка на бяло поле g6 · черна пешка на черно поле a5 · бяла пешка на черно поле g5 · бял офицер на бяло поле c4 · черен кон на черно поле f4 · бял цар на бяло поле b3 | черен цар на черно поле d6 · черна пешка на бяло поле g6 · черна пешка на черно поле a5 · бяла пешка на черно поле g5 · бял офицер на бяло поле c4 · черен кон на черно поле f4 · бял цар на бяло поле b3 | черен цар на черно поле d6 · черна пешка на бяло поле g6 · черна пешка на черно поле a5 · бяла пешка на черно поле g5 · бял офицер на бяло поле c4 · черен кон на черно поле f4 · бял цар на бяло поле b3 | черен цар на черно поле d6 · черна пешка на бяло поле g6 · черна пешка на черно поле a5 · бяла пешка на черно поле g5 · бял офицер на бяло поле c4 · черен кон на черно поле f4 · бял цар на бяло поле b3 | черен цар на черно поле d6 · черна пешка на бяло поле g6 · черна пешка на черно поле a5 · бяла пешка на черно поле g5 · бял офицер на бяло поле c4 · черен кон на черно поле f4 · бял цар на бяло поле b3 | черен цар на черно поле d6 · черна пешка на бяло поле g6 · черна пешка на черно поле a5 · бяла пешка на черно поле g5 · бял офицер на бяло поле c4 · черен кон на черно поле f4 · бял цар на бяло поле b3 | 7 |
| 6 | черен цар на черно поле d6 · черна пешка на бяло поле g6 · черна пешка на черно поле a5 · бяла пешка на черно поле g5 · бял офицер на бяло поле c4 · черен кон на черно поле f4 · бял цар на бяло поле b3 | черен цар на черно поле d6 · черна пешка на бяло поле g6 · черна пешка на черно поле a5 · бяла пешка на черно поле g5 · бял офицер на бяло поле c4 · черен кон на черно поле f4 · бял цар на бяло поле b3 | черен цар на черно поле d6 · черна пешка на бяло поле g6 · черна пешка на черно поле a5 · бяла пешка на черно поле g5 · бял офицер на бяло поле c4 · черен кон на черно поле f4 · бял цар на бяло поле b3 | черен цар на черно поле d6 · черна пешка на бяло поле g6 · черна пешка на черно поле a5 · бяла пешка на черно поле g5 · бял офицер на бяло поле c4 · черен кон на черно поле f4 · бял цар на бяло поле b3 | черен цар на черно поле d6 · черна пешка на бяло поле g6 · черна пешка на черно поле a5 · бяла пешка на черно поле g5 · бял офицер на бяло поле c4 · черен кон на черно поле f4 · бял цар на бяло поле b3 | черен цар на черно поле d6 · черна пешка на бяло поле g6 · черна пешка на черно поле a5 · бяла пешка на черно поле g5 · бял офицер на бяло поле c4 · черен кон на черно поле f4 · бял цар на бяло поле b3 | черен цар на черно поле d6 · черна пешка на бяло поле g6 · черна пешка на черно поле a5 · бяла пешка на черно поле g5 · бял офицер на бяло поле c4 · черен кон на черно поле f4 · бял цар на бяло поле b3 | черен цар на черно поле d6 · черна пешка на бяло поле g6 · черна пешка на черно поле a5 · бяла пешка на черно поле g5 · бял офицер на бяло поле c4 · черен кон на черно поле f4 · бял цар на бяло поле b3 | 6 |
| 5 | черен цар на черно поле d6 · черна пешка на бяло поле g6 · черна пешка на черно поле a5 · бяла пешка на черно поле g5 · бял офицер на бяло поле c4 · черен кон на черно поле f4 · бял цар на бяло поле b3 | черен цар на черно поле d6 · черна пешка на бяло поле g6 · черна пешка на черно поле a5 · бяла пешка на черно поле g5 · бял офицер на бяло поле c4 · черен кон на черно поле f4 · бял цар на бяло поле b3 | черен цар на черно поле d6 · черна пешка на бяло поле g6 · черна пешка на черно поле a5 · бяла пешка на черно поле g5 · бял офицер на бяло поле c4 · черен кон на черно поле f4 · бял цар на бяло поле b3 | черен цар на черно поле d6 · черна пешка на бяло поле g6 · черна пешка на черно поле a5 · бяла пешка на черно поле g5 · бял офицер на бяло поле c4 · черен кон на черно поле f4 · бял цар на бяло поле b3 | черен цар на черно поле d6 · черна пешка на бяло поле g6 · черна пешка на черно поле a5 · бяла пешка на черно поле g5 · бял офицер на бяло поле c4 · черен кон на черно поле f4 · бял цар на бяло поле b3 | черен цар на черно поле d6 · черна пешка на бяло поле g6 · черна пешка на черно поле a5 · бяла пешка на черно поле g5 · бял офицер на бяло поле c4 · черен кон на черно поле f4 · бял цар на бяло поле b3 | черен цар на черно поле d6 · черна пешка на бяло поле g6 · черна пешка на черно поле a5 · бяла пешка на черно поле g5 · бял офицер на бяло поле c4 · черен кон на черно поле f4 · бял цар на бяло поле b3 | черен цар на черно поле d6 · черна пешка на бяло поле g6 · черна пешка на черно поле a5 · бяла пешка на черно поле g5 · бял офицер на бяло поле c4 · черен кон на черно поле f4 · бял цар на бяло поле b3 | 5 |
| 4 | черен цар на черно поле d6 · черна пешка на бяло поле g6 · черна пешка на черно поле a5 · бяла пешка на черно поле g5 · бял офицер на бяло поле c4 · черен кон на черно поле f4 · бял цар на бяло поле b3 | черен цар на черно поле d6 · черна пешка на бяло поле g6 · черна пешка на черно поле a5 · бяла пешка на черно поле g5 · бял офицер на бяло поле c4 · черен кон на черно поле f4 · бял цар на бяло поле b3 | черен цар на черно поле d6 · черна пешка на бяло поле g6 · черна пешка на черно поле a5 · бяла пешка на черно поле g5 · бял офицер на бяло поле c4 · черен кон на черно поле f4 · бял цар на бяло поле b3 | черен цар на черно поле d6 · черна пешка на бяло поле g6 · черна пешка на черно поле a5 · бяла пешка на черно поле g5 · бял офицер на бяло поле c4 · черен кон на черно поле f4 · бял цар на бяло поле b3 | черен цар на черно поле d6 · черна пешка на бяло поле g6 · черна пешка на черно поле a5 · бяла пешка на черно поле g5 · бял офицер на бяло поле c4 · черен кон на черно поле f4 · бял цар на бяло поле b3 | черен цар на черно поле d6 · черна пешка на бяло поле g6 · черна пешка на черно поле a5 · бяла пешка на черно поле g5 · бял офицер на бяло поле c4 · черен кон на черно поле f4 · бял цар на бяло поле b3 | черен цар на черно поле d6 · черна пешка на бяло поле g6 · черна пешка на черно поле a5 · бяла пешка на черно поле g5 · бял офицер на бяло поле c4 · черен кон на черно поле f4 · бял цар на бяло поле b3 | черен цар на черно поле d6 · черна пешка на бяло поле g6 · черна пешка на черно поле a5 · бяла пешка на черно поле g5 · бял офицер на бяло поле c4 · черен кон на черно поле f4 · бял цар на бяло поле b3 | 4 |
| 3 | черен цар на черно поле d6 · черна пешка на бяло поле g6 · черна пешка на черно поле a5 · бяла пешка на черно поле g5 · бял офицер на бяло поле c4 · черен кон на черно поле f4 · бял цар на бяло поле b3 | черен цар на черно поле d6 · черна пешка на бяло поле g6 · черна пешка на черно поле a5 · бяла пешка на черно поле g5 · бял офицер на бяло поле c4 · черен кон на черно поле f4 · бял цар на бяло поле b3 | черен цар на черно поле d6 · черна пешка на бяло поле g6 · черна пешка на черно поле a5 · бяла пешка на черно поле g5 · бял офицер на бяло поле c4 · черен кон на черно поле f4 · бял цар на бяло поле b3 | черен цар на черно поле d6 · черна пешка на бяло поле g6 · черна пешка на черно поле a5 · бяла пешка на черно поле g5 · бял офицер на бяло поле c4 · черен кон на черно поле f4 · бял цар на бяло поле b3 | черен цар на черно поле d6 · черна пешка на бяло поле g6 · черна пешка на черно поле a5 · бяла пешка на черно поле g5 · бял офицер на бяло поле c4 · черен кон на черно поле f4 · бял цар на бяло поле b3 | черен цар на черно поле d6 · черна пешка на бяло поле g6 · черна пешка на черно поле a5 · бяла пешка на черно поле g5 · бял офицер на бяло поле c4 · черен кон на черно поле f4 · бял цар на бяло поле b3 | черен цар на черно поле d6 · черна пешка на бяло поле g6 · черна пешка на черно поле a5 · бяла пешка на черно поле g5 · бял офицер на бяло поле c4 · черен кон на черно поле f4 · бял цар на бяло поле b3 | черен цар на черно поле d6 · черна пешка на бяло поле g6 · черна пешка на черно поле a5 · бяла пешка на черно поле g5 · бял офицер на бяло поле c4 · черен кон на черно поле f4 · бял цар на бяло поле b3 | 3 |
| 2 | черен цар на черно поле d6 · черна пешка на бяло поле g6 · черна пешка на черно поле a5 · бяла пешка на черно поле g5 · бял офицер на бяло поле c4 · черен кон на черно поле f4 · бял цар на бяло поле b3 | черен цар на черно поле d6 · черна пешка на бяло поле g6 · черна пешка на черно поле a5 · бяла пешка на черно поле g5 · бял офицер на бяло поле c4 · черен кон на черно поле f4 · бял цар на бяло поле b3 | черен цар на черно поле d6 · черна пешка на бяло поле g6 · черна пешка на черно поле a5 · бяла пешка на черно поле g5 · бял офицер на бяло поле c4 · черен кон на черно поле f4 · бял цар на бяло поле b3 | черен цар на черно поле d6 · черна пешка на бяло поле g6 · черна пешка на черно поле a5 · бяла пешка на черно поле g5 · бял офицер на бяло поле c4 · черен кон на черно поле f4 · бял цар на бяло поле b3 | черен цар на черно поле d6 · черна пешка на бяло поле g6 · черна пешка на черно поле a5 · бяла пешка на черно поле g5 · бял офицер на бяло поле c4 · черен кон на черно поле f4 · бял цар на бяло поле b3 | черен цар на черно поле d6 · черна пешка на бяло поле g6 · черна пешка на черно поле a5 · бяла пешка на черно поле g5 · бял офицер на бяло поле c4 · черен кон на черно поле f4 · бял цар на бяло поле b3 | черен цар на черно поле d6 · черна пешка на бяло поле g6 · черна пешка на черно поле a5 · бяла пешка на черно поле g5 · бял офицер на бяло поле c4 · черен кон на черно поле f4 · бял цар на бяло поле b3 | черен цар на черно поле d6 · черна пешка на бяло поле g6 · черна пешка на черно поле a5 · бяла пешка на черно поле g5 · бял офицер на бяло поле c4 · черен кон на черно поле f4 · бял цар на бяло поле b3 | 2 |
| 1 | черен цар на черно поле d6 · черна пешка на бяло поле g6 · черна пешка на черно поле a5 · бяла пешка на черно поле g5 · бял офицер на бяло поле c4 · черен кон на черно поле f4 · бял цар на бяло поле b3 | черен цар на черно поле d6 · черна пешка на бяло поле g6 · черна пешка на черно поле a5 · бяла пешка на черно поле g5 · бял офицер на бяло поле c4 · черен кон на черно поле f4 · бял цар на бяло поле b3 | черен цар на черно поле d6 · черна пешка на бяло поле g6 · черна пешка на черно поле a5 · бяла пешка на черно поле g5 · бял офицер на бяло поле c4 · черен кон на черно поле f4 · бял цар на бяло поле b3 | черен цар на черно поле d6 · черна пешка на бяло поле g6 · черна пешка на черно поле a5 · бяла пешка на черно поле g5 · бял офицер на бяло поле c4 · черен кон на черно поле f4 · бял цар на бяло поле b3 | черен цар на черно поле d6 · черна пешка на бяло поле g6 · черна пешка на черно поле a5 · бяла пешка на черно поле g5 · бял офицер на бяло поле c4 · черен кон на черно поле f4 · бял цар на бяло поле b3 | черен цар на черно поле d6 · черна пешка на бяло поле g6 · черна пешка на черно поле a5 · бяла пешка на черно поле g5 · бял офицер на бяло поле c4 · черен кон на черно поле f4 · бял цар на бяло поле b3 | черен цар на черно поле d6 · черна пешка на бяло поле g6 · черна пешка на черно поле a5 · бяла пешка на черно поле g5 · бял офицер на бяло поле c4 · черен кон на черно поле f4 · бял цар на бяло поле b3 | черен цар на черно поле d6 · черна пешка на бяло поле g6 · черна пешка на черно поле a5 · бяла пешка на черно поле g5 · бял офицер на бяло поле c4 · черен кон на черно поле f4 · бял цар на бяло поле b3 | 1 |
|   | a | b | c | d | e | f | g | h |   |

Защита Грюнфелд: Разменен вариант, D86
1.d4 Nf6 2.c4 g6 3.Nc3 d5 4.cxd5 Nxd5 5.e4 Nxc3 6.bxc3 Bg7 7.Bc4 c5 8.Ne2 Nc6 9.Be3 O-O 10.O-O b6 11.Qd2 Bb7 12.Rac1 Rc8 13.Rfd1 cxd4 14.cxd4 Qd6 15.d5 Na5 16.Bb5 Rxc1 17.Rxc1 Rc8 18.h3 Rxc1+ 19.Qxc1 e6 20.Nf4 exd5 21.Nxd5 f5 22.f3 fxe4 23.fxe4 Qe5 24.Bd3 Nc6 25.Ba6! Nd4?! 26.Qc4 Bxd5 27.Qxd5+ Qxd5 28.exd5 Be5 29.Kf2 Kf7 30.Bg5 Nf5 31.g4 Nd6 32.Kf3 Ne8 33.Bc1 Nc7 34.Bd3 Bd6 35.Ke4 b5 36.Kd4 a6 37.Be2 Ke7 38.Bg5+ Kd7 39.Bd2 Bg3 40.g5 Bf2+ 41.Ke5 Bg3+ 42.Ke4 Ne8 43.Bg4+ Ke7 44.Be6 Nd6+ 45.Kf3 Nc4! 46.Bc1 Bd6 47.Ke4 a5 48.Bg4 Ba3 49.Bxa3+ Nxa3 50.Ke5 Nc4+ 51.Kd4 Kd6 52.Be2 Na3 53.h4 Nc2+ 54.Kc3 Nb4 55.Bxb5 Nxa2+ 56.Kb3 Nb4 57.Be2 Nxd5 58.h5 Nf4 59.hxg6 hxg6 60.Bc4
Реми по взаимно съгласие

### Партия 11: Ананд – Топалов (½—½)
|   | a | b | c | d | e | f | g | h |   |
| 8 | бял топ на черно поле b8 · черна пешка на черно поле a7 · черен цар на черно поле g7 · черна пешка на черно поле f6 · бяла пешка на бяло поле g6 · бяла пешка на бяло поле f5 · бял цар на бяло поле h5 · черна пешка на бяло поле b3 · черен топ на бяло поле f3 | бял топ на черно поле b8 · черна пешка на черно поле a7 · черен цар на черно поле g7 · черна пешка на черно поле f6 · бяла пешка на бяло поле g6 · бяла пешка на бяло поле f5 · бял цар на бяло поле h5 · черна пешка на бяло поле b3 · черен топ на бяло поле f3 | бял топ на черно поле b8 · черна пешка на черно поле a7 · черен цар на черно поле g7 · черна пешка на черно поле f6 · бяла пешка на бяло поле g6 · бяла пешка на бяло поле f5 · бял цар на бяло поле h5 · черна пешка на бяло поле b3 · черен топ на бяло поле f3 | бял топ на черно поле b8 · черна пешка на черно поле a7 · черен цар на черно поле g7 · черна пешка на черно поле f6 · бяла пешка на бяло поле g6 · бяла пешка на бяло поле f5 · бял цар на бяло поле h5 · черна пешка на бяло поле b3 · черен топ на бяло поле f3 | бял топ на черно поле b8 · черна пешка на черно поле a7 · черен цар на черно поле g7 · черна пешка на черно поле f6 · бяла пешка на бяло поле g6 · бяла пешка на бяло поле f5 · бял цар на бяло поле h5 · черна пешка на бяло поле b3 · черен топ на бяло поле f3 | бял топ на черно поле b8 · черна пешка на черно поле a7 · черен цар на черно поле g7 · черна пешка на черно поле f6 · бяла пешка на бяло поле g6 · бяла пешка на бяло поле f5 · бял цар на бяло поле h5 · черна пешка на бяло поле b3 · черен топ на бяло поле f3 | бял топ на черно поле b8 · черна пешка на черно поле a7 · черен цар на черно поле g7 · черна пешка на черно поле f6 · бяла пешка на бяло поле g6 · бяла пешка на бяло поле f5 · бял цар на бяло поле h5 · черна пешка на бяло поле b3 · черен топ на бяло поле f3 | бял топ на черно поле b8 · черна пешка на черно поле a7 · черен цар на черно поле g7 · черна пешка на черно поле f6 · бяла пешка на бяло поле g6 · бяла пешка на бяло поле f5 · бял цар на бяло поле h5 · черна пешка на бяло поле b3 · черен топ на бяло поле f3 | 8 |
| 7 | бял топ на черно поле b8 · черна пешка на черно поле a7 · черен цар на черно поле g7 · черна пешка на черно поле f6 · бяла пешка на бяло поле g6 · бяла пешка на бяло поле f5 · бял цар на бяло поле h5 · черна пешка на бяло поле b3 · черен топ на бяло поле f3 | бял топ на черно поле b8 · черна пешка на черно поле a7 · черен цар на черно поле g7 · черна пешка на черно поле f6 · бяла пешка на бяло поле g6 · бяла пешка на бяло поле f5 · бял цар на бяло поле h5 · черна пешка на бяло поле b3 · черен топ на бяло поле f3 | бял топ на черно поле b8 · черна пешка на черно поле a7 · черен цар на черно поле g7 · черна пешка на черно поле f6 · бяла пешка на бяло поле g6 · бяла пешка на бяло поле f5 · бял цар на бяло поле h5 · черна пешка на бяло поле b3 · черен топ на бяло поле f3 | бял топ на черно поле b8 · черна пешка на черно поле a7 · черен цар на черно поле g7 · черна пешка на черно поле f6 · бяла пешка на бяло поле g6 · бяла пешка на бяло поле f5 · бял цар на бяло поле h5 · черна пешка на бяло поле b3 · черен топ на бяло поле f3 | бял топ на черно поле b8 · черна пешка на черно поле a7 · черен цар на черно поле g7 · черна пешка на черно поле f6 · бяла пешка на бяло поле g6 · бяла пешка на бяло поле f5 · бял цар на бяло поле h5 · черна пешка на бяло поле b3 · черен топ на бяло поле f3 | бял топ на черно поле b8 · черна пешка на черно поле a7 · черен цар на черно поле g7 · черна пешка на черно поле f6 · бяла пешка на бяло поле g6 · бяла пешка на бяло поле f5 · бял цар на бяло поле h5 · черна пешка на бяло поле b3 · черен топ на бяло поле f3 | бял топ на черно поле b8 · черна пешка на черно поле a7 · черен цар на черно поле g7 · черна пешка на черно поле f6 · бяла пешка на бяло поле g6 · бяла пешка на бяло поле f5 · бял цар на бяло поле h5 · черна пешка на бяло поле b3 · черен топ на бяло поле f3 | бял топ на черно поле b8 · черна пешка на черно поле a7 · черен цар на черно поле g7 · черна пешка на черно поле f6 · бяла пешка на бяло поле g6 · бяла пешка на бяло поле f5 · бял цар на бяло поле h5 · черна пешка на бяло поле b3 · черен топ на бяло поле f3 | 7 |
| 6 | бял топ на черно поле b8 · черна пешка на черно поле a7 · черен цар на черно поле g7 · черна пешка на черно поле f6 · бяла пешка на бяло поле g6 · бяла пешка на бяло поле f5 · бял цар на бяло поле h5 · черна пешка на бяло поле b3 · черен топ на бяло поле f3 | бял топ на черно поле b8 · черна пешка на черно поле a7 · черен цар на черно поле g7 · черна пешка на черно поле f6 · бяла пешка на бяло поле g6 · бяла пешка на бяло поле f5 · бял цар на бяло поле h5 · черна пешка на бяло поле b3 · черен топ на бяло поле f3 | бял топ на черно поле b8 · черна пешка на черно поле a7 · черен цар на черно поле g7 · черна пешка на черно поле f6 · бяла пешка на бяло поле g6 · бяла пешка на бяло поле f5 · бял цар на бяло поле h5 · черна пешка на бяло поле b3 · черен топ на бяло поле f3 | бял топ на черно поле b8 · черна пешка на черно поле a7 · черен цар на черно поле g7 · черна пешка на черно поле f6 · бяла пешка на бяло поле g6 · бяла пешка на бяло поле f5 · бял цар на бяло поле h5 · черна пешка на бяло поле b3 · черен топ на бяло поле f3 | бял топ на черно поле b8 · черна пешка на черно поле a7 · черен цар на черно поле g7 · черна пешка на черно поле f6 · бяла пешка на бяло поле g6 · бяла пешка на бяло поле f5 · бял цар на бяло поле h5 · черна пешка на бяло поле b3 · черен топ на бяло поле f3 | бял топ на черно поле b8 · черна пешка на черно поле a7 · черен цар на черно поле g7 · черна пешка на черно поле f6 · бяла пешка на бяло поле g6 · бяла пешка на бяло поле f5 · бял цар на бяло поле h5 · черна пешка на бяло поле b3 · черен топ на бяло поле f3 | бял топ на черно поле b8 · черна пешка на черно поле a7 · черен цар на черно поле g7 · черна пешка на черно поле f6 · бяла пешка на бяло поле g6 · бяла пешка на бяло поле f5 · бял цар на бяло поле h5 · черна пешка на бяло поле b3 · черен топ на бяло поле f3 | бял топ на черно поле b8 · черна пешка на черно поле a7 · черен цар на черно поле g7 · черна пешка на черно поле f6 · бяла пешка на бяло поле g6 · бяла пешка на бяло поле f5 · бял цар на бяло поле h5 · черна пешка на бяло поле b3 · черен топ на бяло поле f3 | 6 |
| 5 | бял топ на черно поле b8 · черна пешка на черно поле a7 · черен цар на черно поле g7 · черна пешка на черно поле f6 · бяла пешка на бяло поле g6 · бяла пешка на бяло поле f5 · бял цар на бяло поле h5 · черна пешка на бяло поле b3 · черен топ на бяло поле f3 | бял топ на черно поле b8 · черна пешка на черно поле a7 · черен цар на черно поле g7 · черна пешка на черно поле f6 · бяла пешка на бяло поле g6 · бяла пешка на бяло поле f5 · бял цар на бяло поле h5 · черна пешка на бяло поле b3 · черен топ на бяло поле f3 | бял топ на черно поле b8 · черна пешка на черно поле a7 · черен цар на черно поле g7 · черна пешка на черно поле f6 · бяла пешка на бяло поле g6 · бяла пешка на бяло поле f5 · бял цар на бяло поле h5 · черна пешка на бяло поле b3 · черен топ на бяло поле f3 | бял топ на черно поле b8 · черна пешка на черно поле a7 · черен цар на черно поле g7 · черна пешка на черно поле f6 · бяла пешка на бяло поле g6 · бяла пешка на бяло поле f5 · бял цар на бяло поле h5 · черна пешка на бяло поле b3 · черен топ на бяло поле f3 | бял топ на черно поле b8 · черна пешка на черно поле a7 · черен цар на черно поле g7 · черна пешка на черно поле f6 · бяла пешка на бяло поле g6 · бяла пешка на бяло поле f5 · бял цар на бяло поле h5 · черна пешка на бяло поле b3 · черен топ на бяло поле f3 | бял топ на черно поле b8 · черна пешка на черно поле a7 · черен цар на черно поле g7 · черна пешка на черно поле f6 · бяла пешка на бяло поле g6 · бяла пешка на бяло поле f5 · бял цар на бяло поле h5 · черна пешка на бяло поле b3 · черен топ на бяло поле f3 | бял топ на черно поле b8 · черна пешка на черно поле a7 · черен цар на черно поле g7 · черна пешка на черно поле f6 · бяла пешка на бяло поле g6 · бяла пешка на бяло поле f5 · бял цар на бяло поле h5 · черна пешка на бяло поле b3 · черен топ на бяло поле f3 | бял топ на черно поле b8 · черна пешка на черно поле a7 · черен цар на черно поле g7 · черна пешка на черно поле f6 · бяла пешка на бяло поле g6 · бяла пешка на бяло поле f5 · бял цар на бяло поле h5 · черна пешка на бяло поле b3 · черен топ на бяло поле f3 | 5 |
| 4 | бял топ на черно поле b8 · черна пешка на черно поле a7 · черен цар на черно поле g7 · черна пешка на черно поле f6 · бяла пешка на бяло поле g6 · бяла пешка на бяло поле f5 · бял цар на бяло поле h5 · черна пешка на бяло поле b3 · черен топ на бяло поле f3 | бял топ на черно поле b8 · черна пешка на черно поле a7 · черен цар на черно поле g7 · черна пешка на черно поле f6 · бяла пешка на бяло поле g6 · бяла пешка на бяло поле f5 · бял цар на бяло поле h5 · черна пешка на бяло поле b3 · черен топ на бяло поле f3 | бял топ на черно поле b8 · черна пешка на черно поле a7 · черен цар на черно поле g7 · черна пешка на черно поле f6 · бяла пешка на бяло поле g6 · бяла пешка на бяло поле f5 · бял цар на бяло поле h5 · черна пешка на бяло поле b3 · черен топ на бяло поле f3 | бял топ на черно поле b8 · черна пешка на черно поле a7 · черен цар на черно поле g7 · черна пешка на черно поле f6 · бяла пешка на бяло поле g6 · бяла пешка на бяло поле f5 · бял цар на бяло поле h5 · черна пешка на бяло поле b3 · черен топ на бяло поле f3 | бял топ на черно поле b8 · черна пешка на черно поле a7 · черен цар на черно поле g7 · черна пешка на черно поле f6 · бяла пешка на бяло поле g6 · бяла пешка на бяло поле f5 · бял цар на бяло поле h5 · черна пешка на бяло поле b3 · черен топ на бяло поле f3 | бял топ на черно поле b8 · черна пешка на черно поле a7 · черен цар на черно поле g7 · черна пешка на черно поле f6 · бяла пешка на бяло поле g6 · бяла пешка на бяло поле f5 · бял цар на бяло поле h5 · черна пешка на бяло поле b3 · черен топ на бяло поле f3 | бял топ на черно поле b8 · черна пешка на черно поле a7 · черен цар на черно поле g7 · черна пешка на черно поле f6 · бяла пешка на бяло поле g6 · бяла пешка на бяло поле f5 · бял цар на бяло поле h5 · черна пешка на бяло поле b3 · черен топ на бяло поле f3 | бял топ на черно поле b8 · черна пешка на черно поле a7 · черен цар на черно поле g7 · черна пешка на черно поле f6 · бяла пешка на бяло поле g6 · бяла пешка на бяло поле f5 · бял цар на бяло поле h5 · черна пешка на бяло поле b3 · черен топ на бяло поле f3 | 4 |
| 3 | бял топ на черно поле b8 · черна пешка на черно поле a7 · черен цар на черно поле g7 · черна пешка на черно поле f6 · бяла пешка на бяло поле g6 · бяла пешка на бяло поле f5 · бял цар на бяло поле h5 · черна пешка на бяло поле b3 · черен топ на бяло поле f3 | бял топ на черно поле b8 · черна пешка на черно поле a7 · черен цар на черно поле g7 · черна пешка на черно поле f6 · бяла пешка на бяло поле g6 · бяла пешка на бяло поле f5 · бял цар на бяло поле h5 · черна пешка на бяло поле b3 · черен топ на бяло поле f3 | бял топ на черно поле b8 · черна пешка на черно поле a7 · черен цар на черно поле g7 · черна пешка на черно поле f6 · бяла пешка на бяло поле g6 · бяла пешка на бяло поле f5 · бял цар на бяло поле h5 · черна пешка на бяло поле b3 · черен топ на бяло поле f3 | бял топ на черно поле b8 · черна пешка на черно поле a7 · черен цар на черно поле g7 · черна пешка на черно поле f6 · бяла пешка на бяло поле g6 · бяла пешка на бяло поле f5 · бял цар на бяло поле h5 · черна пешка на бяло поле b3 · черен топ на бяло поле f3 | бял топ на черно поле b8 · черна пешка на черно поле a7 · черен цар на черно поле g7 · черна пешка на черно поле f6 · бяла пешка на бяло поле g6 · бяла пешка на бяло поле f5 · бял цар на бяло поле h5 · черна пешка на бяло поле b3 · черен топ на бяло поле f3 | бял топ на черно поле b8 · черна пешка на черно поле a7 · черен цар на черно поле g7 · черна пешка на черно поле f6 · бяла пешка на бяло поле g6 · бяла пешка на бяло поле f5 · бял цар на бяло поле h5 · черна пешка на бяло поле b3 · черен топ на бяло поле f3 | бял топ на черно поле b8 · черна пешка на черно поле a7 · черен цар на черно поле g7 · черна пешка на черно поле f6 · бяла пешка на бяло поле g6 · бяла пешка на бяло поле f5 · бял цар на бяло поле h5 · черна пешка на бяло поле b3 · черен топ на бяло поле f3 | бял топ на черно поле b8 · черна пешка на черно поле a7 · черен цар на черно поле g7 · черна пешка на черно поле f6 · бяла пешка на бяло поле g6 · бяла пешка на бяло поле f5 · бял цар на бяло поле h5 · черна пешка на бяло поле b3 · черен топ на бяло поле f3 | 3 |
| 2 | бял топ на черно поле b8 · черна пешка на черно поле a7 · черен цар на черно поле g7 · черна пешка на черно поле f6 · бяла пешка на бяло поле g6 · бяла пешка на бяло поле f5 · бял цар на бяло поле h5 · черна пешка на бяло поле b3 · черен топ на бяло поле f3 | бял топ на черно поле b8 · черна пешка на черно поле a7 · черен цар на черно поле g7 · черна пешка на черно поле f6 · бяла пешка на бяло поле g6 · бяла пешка на бяло поле f5 · бял цар на бяло поле h5 · черна пешка на бяло поле b3 · черен топ на бяло поле f3 | бял топ на черно поле b8 · черна пешка на черно поле a7 · черен цар на черно поле g7 · черна пешка на черно поле f6 · бяла пешка на бяло поле g6 · бяла пешка на бяло поле f5 · бял цар на бяло поле h5 · черна пешка на бяло поле b3 · черен топ на бяло поле f3 | бял топ на черно поле b8 · черна пешка на черно поле a7 · черен цар на черно поле g7 · черна пешка на черно поле f6 · бяла пешка на бяло поле g6 · бяла пешка на бяло поле f5 · бял цар на бяло поле h5 · черна пешка на бяло поле b3 · черен топ на бяло поле f3 | бял топ на черно поле b8 · черна пешка на черно поле a7 · черен цар на черно поле g7 · черна пешка на черно поле f6 · бяла пешка на бяло поле g6 · бяла пешка на бяло поле f5 · бял цар на бяло поле h5 · черна пешка на бяло поле b3 · черен топ на бяло поле f3 | бял топ на черно поле b8 · черна пешка на черно поле a7 · черен цар на черно поле g7 · черна пешка на черно поле f6 · бяла пешка на бяло поле g6 · бяла пешка на бяло поле f5 · бял цар на бяло поле h5 · черна пешка на бяло поле b3 · черен топ на бяло поле f3 | бял топ на черно поле b8 · черна пешка на черно поле a7 · черен цар на черно поле g7 · черна пешка на черно поле f6 · бяла пешка на бяло поле g6 · бяла пешка на бяло поле f5 · бял цар на бяло поле h5 · черна пешка на бяло поле b3 · черен топ на бяло поле f3 | бял топ на черно поле b8 · черна пешка на черно поле a7 · черен цар на черно поле g7 · черна пешка на черно поле f6 · бяла пешка на бяло поле g6 · бяла пешка на бяло поле f5 · бял цар на бяло поле h5 · черна пешка на бяло поле b3 · черен топ на бяло поле f3 | 2 |
| 1 | бял топ на черно поле b8 · черна пешка на черно поле a7 · черен цар на черно поле g7 · черна пешка на черно поле f6 · бяла пешка на бяло поле g6 · бяла пешка на бяло поле f5 · бял цар на бяло поле h5 · черна пешка на бяло поле b3 · черен топ на бяло поле f3 | бял топ на черно поле b8 · черна пешка на черно поле a7 · черен цар на черно поле g7 · черна пешка на черно поле f6 · бяла пешка на бяло поле g6 · бяла пешка на бяло поле f5 · бял цар на бяло поле h5 · черна пешка на бяло поле b3 · черен топ на бяло поле f3 | бял топ на черно поле b8 · черна пешка на черно поле a7 · черен цар на черно поле g7 · черна пешка на черно поле f6 · бяла пешка на бяло поле g6 · бяла пешка на бяло поле f5 · бял цар на бяло поле h5 · черна пешка на бяло поле b3 · черен топ на бяло поле f3 | бял топ на черно поле b8 · черна пешка на черно поле a7 · черен цар на черно поле g7 · черна пешка на черно поле f6 · бяла пешка на бяло поле g6 · бяла пешка на бяло поле f5 · бял цар на бяло поле h5 · черна пешка на бяло поле b3 · черен топ на бяло поле f3 | бял топ на черно поле b8 · черна пешка на черно поле a7 · черен цар на черно поле g7 · черна пешка на черно поле f6 · бяла пешка на бяло поле g6 · бяла пешка на бяло поле f5 · бял цар на бяло поле h5 · черна пешка на бяло поле b3 · черен топ на бяло поле f3 | бял топ на черно поле b8 · черна пешка на черно поле a7 · черен цар на черно поле g7 · черна пешка на черно поле f6 · бяла пешка на бяло поле g6 · бяла пешка на бяло поле f5 · бял цар на бяло поле h5 · черна пешка на бяло поле b3 · черен топ на бяло поле f3 | бял топ на черно поле b8 · черна пешка на черно поле a7 · черен цар на черно поле g7 · черна пешка на черно поле f6 · бяла пешка на бяло поле g6 · бяла пешка на бяло поле f5 · бял цар на бяло поле h5 · черна пешка на бяло поле b3 · черен топ на бяло поле f3 | бял топ на черно поле b8 · черна пешка на черно поле a7 · черен цар на черно поле g7 · черна пешка на черно поле f6 · бяла пешка на бяло поле g6 · бяла пешка на бяло поле f5 · бял цар на бяло поле h5 · черна пешка на бяло поле b3 · черен топ на бяло поле f3 | 1 |
|   | a | b | c | d | e | f | g | h |   |

Английско начало, A22
1. c4 e5 2. Nc3 Nf6 3. Nf3 Nc6 4. g3 d5 5. cxd5 Nxd5 6. Bg2 Nb6 7. 0-0 Be7 8. a3 0-0 9. b4 Be6 10. d3 f6 11. Ne4 Qe8 12. Nc5 Bxc5 13. bxc5 Nd5 14. Bb2 Rd8 15. Qc2 Nde7 16. Rab1 Ba2 17. Rbc1 Qf7 18. Bc3 Rd7 19. Qb2 Rb8 20. Rfd1 Be6 21. Rd2 h6 22. Qb1 Nd5 23. Rb2 b6 24. cxb6 cxb6 25. Bd2 Rd6 26. Rbc2 Qd7 27. h4 Rd8 28. Qb5 Nde7 29. Qb2 Bd5 30. Bb4 Nxb4 31. axb4 Rc6 32. b5 Rxc2 33. Rxc2 Be6 34. d4 e4 35. Nd2 Qxd4 36. Nxe4 Qxb2 37. Rxb2 Kf7 38. e3 g5 39. hxg5 hxg5 40. f4 gxf4 41. exf4 Rd4 42. Kf2 Nf5 43. Bf3 Bd5 44. Nd2 Bxf3 45. Nxf3 Ra4 46. g4 Nd6 47. Kg3 Ne4 48. Kh4 Nd6 49. Rd2 Nxb5 50. f5 Re4 51. Kh5 Re3 52. Nh4 Nc3 53. Rd7 Re7 54. Rd3 Ne4 55. Ng6 Nc5 56. Ra3 Rd7 57. Re3 Kg7 58. g5 b5 59. Nf4 b4 60. g6 b3 61. Rc3 Rd4 62. Rxc5 Rxf4 63. Rc7 Kg8 64. Rb7 Rf3 65. Rb8 Kg7 ½–½

### Партия 12: Топалов – Ананд (0—1)
|   | a | b | c | d | e | f | g | h |   |
| 8 | бял кон на бяло поле f7 · черна дама на черно поле g7 · черен цар на бяло поле h7 · бял топ на черно поле d6 · черна пешка на черно поле a5 · черна пешка на бяло поле h5 · бяла пешка на бяло поле a4 · черна пешка на бяло поле c4 · бяла пешка на черно поле g3 · бял цар на бяло поле h3 | бял кон на бяло поле f7 · черна дама на черно поле g7 · черен цар на бяло поле h7 · бял топ на черно поле d6 · черна пешка на черно поле a5 · черна пешка на бяло поле h5 · бяла пешка на бяло поле a4 · черна пешка на бяло поле c4 · бяла пешка на черно поле g3 · бял цар на бяло поле h3 | бял кон на бяло поле f7 · черна дама на черно поле g7 · черен цар на бяло поле h7 · бял топ на черно поле d6 · черна пешка на черно поле a5 · черна пешка на бяло поле h5 · бяла пешка на бяло поле a4 · черна пешка на бяло поле c4 · бяла пешка на черно поле g3 · бял цар на бяло поле h3 | бял кон на бяло поле f7 · черна дама на черно поле g7 · черен цар на бяло поле h7 · бял топ на черно поле d6 · черна пешка на черно поле a5 · черна пешка на бяло поле h5 · бяла пешка на бяло поле a4 · черна пешка на бяло поле c4 · бяла пешка на черно поле g3 · бял цар на бяло поле h3 | бял кон на бяло поле f7 · черна дама на черно поле g7 · черен цар на бяло поле h7 · бял топ на черно поле d6 · черна пешка на черно поле a5 · черна пешка на бяло поле h5 · бяла пешка на бяло поле a4 · черна пешка на бяло поле c4 · бяла пешка на черно поле g3 · бял цар на бяло поле h3 | бял кон на бяло поле f7 · черна дама на черно поле g7 · черен цар на бяло поле h7 · бял топ на черно поле d6 · черна пешка на черно поле a5 · черна пешка на бяло поле h5 · бяла пешка на бяло поле a4 · черна пешка на бяло поле c4 · бяла пешка на черно поле g3 · бял цар на бяло поле h3 | бял кон на бяло поле f7 · черна дама на черно поле g7 · черен цар на бяло поле h7 · бял топ на черно поле d6 · черна пешка на черно поле a5 · черна пешка на бяло поле h5 · бяла пешка на бяло поле a4 · черна пешка на бяло поле c4 · бяла пешка на черно поле g3 · бял цар на бяло поле h3 | бял кон на бяло поле f7 · черна дама на черно поле g7 · черен цар на бяло поле h7 · бял топ на черно поле d6 · черна пешка на черно поле a5 · черна пешка на бяло поле h5 · бяла пешка на бяло поле a4 · черна пешка на бяло поле c4 · бяла пешка на черно поле g3 · бял цар на бяло поле h3 | 8 |
| 7 | бял кон на бяло поле f7 · черна дама на черно поле g7 · черен цар на бяло поле h7 · бял топ на черно поле d6 · черна пешка на черно поле a5 · черна пешка на бяло поле h5 · бяла пешка на бяло поле a4 · черна пешка на бяло поле c4 · бяла пешка на черно поле g3 · бял цар на бяло поле h3 | бял кон на бяло поле f7 · черна дама на черно поле g7 · черен цар на бяло поле h7 · бял топ на черно поле d6 · черна пешка на черно поле a5 · черна пешка на бяло поле h5 · бяла пешка на бяло поле a4 · черна пешка на бяло поле c4 · бяла пешка на черно поле g3 · бял цар на бяло поле h3 | бял кон на бяло поле f7 · черна дама на черно поле g7 · черен цар на бяло поле h7 · бял топ на черно поле d6 · черна пешка на черно поле a5 · черна пешка на бяло поле h5 · бяла пешка на бяло поле a4 · черна пешка на бяло поле c4 · бяла пешка на черно поле g3 · бял цар на бяло поле h3 | бял кон на бяло поле f7 · черна дама на черно поле g7 · черен цар на бяло поле h7 · бял топ на черно поле d6 · черна пешка на черно поле a5 · черна пешка на бяло поле h5 · бяла пешка на бяло поле a4 · черна пешка на бяло поле c4 · бяла пешка на черно поле g3 · бял цар на бяло поле h3 | бял кон на бяло поле f7 · черна дама на черно поле g7 · черен цар на бяло поле h7 · бял топ на черно поле d6 · черна пешка на черно поле a5 · черна пешка на бяло поле h5 · бяла пешка на бяло поле a4 · черна пешка на бяло поле c4 · бяла пешка на черно поле g3 · бял цар на бяло поле h3 | бял кон на бяло поле f7 · черна дама на черно поле g7 · черен цар на бяло поле h7 · бял топ на черно поле d6 · черна пешка на черно поле a5 · черна пешка на бяло поле h5 · бяла пешка на бяло поле a4 · черна пешка на бяло поле c4 · бяла пешка на черно поле g3 · бял цар на бяло поле h3 | бял кон на бяло поле f7 · черна дама на черно поле g7 · черен цар на бяло поле h7 · бял топ на черно поле d6 · черна пешка на черно поле a5 · черна пешка на бяло поле h5 · бяла пешка на бяло поле a4 · черна пешка на бяло поле c4 · бяла пешка на черно поле g3 · бял цар на бяло поле h3 | бял кон на бяло поле f7 · черна дама на черно поле g7 · черен цар на бяло поле h7 · бял топ на черно поле d6 · черна пешка на черно поле a5 · черна пешка на бяло поле h5 · бяла пешка на бяло поле a4 · черна пешка на бяло поле c4 · бяла пешка на черно поле g3 · бял цар на бяло поле h3 | 7 |
| 6 | бял кон на бяло поле f7 · черна дама на черно поле g7 · черен цар на бяло поле h7 · бял топ на черно поле d6 · черна пешка на черно поле a5 · черна пешка на бяло поле h5 · бяла пешка на бяло поле a4 · черна пешка на бяло поле c4 · бяла пешка на черно поле g3 · бял цар на бяло поле h3 | бял кон на бяло поле f7 · черна дама на черно поле g7 · черен цар на бяло поле h7 · бял топ на черно поле d6 · черна пешка на черно поле a5 · черна пешка на бяло поле h5 · бяла пешка на бяло поле a4 · черна пешка на бяло поле c4 · бяла пешка на черно поле g3 · бял цар на бяло поле h3 | бял кон на бяло поле f7 · черна дама на черно поле g7 · черен цар на бяло поле h7 · бял топ на черно поле d6 · черна пешка на черно поле a5 · черна пешка на бяло поле h5 · бяла пешка на бяло поле a4 · черна пешка на бяло поле c4 · бяла пешка на черно поле g3 · бял цар на бяло поле h3 | бял кон на бяло поле f7 · черна дама на черно поле g7 · черен цар на бяло поле h7 · бял топ на черно поле d6 · черна пешка на черно поле a5 · черна пешка на бяло поле h5 · бяла пешка на бяло поле a4 · черна пешка на бяло поле c4 · бяла пешка на черно поле g3 · бял цар на бяло поле h3 | бял кон на бяло поле f7 · черна дама на черно поле g7 · черен цар на бяло поле h7 · бял топ на черно поле d6 · черна пешка на черно поле a5 · черна пешка на бяло поле h5 · бяла пешка на бяло поле a4 · черна пешка на бяло поле c4 · бяла пешка на черно поле g3 · бял цар на бяло поле h3 | бял кон на бяло поле f7 · черна дама на черно поле g7 · черен цар на бяло поле h7 · бял топ на черно поле d6 · черна пешка на черно поле a5 · черна пешка на бяло поле h5 · бяла пешка на бяло поле a4 · черна пешка на бяло поле c4 · бяла пешка на черно поле g3 · бял цар на бяло поле h3 | бял кон на бяло поле f7 · черна дама на черно поле g7 · черен цар на бяло поле h7 · бял топ на черно поле d6 · черна пешка на черно поле a5 · черна пешка на бяло поле h5 · бяла пешка на бяло поле a4 · черна пешка на бяло поле c4 · бяла пешка на черно поле g3 · бял цар на бяло поле h3 | бял кон на бяло поле f7 · черна дама на черно поле g7 · черен цар на бяло поле h7 · бял топ на черно поле d6 · черна пешка на черно поле a5 · черна пешка на бяло поле h5 · бяла пешка на бяло поле a4 · черна пешка на бяло поле c4 · бяла пешка на черно поле g3 · бял цар на бяло поле h3 | 6 |
| 5 | бял кон на бяло поле f7 · черна дама на черно поле g7 · черен цар на бяло поле h7 · бял топ на черно поле d6 · черна пешка на черно поле a5 · черна пешка на бяло поле h5 · бяла пешка на бяло поле a4 · черна пешка на бяло поле c4 · бяла пешка на черно поле g3 · бял цар на бяло поле h3 | бял кон на бяло поле f7 · черна дама на черно поле g7 · черен цар на бяло поле h7 · бял топ на черно поле d6 · черна пешка на черно поле a5 · черна пешка на бяло поле h5 · бяла пешка на бяло поле a4 · черна пешка на бяло поле c4 · бяла пешка на черно поле g3 · бял цар на бяло поле h3 | бял кон на бяло поле f7 · черна дама на черно поле g7 · черен цар на бяло поле h7 · бял топ на черно поле d6 · черна пешка на черно поле a5 · черна пешка на бяло поле h5 · бяла пешка на бяло поле a4 · черна пешка на бяло поле c4 · бяла пешка на черно поле g3 · бял цар на бяло поле h3 | бял кон на бяло поле f7 · черна дама на черно поле g7 · черен цар на бяло поле h7 · бял топ на черно поле d6 · черна пешка на черно поле a5 · черна пешка на бяло поле h5 · бяла пешка на бяло поле a4 · черна пешка на бяло поле c4 · бяла пешка на черно поле g3 · бял цар на бяло поле h3 | бял кон на бяло поле f7 · черна дама на черно поле g7 · черен цар на бяло поле h7 · бял топ на черно поле d6 · черна пешка на черно поле a5 · черна пешка на бяло поле h5 · бяла пешка на бяло поле a4 · черна пешка на бяло поле c4 · бяла пешка на черно поле g3 · бял цар на бяло поле h3 | бял кон на бяло поле f7 · черна дама на черно поле g7 · черен цар на бяло поле h7 · бял топ на черно поле d6 · черна пешка на черно поле a5 · черна пешка на бяло поле h5 · бяла пешка на бяло поле a4 · черна пешка на бяло поле c4 · бяла пешка на черно поле g3 · бял цар на бяло поле h3 | бял кон на бяло поле f7 · черна дама на черно поле g7 · черен цар на бяло поле h7 · бял топ на черно поле d6 · черна пешка на черно поле a5 · черна пешка на бяло поле h5 · бяла пешка на бяло поле a4 · черна пешка на бяло поле c4 · бяла пешка на черно поле g3 · бял цар на бяло поле h3 | бял кон на бяло поле f7 · черна дама на черно поле g7 · черен цар на бяло поле h7 · бял топ на черно поле d6 · черна пешка на черно поле a5 · черна пешка на бяло поле h5 · бяла пешка на бяло поле a4 · черна пешка на бяло поле c4 · бяла пешка на черно поле g3 · бял цар на бяло поле h3 | 5 |
| 4 | бял кон на бяло поле f7 · черна дама на черно поле g7 · черен цар на бяло поле h7 · бял топ на черно поле d6 · черна пешка на черно поле a5 · черна пешка на бяло поле h5 · бяла пешка на бяло поле a4 · черна пешка на бяло поле c4 · бяла пешка на черно поле g3 · бял цар на бяло поле h3 | бял кон на бяло поле f7 · черна дама на черно поле g7 · черен цар на бяло поле h7 · бял топ на черно поле d6 · черна пешка на черно поле a5 · черна пешка на бяло поле h5 · бяла пешка на бяло поле a4 · черна пешка на бяло поле c4 · бяла пешка на черно поле g3 · бял цар на бяло поле h3 | бял кон на бяло поле f7 · черна дама на черно поле g7 · черен цар на бяло поле h7 · бял топ на черно поле d6 · черна пешка на черно поле a5 · черна пешка на бяло поле h5 · бяла пешка на бяло поле a4 · черна пешка на бяло поле c4 · бяла пешка на черно поле g3 · бял цар на бяло поле h3 | бял кон на бяло поле f7 · черна дама на черно поле g7 · черен цар на бяло поле h7 · бял топ на черно поле d6 · черна пешка на черно поле a5 · черна пешка на бяло поле h5 · бяла пешка на бяло поле a4 · черна пешка на бяло поле c4 · бяла пешка на черно поле g3 · бял цар на бяло поле h3 | бял кон на бяло поле f7 · черна дама на черно поле g7 · черен цар на бяло поле h7 · бял топ на черно поле d6 · черна пешка на черно поле a5 · черна пешка на бяло поле h5 · бяла пешка на бяло поле a4 · черна пешка на бяло поле c4 · бяла пешка на черно поле g3 · бял цар на бяло поле h3 | бял кон на бяло поле f7 · черна дама на черно поле g7 · черен цар на бяло поле h7 · бял топ на черно поле d6 · черна пешка на черно поле a5 · черна пешка на бяло поле h5 · бяла пешка на бяло поле a4 · черна пешка на бяло поле c4 · бяла пешка на черно поле g3 · бял цар на бяло поле h3 | бял кон на бяло поле f7 · черна дама на черно поле g7 · черен цар на бяло поле h7 · бял топ на черно поле d6 · черна пешка на черно поле a5 · черна пешка на бяло поле h5 · бяла пешка на бяло поле a4 · черна пешка на бяло поле c4 · бяла пешка на черно поле g3 · бял цар на бяло поле h3 | бял кон на бяло поле f7 · черна дама на черно поле g7 · черен цар на бяло поле h7 · бял топ на черно поле d6 · черна пешка на черно поле a5 · черна пешка на бяло поле h5 · бяла пешка на бяло поле a4 · черна пешка на бяло поле c4 · бяла пешка на черно поле g3 · бял цар на бяло поле h3 | 4 |
| 3 | бял кон на бяло поле f7 · черна дама на черно поле g7 · черен цар на бяло поле h7 · бял топ на черно поле d6 · черна пешка на черно поле a5 · черна пешка на бяло поле h5 · бяла пешка на бяло поле a4 · черна пешка на бяло поле c4 · бяла пешка на черно поле g3 · бял цар на бяло поле h3 | бял кон на бяло поле f7 · черна дама на черно поле g7 · черен цар на бяло поле h7 · бял топ на черно поле d6 · черна пешка на черно поле a5 · черна пешка на бяло поле h5 · бяла пешка на бяло поле a4 · черна пешка на бяло поле c4 · бяла пешка на черно поле g3 · бял цар на бяло поле h3 | бял кон на бяло поле f7 · черна дама на черно поле g7 · черен цар на бяло поле h7 · бял топ на черно поле d6 · черна пешка на черно поле a5 · черна пешка на бяло поле h5 · бяла пешка на бяло поле a4 · черна пешка на бяло поле c4 · бяла пешка на черно поле g3 · бял цар на бяло поле h3 | бял кон на бяло поле f7 · черна дама на черно поле g7 · черен цар на бяло поле h7 · бял топ на черно поле d6 · черна пешка на черно поле a5 · черна пешка на бяло поле h5 · бяла пешка на бяло поле a4 · черна пешка на бяло поле c4 · бяла пешка на черно поле g3 · бял цар на бяло поле h3 | бял кон на бяло поле f7 · черна дама на черно поле g7 · черен цар на бяло поле h7 · бял топ на черно поле d6 · черна пешка на черно поле a5 · черна пешка на бяло поле h5 · бяла пешка на бяло поле a4 · черна пешка на бяло поле c4 · бяла пешка на черно поле g3 · бял цар на бяло поле h3 | бял кон на бяло поле f7 · черна дама на черно поле g7 · черен цар на бяло поле h7 · бял топ на черно поле d6 · черна пешка на черно поле a5 · черна пешка на бяло поле h5 · бяла пешка на бяло поле a4 · черна пешка на бяло поле c4 · бяла пешка на черно поле g3 · бял цар на бяло поле h3 | бял кон на бяло поле f7 · черна дама на черно поле g7 · черен цар на бяло поле h7 · бял топ на черно поле d6 · черна пешка на черно поле a5 · черна пешка на бяло поле h5 · бяла пешка на бяло поле a4 · черна пешка на бяло поле c4 · бяла пешка на черно поле g3 · бял цар на бяло поле h3 | бял кон на бяло поле f7 · черна дама на черно поле g7 · черен цар на бяло поле h7 · бял топ на черно поле d6 · черна пешка на черно поле a5 · черна пешка на бяло поле h5 · бяла пешка на бяло поле a4 · черна пешка на бяло поле c4 · бяла пешка на черно поле g3 · бял цар на бяло поле h3 | 3 |
| 2 | бял кон на бяло поле f7 · черна дама на черно поле g7 · черен цар на бяло поле h7 · бял топ на черно поле d6 · черна пешка на черно поле a5 · черна пешка на бяло поле h5 · бяла пешка на бяло поле a4 · черна пешка на бяло поле c4 · бяла пешка на черно поле g3 · бял цар на бяло поле h3 | бял кон на бяло поле f7 · черна дама на черно поле g7 · черен цар на бяло поле h7 · бял топ на черно поле d6 · черна пешка на черно поле a5 · черна пешка на бяло поле h5 · бяла пешка на бяло поле a4 · черна пешка на бяло поле c4 · бяла пешка на черно поле g3 · бял цар на бяло поле h3 | бял кон на бяло поле f7 · черна дама на черно поле g7 · черен цар на бяло поле h7 · бял топ на черно поле d6 · черна пешка на черно поле a5 · черна пешка на бяло поле h5 · бяла пешка на бяло поле a4 · черна пешка на бяло поле c4 · бяла пешка на черно поле g3 · бял цар на бяло поле h3 | бял кон на бяло поле f7 · черна дама на черно поле g7 · черен цар на бяло поле h7 · бял топ на черно поле d6 · черна пешка на черно поле a5 · черна пешка на бяло поле h5 · бяла пешка на бяло поле a4 · черна пешка на бяло поле c4 · бяла пешка на черно поле g3 · бял цар на бяло поле h3 | бял кон на бяло поле f7 · черна дама на черно поле g7 · черен цар на бяло поле h7 · бял топ на черно поле d6 · черна пешка на черно поле a5 · черна пешка на бяло поле h5 · бяла пешка на бяло поле a4 · черна пешка на бяло поле c4 · бяла пешка на черно поле g3 · бял цар на бяло поле h3 | бял кон на бяло поле f7 · черна дама на черно поле g7 · черен цар на бяло поле h7 · бял топ на черно поле d6 · черна пешка на черно поле a5 · черна пешка на бяло поле h5 · бяла пешка на бяло поле a4 · черна пешка на бяло поле c4 · бяла пешка на черно поле g3 · бял цар на бяло поле h3 | бял кон на бяло поле f7 · черна дама на черно поле g7 · черен цар на бяло поле h7 · бял топ на черно поле d6 · черна пешка на черно поле a5 · черна пешка на бяло поле h5 · бяла пешка на бяло поле a4 · черна пешка на бяло поле c4 · бяла пешка на черно поле g3 · бял цар на бяло поле h3 | бял кон на бяло поле f7 · черна дама на черно поле g7 · черен цар на бяло поле h7 · бял топ на черно поле d6 · черна пешка на черно поле a5 · черна пешка на бяло поле h5 · бяла пешка на бяло поле a4 · черна пешка на бяло поле c4 · бяла пешка на черно поле g3 · бял цар на бяло поле h3 | 2 |
| 1 | бял кон на бяло поле f7 · черна дама на черно поле g7 · черен цар на бяло поле h7 · бял топ на черно поле d6 · черна пешка на черно поле a5 · черна пешка на бяло поле h5 · бяла пешка на бяло поле a4 · черна пешка на бяло поле c4 · бяла пешка на черно поле g3 · бял цар на бяло поле h3 | бял кон на бяло поле f7 · черна дама на черно поле g7 · черен цар на бяло поле h7 · бял топ на черно поле d6 · черна пешка на черно поле a5 · черна пешка на бяло поле h5 · бяла пешка на бяло поле a4 · черна пешка на бяло поле c4 · бяла пешка на черно поле g3 · бял цар на бяло поле h3 | бял кон на бяло поле f7 · черна дама на черно поле g7 · черен цар на бяло поле h7 · бял топ на черно поле d6 · черна пешка на черно поле a5 · черна пешка на бяло поле h5 · бяла пешка на бяло поле a4 · черна пешка на бяло поле c4 · бяла пешка на черно поле g3 · бял цар на бяло поле h3 | бял кон на бяло поле f7 · черна дама на черно поле g7 · черен цар на бяло поле h7 · бял топ на черно поле d6 · черна пешка на черно поле a5 · черна пешка на бяло поле h5 · бяла пешка на бяло поле a4 · черна пешка на бяло поле c4 · бяла пешка на черно поле g3 · бял цар на бяло поле h3 | бял кон на бяло поле f7 · черна дама на черно поле g7 · черен цар на бяло поле h7 · бял топ на черно поле d6 · черна пешка на черно поле a5 · черна пешка на бяло поле h5 · бяла пешка на бяло поле a4 · черна пешка на бяло поле c4 · бяла пешка на черно поле g3 · бял цар на бяло поле h3 | бял кон на бяло поле f7 · черна дама на черно поле g7 · черен цар на бяло поле h7 · бял топ на черно поле d6 · черна пешка на черно поле a5 · черна пешка на бяло поле h5 · бяла пешка на бяло поле a4 · черна пешка на бяло поле c4 · бяла пешка на черно поле g3 · бял цар на бяло поле h3 | бял кон на бяло поле f7 · черна дама на черно поле g7 · черен цар на бяло поле h7 · бял топ на черно поле d6 · черна пешка на черно поле a5 · черна пешка на бяло поле h5 · бяла пешка на бяло поле a4 · черна пешка на бяло поле c4 · бяла пешка на черно поле g3 · бял цар на бяло поле h3 | бял кон на бяло поле f7 · черна дама на черно поле g7 · черен цар на бяло поле h7 · бял топ на черно поле d6 · черна пешка на черно поле a5 · черна пешка на бяло поле h5 · бяла пешка на бяло поле a4 · черна пешка на бяло поле c4 · бяла пешка на черно поле g3 · бял цар на бяло поле h3 | 1 |
|   | a | b | c | d | e | f | g | h |   |

Дамски гамбит, защита Ласкер. D56
1.d4 d5 2.c4 e6 3.Nf3 Nf6 4.Nc3 Be7 5.Bg5 h6 6.Bh4 O-O 7.e3 Ne4 8.Bxe7 Qxe7 9.Rc1 c6 10.Be2 Nxc3 11.Rxc3 dxc4 12.Bxc4 Nd7 13.O-O b6 14.Bd3 c5 15.Be4 Rb8 16.Qc2 Nf6!? 17.dxc5 Nxe4 18.Qxe4 bxc5 19.Qc2 Bb7 20.Nd2 Rfd8 21.f3 Ba6 22.Rf2 Rd7 23.g3 Rbd8 24.Kg2 Bd3 25.Qc1 Ba6 26.Ra3 Bb7 27.Nb3 Rc7 28.Na5 Ba8 29.Nc4 e5 30.e4 f5! 31.exf5 e4! 32.fxe4?? Qxe4+ 33.Kh3 Rd4 34.Ne3 Qe8! 35.g4 h5 36.Kh4 g5+ 37.fxg6 Qxg6 38.Qf1 Rxg4+ 39.Kh3 Re7 40.Rf8+ Kg7 41.Nf5+ Kh7 42.Rg3 Rxg3+ 43.hxg3 Qg4+ 44.Kh2 Re2+ 45.Kg1 Rg2+ 46.Qxg2 Bxg2 47.Kxg2 Qe2+ 48.Kh3 c4 49.a4 a5 50.Rf6 Kg8 51.Nh6+ Kg7 52.Rb6 Qe4 53.Kh2 Kh7 54.Rd6 Qe5 55.Nf7 Qxb2+ 56.Kh3 Qg7 0-1
Това е единствената победа с черните в целия мач.